# Giải vô địch bóng rổ thế giới 2023
Giải vô địch bóng rổ thế giới 2023 (tiếng Anh: 2023 FIBA Basketball World Cup, tiếng Nhật: FIBAバスケットボールワールドカップ2023, tiếng Indonesia: Piala Dunia Bola Basket FIBA 2023) là giải đấu thứ 19 của Giải vô địch bóng rổ thế giới dành cho các đội tuyển bóng rổ nam do Liên đoàn Bóng rổ Quốc tế tổ chức. Đây là giải đấu thứ hai có 32 đội tham dự và lần đầu tiên được đăng cai bởi 3 quốc gia – Philippines, Nhật Bản và Indonesia – bắt đầu từ ngày 25 tháng 8 và kết thúc vào ngày 10 tháng 9 năm 2023.
Đây là lần đầu tiên giải đấu được đăng cai tại Indonesia, và là lần thứ hai với Philippines và Nhật Bản – lần lượt từng đăng cai vào các giải đấu năm 1978 và năm 2006. Đây là một trong ba kỳ World Cup liên tiếp được đăng cai tại châu Á sau Trung Quốc tại giải đấu năm 2019 và tiếp theo là Qatar tại giải đấu năm 2027, và là giải đấu đầu tiên trong lịch sử có một đội chủ nhà không vượt qua vòng loại. Giải đấu đã phá kỷ lục về số lượng khán giả đến sân khi ở trận ra quân giữa trận đấu giữa Cộng hòa Dominica và Philippines có 38.115 khán giả đến sân, phá vỡ kỷ lục trước đó là 32.616 khán giả tại trận chung kết của giải đấu năm 1994 diễn ra trên đất Canada.
Giải đấu được đánh dấu là vòng loại cho Thế vận hội Mùa hè 2024, với hai đội tuyển xuất sắc nhất đến từ châu Mỹ và châu Âu, và đội tuyển xuất sắc nhất đến từ châu Phi, châu Á và châu Đại Dương, vượt qua vòng loại cùng với đội chủ nhà Pháp.
Đức với thành tích toàn thắng kể từ đầu giải đã giành chức vô địch đầu tiên của giải đấu sau khi đè bẹp Serbia với tỷ số 83–77 ở trận chung kết, đồng thời cũng là chức vô địch đầu tiên trong lịch sử bóng rổ nước Đức. Đối với Serbia, đây là lần thứ hai trong ba giải đấu gần nhất họ giành ngôi Á quân của giải đấu, sau trận chung kết của giải đấu năm 2014. Canada giành tấm huy chương đồng của giải đấu sau khi đánh bại Hoa Kỳ với tỷ số 127–118.
Trong số các đội lần đầu tiên tham dự giải đấu (Latvia, Nam Sudan, Gruzia và Cabo Verde), thì Latvia gây chấn động khi lọt vào top 5 của giải đấu. Đồng chủ nhà Nhật Bản lần đầu tiên giành vé trực tiếp tham dự Thế vận hội Mùa hè 2024 sau 48 năm chờ đợi với tư cách là đội tuyển có thành tích xuất sắc nhất châu Á, trong khi Philippines giành vé tham dự giải đấu vòng loại môn bóng rổ tại Thế vận hội Mùa hè 2024.
Tây Ban Nha là nhà đương kim vô địch của giải đấu, sau khi đánh bại Argentina với tỷ số 95–75 tại trận chung kết của giải đấu năm 2019, nhưng đã không thể bảo vệ thành công chức vô địch sau khi để thua hai trận đấu liên tiếp với Latvia và Canada, qua đó kết thúc giải đấu với vị trí thứ 9 chung cuộc. Hoa Kỳ, đương kim vô địch Thế vận hội Mùa hè và cũng là đội tuyển giàu thành tích nhất giải đấu, đã có giải đấu thứ hai liên tiếp không giành huy chương nào.

## Lựa chọn chủ nhà
Vào ngày 7 tháng 6 năm 2016, Liên đoàn Bóng rổ Quốc tế đã phê duyệt quy trình đấu thầu cho Giải vô địch bóng rổ thế giới 2023.
Các cuộc đấu thầu của các liên đoàn thành viên cũng được Hội đồng Trung ương của FIBA chấp thuận bắt đầu từ giải đấu năm 2023 và không hạn chế đối với một liên đoàn đã đăng cai giải đấu trước đó để đấu thầu quyền đăng cai cho Giải vô địch bóng rổ thế giới.
Vào ngày 1 tháng 6 năm 2017, FIBA đã lập danh sách các ứng cử viên cho việc đấu thầu để đăng cai giải đấu:
- Argentina /  Uruguay
- Philippines /  Nhật Bản /  Indonesia
- Nga (rút lui)
- Thổ Nhĩ Kỳ (rút lui)

Nga và Thổ Nhĩ Kỳ đã rút khỏi cuộc đấu thầu, chỉ còn lại 2 liên minh: Philippines–Nhật Bản–Indonesia và Argentina–Uruguay tham gia cuộc đua giành quyền đăng cai, đồng thời đánh dấu kỳ World Cup đầu tiên được tổ chức tại nhiều quốc gia.

### Kết quả bầu chọn
Vào ngày 9 tháng 12 năm 2017, sau khi liên minh Argentina–Uruguay rút khỏi cuộc đua đăng cai, FIBA quyết định Philippines–Nhật Bản–Indonesia đã thắng thầu và giành quyền đăng cai giải đấu sau khi FIBA trao quyền đăng cai thông qua một cuộc bỏ phiếu nhất trí.
| Liên minh quốc gia                 | Số phiếu bầu |
| ---------------------------------- | ------------ |
| Philippines / Nhật Bản / Indonesia | Nhất trí     |
| Argentina / Uruguay                | Rút lui      |

## Các đội tuyển

### Vòng loại

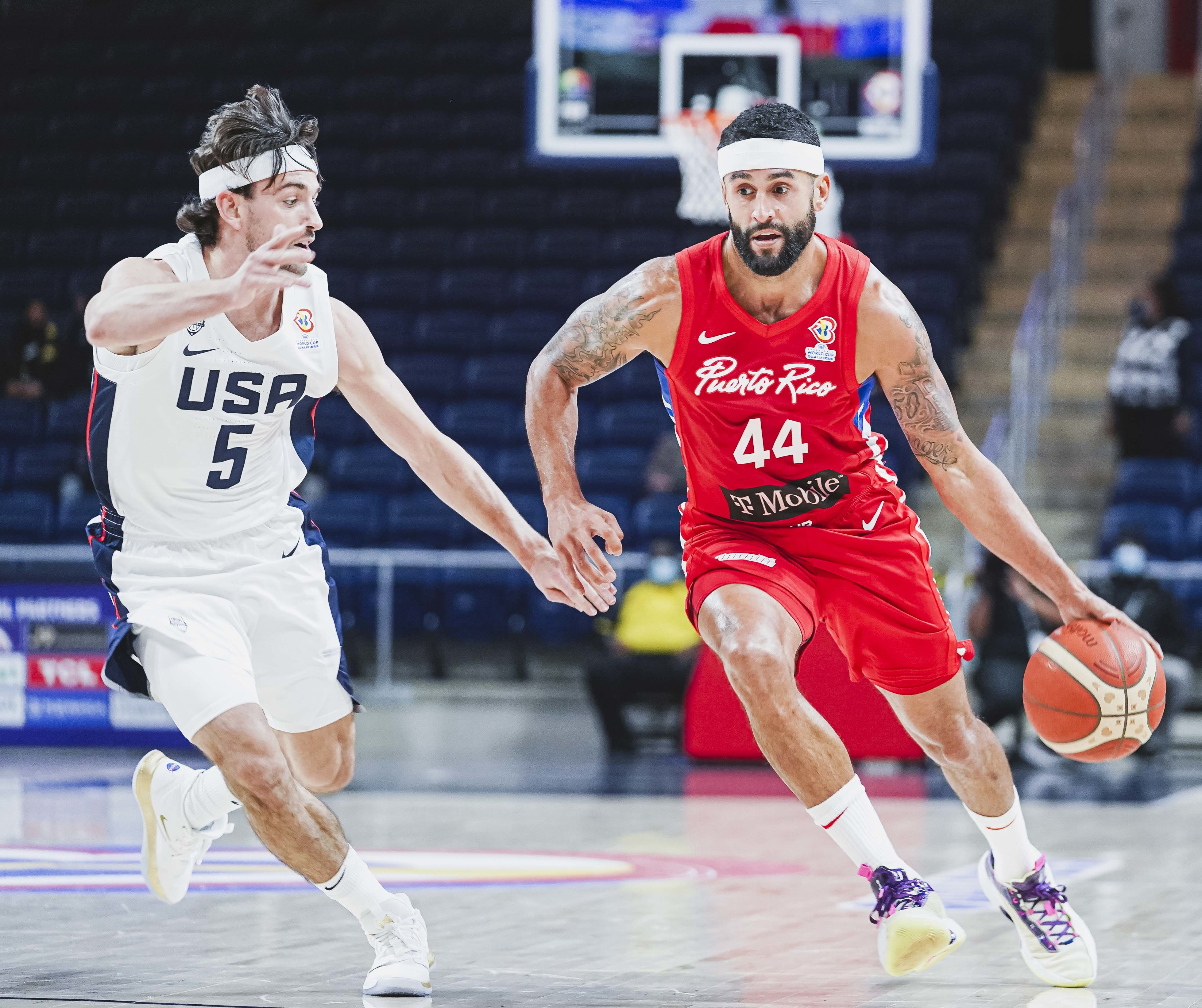
David Stockton (trái) và Javier Mojica trong trận đấu vòng loại giữa Hoa Kỳ và Puerto Rico vào tháng 2 năm 2022 tại Nhà thi đấu Thể thao và Giải trí

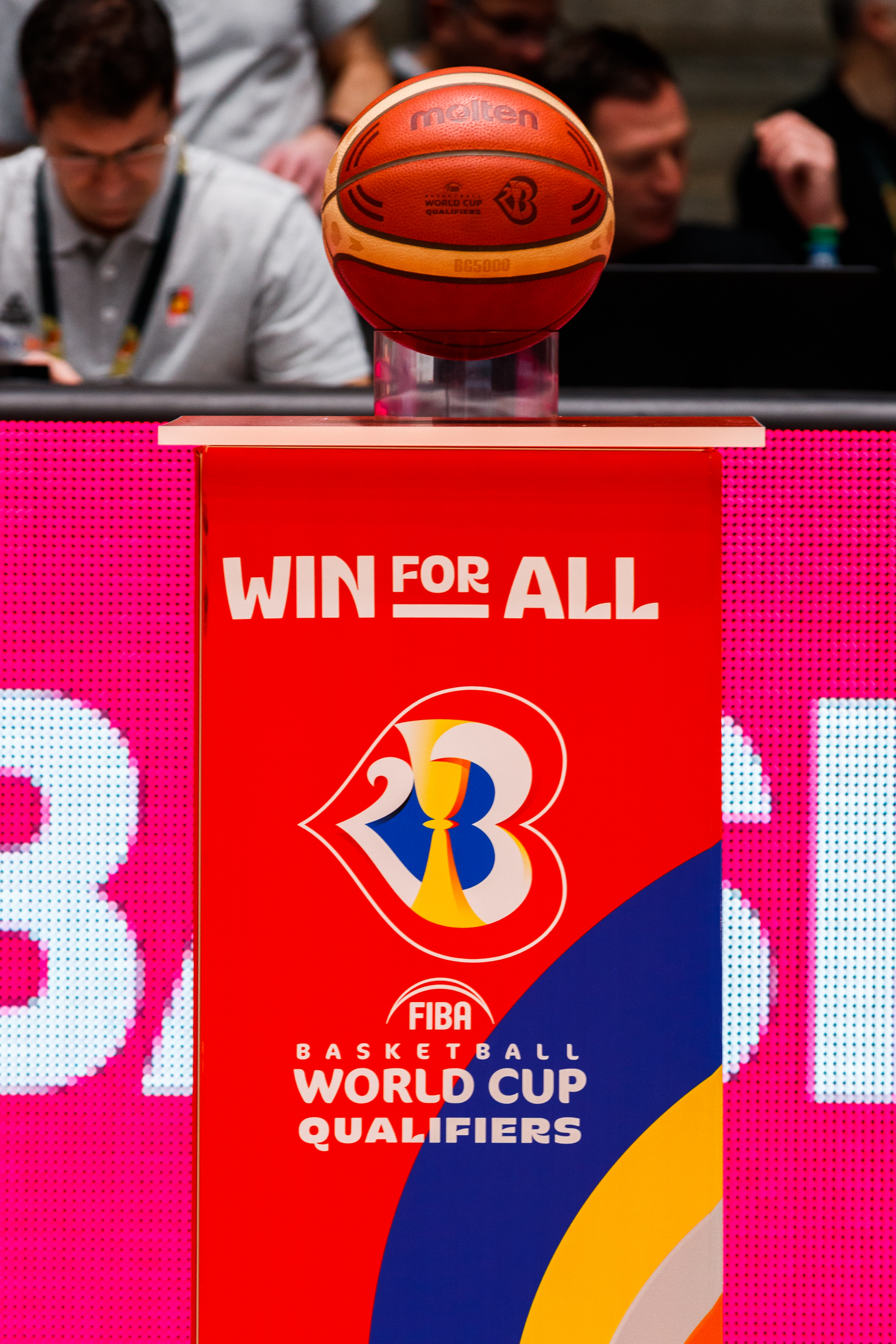
Quả bóng chính thức của giải đấu do Tập đoàn Molten (Nhật Bản) sản xuất trong trận đấu vòng loại giữa Đức và Thụy Điển

Với tư cách là hai đội chủ nhà của giải đấu, Philippines và Nhật Bản được đặc cách tham dự giải đấu khi họ được trao quyền đăng cai chung với Indonesia. Tuy nhiên, suất đăng cai vòng chung kết của Indonesia phải có điều kiện vì FIBA muốn đội tuyển quốc gia Indonesia có năng lực thi đấu vào năm 2021 nên bắt buộc Indonesia phải vượt qua vòng loại hoặc tiến vào top 8 đội mạnh nhất (tức là phải vào đến tứ kết) tại Giải vô địch bóng rổ châu Á 2022 (bị hoãn từ năm 2021 do ảnh hưởng của đại dịch COVID-19). Indonesia tham dự Giải vô địch bóng rổ châu Á 2022 với tư cách là chủ nhà, và đã vượt qua giai đoạn vòng bảng với vị trí thứ ba (trong bảng đấu có Úc, Jordan và Ả Rập Xê Út), nhưng ở vòng play-off (tức vòng 12 đội), họ để thua Trung Quốc với tỷ số 58–108, do đó họ không vượt qua được vòng loại của giải đấu, tan giấc mộng lần đầu tiên ra mắt đấu trường thế giới của họ ngay trên sân nhà. Đây cũng là lần đầu tiên trong lịch sử các kỳ World Cup có một đội chủ nhà không vượt qua được vòng loại.
80 đội tuyển thuộc 4 khu vực của FIBA tham dự vòng loại của giải đấu sau khi đã vượt qua vòng loại của các giải đấu thuộc các cấp độ châu lục (Giải vô địch bóng rổ châu Phi 2021, Giải vô địch bóng rổ châu Mỹ 2022, Giải vô địch bóng rổ châu Á 2022, Giải vô địch bóng rổ châu Âu 2022). Đối với khu vực châu Âu và châu Mỹ, các đội không vượt qua vòng loại châu lục sẽ phải tham dự vòng sơ loại tại các khu vực nói trên. Đối với khu vực châu Á/châu Đại Dương và châu Phi, các đội tuyển tham dự Giải vô địch bóng rổ châu Phi và Giải vô địch bóng rổ châu Á sẽ tham dự vòng loại ở cả hai châu lục này. Trận đấu đầu tiên của vòng loại diễn ra vào ngày 25 tháng 11 năm 2021 tại Minsk (Belarus) giữa Belarus và Thổ Nhĩ Kỳ tại vòng loại khu vực châu Âu. Buổi lễ bốc thăm vòng loại sẽ diễn ra tại tòa nhà Patrick Baumann tại Mies, Thụy Sĩ vào ngày 31 tháng 8 năm 2021.
Vòng loại thứ nhất của vòng loại các khu vực châu Phi, châu Mỹ và châu Á/châu Đại Dương sẽ có 16 đội, trong khi châu Âu có 32 đội tham dự. Các đội thi đấu ở nhóm A được chia thành các bảng đấu có 4 đội, thi đấu theo thể thức thể thức vòng tròn một lượt tính điểm, thi đấu trên sân nhà – sân khách. 3 đội đứng đầu mỗi bảng sẽ giành vé vào vòng loại thứ hai, các đội được chia thành 10 bảng, bao gồm 4 bảng đấu thuộc khu vực châu Âu và các khu vực châu Phi, châu Mỹ và châu Á/châu Đại Dương, mỗi khu vực 2 bảng đấu. Các đội vẫn sẽ giữ nguyên số điểm mình có được từ vòng 1 và sẽ gặp 3 đội tuyển còn lại ở trong các bảng đấu khác vẫn theo thể thức thi đấu trên sân nhà – sân khách. 30 đội tuyển xuất sắc nhất sẽ giành vé tham dự Giải vô địch bóng rổ thế giới 2023, cùng với 2 đội đồng chủ nhà Philippines và Nhật Bản.
Danh sách 32 đội tuyển tham dự giải đấu được công bố vào ngày 27 tháng 2 năm 2023 sau khi hoàn thành giai đoạn thứ 6 của vòng loại.

### Các đội tuyển đã vượt qua vòng loại

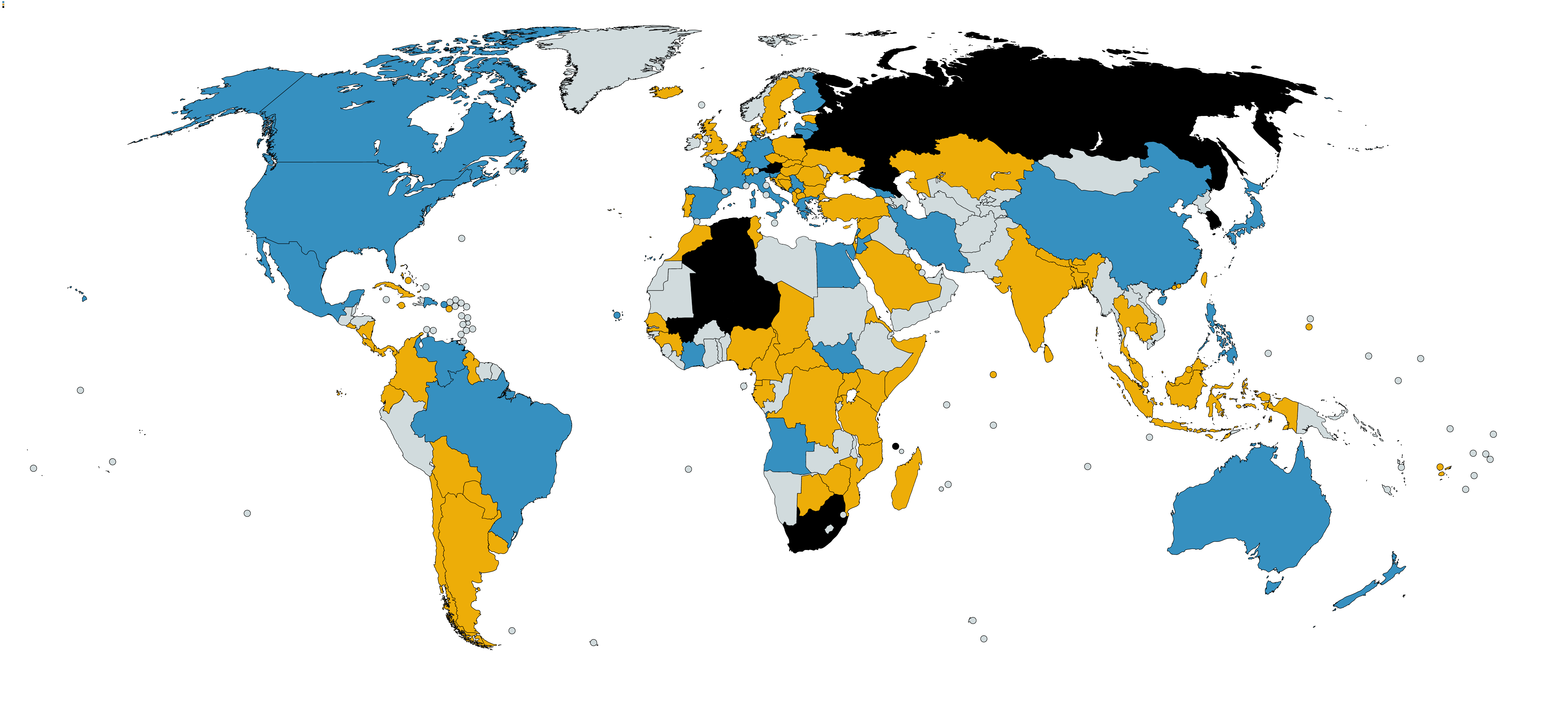
Biểu đồ biểu hiện các đội tuyển tham dự Giải vô địch bóng rổ thế giới 2023:
Vượt qua vòng loại
Không vượt qua vòng loại
Rút lui hoặc bị cấm thi đấu
Không tham dự vòng loại

Vào ngày 28 tháng 8 năm 2022, Phần Lan và Bờ Biển Ngà lần lượt trở thành đội tuyển đầu tiên của khu vực châu Âu và châu Phi, đồng thời trở thành hai đội tuyển đầu tiên trên thế giới giành vé tham dự giải đấu. Vài ngày sau, New Zealand và Liban trở thành hai đội tuyển đầu tiên ở khu vực châu Á ngoài Philippines và Nhật Bản giành vé tham dự giải đấu. Phần Lan đã có lần thứ hai tham dự giải đấu sau lần đầu tiên góp mặt tại giải đấu năm 2014 được tổ chức tại Tây Ban Nha. Vào ngày 10 tháng 11 năm 2023, Canada trở thành đội tuyển đầu tiên ở khu vực châu Mỹ giành vé tham dự giải đấu.
Bên cạnh Phần Lan, Slovenia, Ai Cập và México trở lại World Cup kể từ giải đấu năm 2014 sau khi họ không vượt qua vòng loại giải đấu năm 2019 trên đất Trung Quốc.
Liban trở lại World Cup kể từ giải đấu năm 2010 tại Thổ Nhĩ Kỳ, trong khi Gruzia, Latvia và Nam Sudan làm nên lịch sử khi có lần đầu tiên tham dự giải đấu. Cabo Verde cũng làm nên lịch sử khi có lần đầu tiên tham dự giải đấu, trở thành quốc gia có diện tích nhỏ nhất có đại diện tham dự giải đấu.
Brasil và Hoa Kỳ trở thành hai đội tuyển không vắng mặt bất kỳ giải đấu nào kể từ lần đầu tiên giải đấu được tổ chức vào năm 1950.
Vài ngày trước khi giai đoạn thứ hai của vòng loại diễn ra, tại vòng loại khu vực châu Á, Hàn Quốc đã rút lui khỏi giải đấu do có một số cầu thủ của họ, dự kiến sẽ tham dự vòng loại, có kết quả xét nghiệm dương tính với COVID-19. Hiệp hội Bóng rổ Hàn Quốc đã kháng cáo lên FIBA về việc rút khỏi vòng loại của họ, nhưng bị FIBA từ chối. Kết quả là Hàn Quốc không vượt qua vòng loại sau khi tham dự hai giải đấu liên tiếp vào các năm 2014 và 2019. Nga, một trong 32 đội tuyển đã tham dự giải đấu năm 2019 đã bị cấm tham dự các giải đấu do FIBA tổ chức, bao gồm World Cup và vòng loại, do ảnh hưởng của cuộc xâm lược của Nga vào Ukraina vào tháng 2 năm 2022. Belarus cũng bị cấm tham dự giải đấu, và tất cả các kết quả trước đó của họ ở vòng loại đều bị hủy bỏ.
Sau khi giành ngôi á quân tại giải đấu năm 2019 tại Trung Quốc, 9 kỳ tham dự World Cup liên tiếp kể từ giải đấu năm 1986 tại Tây Ban Nha, nhà đương kim vô địch Giải vô địch bóng rổ châu Mỹ 2022 Argentina không vượt qua vòng loại sau khi đã để thua Cộng hòa Dominica với tỷ số 75–79 ngay trên sân nhà. Chủ nhà và á quân của giải đấu năm 2010, Thổ Nhĩ Kỳ đã có lần đầu tiên không vượt qua vòng loại kể từ giải đấu năm 1998. Bên cạnh Argentina và Thổ Nhĩ Kỳ, một số đội tuyển châu Phi khác, điển hình là nhà đương kim vô địch Giải vô địch bóng rổ châu Phi 2 lần liên tiếp Tunisia, Sénégal và Nigeria - đội tuyển số 1 châu Phi lúc đó, và cũng là đại diện châu Phi duy nhất tham dự Thế vận hội Mùa hè 2020, đều phải trở thành khán giả của giải đấu này. Ngoài ra,
Cộng hòa Séc và Ba Lan là những đội tuyển đã tham dự giải đấu năm 2019 không vượt qua vòng loại giải đấu này.
Các đội tuyển đã vượt qua vòng loại, được phân chia theo khu vực, với số được đặt trong dấu ngoặc đơn chính là vị trí hiện tại của họ trên bảng xếp hạng bóng rổ nam FIBA trước khi giải đấu diễn ra:
| Khu vực châu Phi (5) - Angola (41) - Cabo Verde (64) (lần đầu tham dự) - Ai Cập (55) - Bờ Biển Ngà (42) - Nam Sudan (62) (lần đầu tham dự) | Khu vực châu Mỹ (7) - Brasil (13) - Canada (15) - Cộng hòa Dominica (23) - México (31) - Puerto Rico (20) - Hoa Kỳ (2) - Venezuela (17) | Khu vực châu Á/châu Đại Dương (8) - Úc (3) - Trung Quốc (27) - Iran (22) - Nhật Bản (36) (đồng chủ nhà) - Jordan (33) - Liban (43) - New Zealand (26) - Philippines (40) (đồng chủ nhà) | Khu vực châu Âu (12) - Phần Lan (24) - Pháp (5) - Gruzia (32) (lần đầu tham dự) - Đức (11) - Hy Lạp (9) - Ý (10) - Latvia (29) (lần đầu tham dự) - Litva (8) - Montenegro (18) - Serbia (6) - Slovenia (7) - Tây Ban Nha (1) |  |

### Lễ bốc thăm

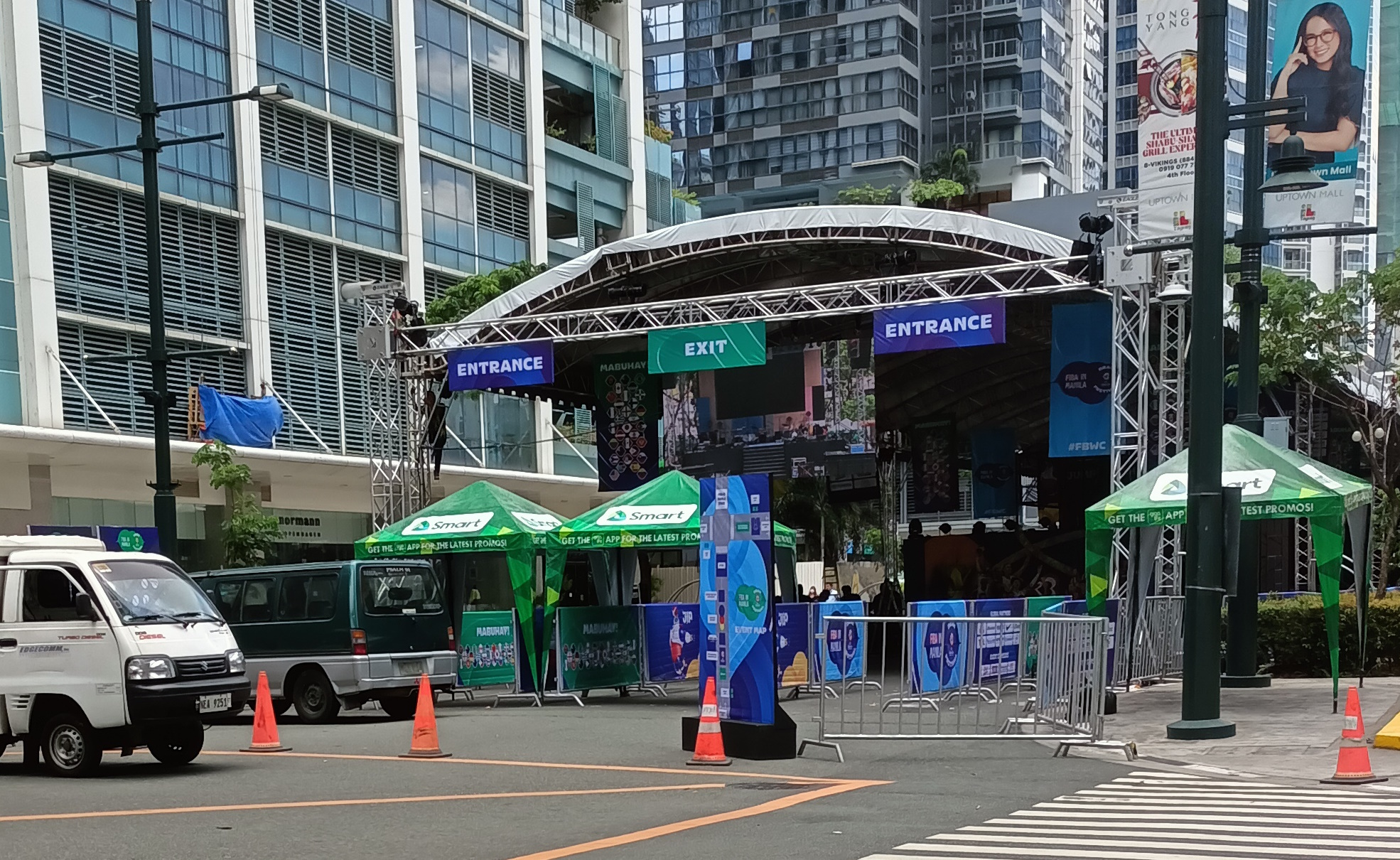
Địa điểm ban đầu diễn ra buổi lễ bốc thăm giải đấu nằm ở đại lộ số 9 gần Trung tâm thương mại Uptown tại Thành phố Toàn cầu Bonifacio ở Taguig, Philippines. Buổi lễ bốc thăm diễn ra vào ngày 29 tháng 4 năm 2023.

Buổi lễ bốc thăm diễn ra vào ngày 29 tháng 4 năm 2023 tại Đấu trường Araneta, Thành phố Quezon, Philippines, vào lúc 19 giờ 30 phút, theo Giờ Philippines.
Đại sứ toàn cầu của giải đấu Luis Scola (người Argentina) và nhà vô địch NBA 2011 Dirk Nowitzki (người Đức) điều hành buổi lễ bốc thăm cùng với các đại sứ giải đấu của ba nước chủ nhà: Thành viên của Philippines tại giải đấu năm 2014 Lewis Alfred Vasquez Tenorio và Hoa hậu Hoàn vũ 2018 Catriona Gray (người Philippines), cựu thành viên của đội tuyển quốc gia Nhật Bản và chủ tịch Câu lạc bộ bóng rổ Levanga Hokkaido Orimo Takehiro (người Nhật Bản) và nam diễn viên Raffi Ahmad (người Indonesia). Ca sĩ và rapper Saweetie (người Hoa Kỳ) và 2 nghệ sĩ người Philippines Billy Cartwood và Sarah Geronimo là những người biểu diễn trong buổi lễ bốc thăm.
Trong buổi lễ bốc thăm, 32 đội tuyển sẽ được chia vào 8 nhóm hạt giống dựa theo Bảng xếp hạng FIBA được công bố vào tháng 2 năm 2023. Philippines rơi vào nhóm hạt giống số 1 do là chủ nhà đăng cai các trận đấu thuộc vòng đấu cuối cùng của giải đấu, cùng với 3 đội tuyển có thứ hạng cao nhất trên bảng xếp hạng FIBA được công bố vào tháng 2 năm 2023, bao gồm: Tây Ban Nha, Hoa Kỳ, Úc. 28 đội tuyển còn lại sẽ được phân chia thành các nhóm hạt giống từ Nhóm 2 đến Nhóm 8 dựa theo bảng xếp hạng FIBA công bố vào tháng 2 năm 2023, cùng với đội đồng chủ nhà Nhật Bản sẽ rơi vào nhóm hạt giống số 7.
Hơn nữa, ba nước chủ nhà có quyền chọn mỗi đội tuyển thi đấu ở vòng bảng. Hoa Kỳ được lựa chon thi đấu tại Philippines, Slovenia thi đấu tại Nhật Bản, Canada thi đấu tại Indonesia. FIBA trích dẫn cho việc "lý do thương mại" mà họ cho rằng không ảnh hưởng tới buổi lễ bốc thăm.
Buổi lễ bốc thăm sẽ chia làm 2 cụm nhóm hạt giống, mỗi cụm 4 nhóm hạt giống. Các đội ở các nhóm hạt giống 1, 3, 5, 7 sẽ thi đấu tại các bảng A, C, E, G. Các đội ở các nhóm hạt giống 2, 4, 6, 8 sẽ thi đấu tại các bảng B, D, F, H.
Các đội tuyển đến từ các liên đoàn châu Phi, châu Mỹ, châu Á và châu Đại Dương sẽ không được gặp nhau ở giai đoạn vòng bảng. Ngoài ra, các bảng đấu đều có ít nhất 1 đại diện châu Âu góp mặt, nhưng không vượt quá tối đa là 2 đại diện. Như vậy, có thể biết rằng Montenegro và México, Tây Ban Nha và Brasil sẽ nằm cùng một bảng đấu vì Hy Lạp, Đức và Ý sẽ không cùng bảng với Tây Ban Nha.

### Nhóm hạt giống
Các nhóm hạt giống đã được xác nhận vào ngày 21 tháng 4 năm 2023.
Các bảng A, C, E và G
| Nhóm 1                                                                                    | Nhóm 3                                       | Nhóm 5                                                                | Nhóm 7                                                                               |
| ----------------------------------------------------------------------------------------- | -------------------------------------------- | --------------------------------------------------------------------- | ------------------------------------------------------------------------------------ |
| Philippines (40) (đồng chủ nhà) (Bảng A) · Tây Ban Nha (1) · Hoa Kỳ (2) (Bảng C) · Úc (3) | Hy Lạp (9) · Ý (10) · Đức (11) · Brasil (13) | Iran (22) · Cộng hòa Dominica (23) · Phần Lan (24) · New Zealand (26) | Jordan (33) · Nhật Bản (36) (đồng chủ nhà) (Bảng E) · Angola (41) · Bờ Biển Ngà (42) |

Các bảng B, D, F và H
| Nhóm 2                                                    | Nhóm 4                                                                     | Nhóm 6                                                    | Nhóm 8                                                      |
| --------------------------------------------------------- | -------------------------------------------------------------------------- | --------------------------------------------------------- | ----------------------------------------------------------- |
| Pháp (5) · Serbia (6) · Slovenia (7) (Bảng F) · Litva (8) | Canada (15) (Bảng H) · Venezuela (17) · Montenegro (18) · Puerto Rico (20) | Trung Quốc (27) · Latvia (29) · México (31) · Gruzia (32) | Liban (43) · Ai Cập (55) · Nam Sudan (62) · Cabo Verde (64) |

### Cầu thủ
Tại Giải vô địch bóng rổ thế giới 2023, mỗi đội công bố danh sách gồm 12 cầu thủ; mỗi đội có thể chọn một cầu thủ nhập tịch theo quy tắc của FIBA từ danh sách các đội.

## Địa điểm thi đấu
| [Bản đồ tương tác toàn màn hình]                                                                         |                                                               |
| Các địa điểm chủ nhà của giải đấu- 1 Manila (Philippines) - 2 Okinawa (Nhật Bản) - 3 Jakarta (Indonesia) |                                                               |
| | Biểu đồ hiện đang tạm thời không khả dụng do vấn đề kĩ thuật. |

| [Bản đồ tương tác toàn màn hình]                                                                |                                                               |
| Các địa điểm tổ chức giải đấu tại Khu vực Đại đô thị Manila- 7 Bocaue - 8 Pasay - 9 Quezon City |                                                               |
|                                                                                                 | Biểu đồ hiện đang tạm thời không khả dụng do vấn đề kĩ thuật. |

Giải đấu diễn ra tại 5 địa điểm thuộc 5 thành phố riêng biệt thuộc 3 quốc gia chủ nhà. Ba thành phố ở Khu vực Đại đô thị Manila đăng cai 4 bảng đấu ở giai đoạn vòng bảng, 2 bảng đấu ở vòng 2, và giai đoạn cuối cùng, bắt đầu từ trận tứ kết. Okinawa và Jakarta, mỗi thành phố đăng cai 2 bảng đấu ở giai đoạn vòng bảng và 1 bảng đấu ở vòng 2. Philippines đăng cai 4 bảng đấu gồm 16 đội, mỗi bảng 4 đội. Nhật Bản và Indonesia, mỗi quốc gia đăng cai 2 bảng đấu, gồm 8 đội, mỗi bảng 4 đội.
Tại Philippines, ba địa điểm được lựa chọn để đăng cai tổ chức các trận đấu thuộc giải đấu, bao gồm: SM Mall of Asia Arena ở Pasay, Đấu trường Araneta ở Thành phố Quezon và Philippine Arena ở Bocaue, Bulacan. Cả 3 địa điểm này đều từng tổ chức nhiều trận đấu của Philippines tại vòng loại các giải vô địch bóng rổ thế giới khu vực châu Á vào các năm 2019 và 2023. SM Mall of Asia Arena đã từng đăng cai Giải vô địch bóng rổ châu Á 2013, Vòng loại môn bóng rổ nam tại Thế vận hội Mùa hè 2016 tại Manila và nội dung thi đấu môn bóng rổ 5x5 tại Đại hội Thể thao Đông Nam Á 2019. Đấu trường Araneta đã từng đăng cai Giải vô địch bóng rổ thế giới 1978, còn Philippine Arena có sức chứa lên đến 55.000 chỗ ngồi và ban đầu sẵn sàng đăng cai các trận đấu thuộc vòng cuối cùng và trận chung kết của giải đấu. Nhà thi đấu này cũng từng đăng cai Giải vô địch bóng rổ 3x3 thế giới 2018 và lễ khai mạc của Đại hội Thể thao Đông Nam Á 2019.
Tuy nhiên, trong cuộc họp của Ban Chấp hành Trung ương FIBA vào ngày 28 tháng 4 năm 2023, FIBA đã thông báo rằng SM Mall of Asia Arena sẽ thay cho Philippine Arena đăng cai các trận đấu thuộc vòng cuối cùng và trận chung kết của giải đấu do vấn đề về thời gian di chuyển, hậu cần và vận chuyển. Để đảm bảo việc sử dụng nhà thi đấu tổ chức các trận đấu thuộc giải đấu và phù hợp với giá thầu ban đầu, Philippine Arena đã tổ chức hai trận đấu khai mạc của Bảng A, giữa Angola gặp Ý và Cộng hòa Dominica gặp Philippines.
Tại Nhật Bản, Nhà thi đấu Okinawa ở Thành phố Okinawa có sức chứa 10.000 chỗ ngồi và là sân nhà mới được xây dựng của Câu lạc bộ Ryukyu Golden Kings đang thi đấu tại Giải vô địch bóng rổ quốc gia Nhật Bản. Nhà thi đấu này cũng từng tổ chức các trận đấu giao hữu của đội bóng rổ nam Nhật Bản để chuẩn bị cho Thế vận hội Mùa hè 2020 ở Tokyo và nhiều trận đấu vòng loại châu Á Giải bóng rổ FIBA World Cup 2023 của Nhật Bản.
Còn tại Indonesia, Nhà thi đấu Istora Gelora Bung Karno ở Jakarta ban đầu được lựa chọn để làm địa điểm đăng cai cho giải đấu. Tuy nhiên, thành viên Hội đồng Trung ương FIBA lúc đó là Erick Thohir cho rằng địa điểm này chỉ được phê duyệt đăng cai cho Giải vô địch bóng rổ châu Á 2022 (ban đầu được tổ chức vào năm 2021 nhưng bị hoãn sang năm 2022 do ảnh hưởng của Đại dịch COVID-19), giải đấu này cũng do thành phố đăng cai mà không được lựa chọn đăng cai cho giải đấu. Trong buổi lễ bốc thăm cho vòng loại Giải vô địch bóng rổ thế giới 2023 diễn ra vào ngày 31 tháng 8 năm 2021 tại Mies (Thụy Sĩ), có người tiết lộ rằng một địa điểm mới được xây dựng nằm tại Khu liên hợp thể thao Gelora Bung Karno sẽ được lựa chọn để đăng cai cho giải đấu. Nhà thi đấu này được biết đến với tên gọi Nhà thi đấu Indonesia, với sức chứa lên đến 16.500 chỗ ngồi.
Có một kế hoạch dự phòng để di chuyển địa điểm diễn ra các trận đấu từ Thành phố Okinawa (Nhật Bản) đến Vùng đô thị Manila (Philippines) trong trường hợp đề phòng các hiện tượng thời tiết xấu như bão, sấm sét, sóng thần...

### Các nhà thi đấu
| Philippines                        | Philippines                                 | Philippines                                 |                                         |
| ---------------------------------- | ------------------------------------------- | ------------------------------------------- | --------------------------------------- |
| Philippine Arena (Bocaue, Bulacan) | Đấu trường Araneta (Thành phố Quezon)       | SM Mall of Asia Arena (Pasay)               |                                         |
| Sức chứa: 55,000                   | Sức chứa: 15,000 (địa điểm đã được cải tạo) | Sức chứa: 15,000 (địa điểm đã được cải tạo) |                                         |
|                                    |                                             |                                             |                                         |
| Indonesia                          | Indonesia                                   | Nhật Bản                                    |                                         |
| Nhà thi đấu Indonesia (Jakarta)    | Nhà thi đấu Indonesia (Jakarta)             | Nhà thi đấu Okinawa (Thành phố Okinawa)     | Nhà thi đấu Okinawa (Thành phố Okinawa) |
| Sức chứa: 16,000 (địa điểm mới)    | Sức chứa: 16,000 (địa điểm mới)             | Sức chứa: 10,000 (địa điểm mới)             | Sức chứa: 10,000 (địa điểm mới)         |
|                                    |                                             |                                             |                                         |

1. 1 2  Về mục đích tiếp thị, có 3 thành phố chủ nhà – Manila (Philippines), Okinawa (Nhật Bản) và Jakarta (Indonesia). Tuy nhiên, có tới 2 trên 3 địa điểm thi đấu tại Philippines nằm ở Vùng đô thị Manila, riêng Philippine Arena nằm ở tỉnh Bulacan, cách Thủ đô Manila 6km về phía bắc.
2. ↑  Nay là Chủ tịch của Liên đoàn bóng đá Indonesia.

### Địa điểm tập luyện và khách sạn đóng quân của các đội
Tại Philippines, các địa điểm tập luyện đã được lựa chọn cho các đội là Đấu trường Rizal Memorial và Nhà thi đấu Ninoy Aquino ở Manila, PhilSports Arena và Meralco Gym ở Pasig. Khách sạn Conrad Manila ở Pasay và Khách sạn Edsa Shangri-La, Manila ở Mandaluyong là những khách sạn đóng quân của các đội.

## Sự chuẩn bị của Philippines, Nhật Bản và Indonesia trước giải đấu

### Lễ bàn giao
Trong khuôn khổ Giải vô địch bóng rổ thế giới 2019 tại Trung Quốc, 3 nước chủ nhà đã cử đoàn đại diện đến giám sát giải đấu. Đoàn cũng giám sát Đại hội của Liên đoàn Bóng rổ Quốc tế và buổi lễ khai mạc.
Buổi lễ bàn giao diễn ra trong thời gian nghỉ giữa giờ ở trận chung kết giữa Argentina và Tây Ban Nha tại Nhà thi đấu Ngũ Khỏa Tùng, Bắc Kinh, Trung Quốc chính thức bàn giao quyền đăng cai giải đấu từ Trung Quốc sang ba nước chủ nhà – Philippines, Nhật Bản và Indonesia. Thành viên Ban Chấp hành Trung ương của FIBA, Manny Pangilinan (Philippines), Mitsuya Yuko (Nhật Bản) và Erick Thohir (Indonesia) đã nhận được cờ FIBA từ Chủ tịch Hiệp hội Bóng rổ Trung Quốc Diêu Minh. Các vị quan chức khác cũng tham dự buổi lễ bàn giao lúc đó là Chủ tịch FIBA lúc bấy giờ, Horacio Muratore (Argentina) và Đại sứ toàn cầu của Giải vô địch bóng rổ thế giới 2019 – cố danh thủ Kobe Bryant (Hoa Kỳ).

### Ban điều hành Giải vô địch bóng rổ thế giới 2023
Trong buổi gặp mặt của Ban chấp hành FIBA vào ngày 31 tháng 1 năm 2020, Ủy viên Ủy ban Olympic quốc tế và Ban Chấp hành FIBA, Richard Carrión (Puerto Rico) được bầu làm Chủ tịch Ban điều hành của giải đấu. Giám đốc điều hành của FIBA khu vực Châu Đại Dương David Crocker cũng được bầu làm Giám đốc điều hành của giải đấu. Cuộc họp đầu tiên của Ban điều hành được diễn ra vào tuần cuối cùng của tháng 5 năm 2020.

### Sự hỗ trợ của Chính phủ

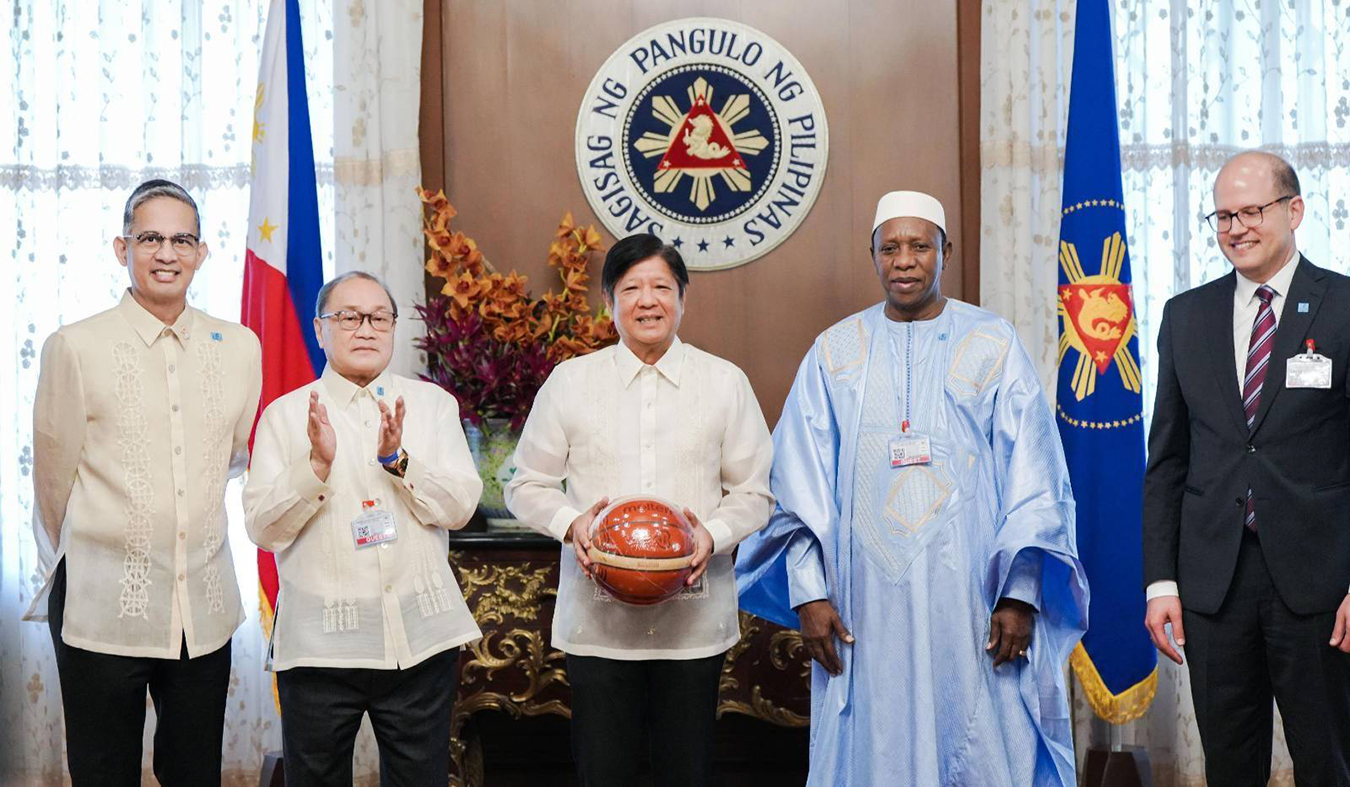
Tổng thống Philippines Bongbong Marcos (giữa) trong cuộc gặp mặt với Ban Chấp hành Trung ương FIBA vào tháng 4 năm 2023 trước lễ bốc thăm giải đấu.

#### Indonesia
Vào tháng 2 năm 2020, Bộ trưởng Bộ Thanh niên và Thể thao Indonesia Zainudin Amali đã tiết lộ kế hoạch xây dựng một nhà thi đấu mới ở Jakarta để phục vụ cho giải đấu, với sức chứa từ 15.000 đến 20.000 chỗ ngồi. Tổng thống Indonesia Joko Widodo đã cấp giấy phép xây dựng, với việc Chính phủ Indonesia tài trợ cho việc xây dựng nhà thi đấu mới để Indonesia đăng cai giải đấu. Đó chính là Nhà thi đấu Indonesia, nằm trong Khu liên hợp thể thao Gelora Bung Karno. Joko Widodo cũng chủ trì buổi lễ cất nóc Nhà thi đấu Indonesia vào ngày 13 tháng 1 năm 2023, dự kiến sẽ mở cửa đón khán giả vào tháng 6 năm 2023, 2 tháng trước khi giải đấu diễn ra. Tổng thống Widodo và quyền Thống đốc Jakarta Hedu Budi Hartono chính thức cắt băng khánh thành Nhà thi đấu Indonesia vào ngày 7 tháng 8 năm 2023. Quỹ ngân sách 135 tỷ rupiah Indonesia được Chính phủ Indonesia cung cấp, thông qua Bộ Thanh niên và Thể thao Indonesia, cho Hiệp hội bóng rổ Indonesia và Ban Tổ chức giải đấu để Indonesia đăng cai giải đấu.

#### Nhật Bản
Vào ngày 25 tháng 8 năm 2020, 3 năm trước khi giải đấu diễn ra, các quan chức Thành phố Okinawa đã tổ chức một buổi hội nghị chuyên đề về việc xây dựng một hệ thống có thể được chấp thuận cho quá trình chuẩn bị giải đấu. Ban tổ chức đăng cai giải đấu của thành phố được thành lập trong cùng sự kiện. Tham dự buổi lễ thành phố có Thị trưởng Thành phố Okinawa Kuwae Sachio, Chủ tịch Phòng Thương mại Thành phố Okinawa Miyazato Toshiyuki và Chủ tịch Câu lạc bộ bóng rổ Ryukyu Golden Kings Kimura Tatsuro.

#### Philippines
Tổng thống Philippines Bongbong Marcos đã ký sắc lệnh hành chính vào ngày 27 tháng 3 năm 2023, quyết định thành lập một lực lượng đặc nhiệm liên ngành để đảm bảo an ninh cho việc đăng cai giải đấu của Philippines, cùng với sự tham gia của một số cơ quan bộ, ngành chính phủ. Lực lượng đặc nhiệm được chỉ đạo bởi Chủ tịch Ủy ban Thể thao Philippines Richard Bachmaan. Ủy ban Thể thao Philippines đã phê duyệt cho việc chi ít nhất 800 triệu peso Philippines cho việc đăng cai tổ chức của Philippines. Các lớp học ở các trường học công lập và các cơ quan chính phủ ở Vùng đô thị Manila và Bulacan sẽ được nghỉ làm, nghỉ học để phục vụ cho buổi lễ khai mạc giải đấu vào ngày 25 tháng 8 năm 2023.

### Các sự kiện thử nghiệm

#### Nhật Bản
Nhà thi đấu Okinawa tổ chức "sự kiện tiền khai trương" từ tháng 4 đến tháng 5 năm 2021, bao gồm các trận đấu trên sân nhà của Câu lạc bộ bóng rổ Ryukyu Golden Kings. Tất cả các hoạt động tại nhà thi đấu này bắt đầu từ tháng 6 năm 2021.

#### Philippines
Vào ngày 28 tháng 6 năm 2023, một sự kiện thử nghiệm được tổ chức bởi Liên đoàn bóng rổ Philippines bao gồm 8 đội tuyển đại học đến từ Hiệp hội Athletic Coliagiate Association và Hiệp hội Thể thao Đại học Philippines được tổ chức tại SM Mall of Asia Arena và Philippine Arena như sự mô phỏng cho nỗ lực đăng cai giải đấu của Philippines.

#### Indonesia
Một sự kiện thử nghiệm được tổ chức tại Nhà thi đấu Indonesia, đó là Giải bóng rổ quốc tế Indonesia, diễn ra từ ngày 2 đến ngày 5 tháng 8 năm 2023, với sự tham gia của 3 đội tuyển Indonesia, Syria và Các Tiểu vương quốc Ả Rập Thống nhất.

### Các chương trình tình nguyện
Chương trình Tình nguyện viên được Ban tổ chức giải đấu tại Philippines phát động vào ngày 30 tháng 11 năm 2022, chính thức mở hồ sơ đăng ký cho những ứng viên có nguyện vọng tham gia tình nguyện cho giải đấu. Các chương trình tình nguyện viên khác cũng diễn ra tại Nhật Bản và Indonesia bắt đầu từ ngày 27 tháng 2 đến ngày 11 tháng 3 năm 2023.

## Màn chạy đà của các đội tuyển trước giải đấu

### Giải bóng rổ quốc tế Acropolls
Giải đấu năm 2023 là giải đấu lần thứ 32 Giải bóng rổ quốc tế Acropolls được tổ chức. Các đội tuyển Serbia, Hy Lạp và Ý tham dự giải đấu, diễn ra từ ngày 8 đến 10 tháng 8 năm 2023 tại Athens, Hy Lạp.

### Siêu cúp bóng rổ
Vào các ngày 12 và 13 tháng 8 năm 2023, các đội tuyển Đức, Canada, Trung Quốc và New Zealand sẽ tham dự giải đấu lần thứ 34 tại Hamburg, Đức.

### Giải đấu tại Trung Quốc
Từ ngày 2 đến ngày 6 tháng 8 năm 2023, Giải bóng rổ quốc tế Hà Nguyên được tổ chức tại thành phố Hà Nguyên, tỉnh Quảng Đông, Trung Quốc với sự tham gia của 3 đội tuyển Iran, Philippines và Sénégal. Thành phố Thâm Quyến tổ chức Cúp bóng rổ Đoàn kết diễn ra từ ngày 20 đến 21 tháng 8 năm 2023 với sự tham dự của Brasil, Trung Quốc, Serbia, New Zealand và Ý.

### Chuyến du đấu mùa hè củaPháp
Vào ngày 26 tháng 2 năm 2023, Liên đoàn bóng rổ Pháp xác nhận Pháp sẽ thi đấu các trận đấu của nhiều giải đấu khác nhau để chuẩn bị cho giải đấu – gặp các đội Tunisia, Argentina, Montenegro, Litva và Venezuela.

### Các trận đấu giao hữu quốc tế củaNhật Bản
Nhật Bản sẽ thi đấu 2 trận giao hữu với Đài Bắc Trung Hoa vào các ngày 8 và 9 tháng 7 năm 2023 tại Hamamatsu, 2 trận giao hữu với New Zealand vào các ngày 8 và 9 tháng 7 năm 2023 tại Thành phố Ōta. Giải đấu Khởi động có sự tham gia của 4 đội tuyển Nhật Bản, Angola, Pháp và Slovenia.

### Giải đấu Khởi động ởMelbourne
Vào ngày 19 tháng 5 năm 2023, Liên đoàn bóng rổ Úc thông báo rằng từ ngày 14 đến 17 tháng 8 năm 2023, các đội tuyển Úc, Brasil, Venezuela và Nam Sudan sẽ tham dự giải đấu, được tổ chức tại Melbourne.

### Giải đấu tại Tây Ban Nha
Nhân dịp kỷ niệm 100 năm Ngày thành lập Liên đoàn bóng rổ Tây Ban Nha (1923–2023), có 2 giải đấu được tổ chức tại 2 thành phố của Tây Ban Nha là Málaga và Granada. Tây Ban Nha sẽ thi đấu cả 2 giải đấu nói trên. Giải đấu đầu tiên tại Málaga từ ngày 11 đến ngày 13 tháng 8 năm 2023, cùng với sự tham dự của Hoa Kỳ và Slovenia. Giải đấu thứ hai tại Granada từ ngày 17 đến ngày 19 tháng 8 năm 2023, cùng với sự tham dự của Argentina và Canada.

### Cúp Tòa thị chính Tbilisi
Các đội tuyển Gruzia, Iran, Jordan và Montenegro tham dự giải đấu, diễn ra từ ngày 12 đến 13 tháng 8 năm 2023 tại Tbilisi, Gruzia.

### Cúp Trentino
Vào ngày 7 tháng 6 năm 2023, Liên đoàn bóng rổ Ý xác nhận giải đấu Khởi động này có sự góp mặt của các đội tuyển Ý, Thổ Nhĩ Kỳ, Cabo Verde và Trung Quốc tham dự giải đấu, diễn ra từ ngày 4 đến 5 tháng 8 năm 2023 tại Trento, Ý. Thổ Nhĩ Kỳ sẽ tham dự vòng sơ loại môn bóng rổ nam tại Thế vận hội Mùa hè 2024, giải đấu mà họ đăng cai một trong hai giải đấu tại vòng loại khu vực châu Âu.

### Các trận đấu củaHoa KỳtạiAbu Dhabi,UAE
Trong một buổi họp báo tại Berlin, Đức vào ngày 8 tháng 3 năm 2023, Liên đoàn bóng rổ Hoa Kỳ xác nhận rằng sẽ hợp tác với Sở Văn hóa và Du lịch Abu Dhabi, UAE, trong đó Hoa Kỳ sẽ đối đầu với Đức và Hy Lạp từ ngày 18 đến 20 tháng 8 năm 2023 tại Abu Dhabi, UAE.

### Các trận đấu khác
Các trận đấu giao hữu quốc tế dự kiến được diễn ra nhằm khởi động cho giải đấu.
Slovenia và Hy Lạp sẽ thi đấu 2 trận giao hữu vào các ngày 2 và 4 tháng 8 năm 2023 tại Ljubljana, Slovenia và Athens, Hy Lạp. Tây Ban Nha và Venezuela sẽ thi đấu giao hữu vào ngày 4 tháng 8 năm 2023 tại Madrid, Tây Ban Nha. Đức và Canada sẽ thi đấu giao hữu vào ngày 9 tháng 8 năm 2023 tại Berlin, Đức. Một số đội tuyển khác cũng đã thành lập các trại tập huấn khác nhau, bao gồm đội chủ nhà Philippines, với những chuyến tập huấn tại Estonia và Litva vào tháng 6 năm 2023, khi họ đấu giao hữu với Phần Lan và các đội trẻ của Estonia, Ukraina và đội tuyển chọn chuyên nghiệp của Litva.

## Thể thức thi đấu
Tương tự như giải đấu năm 2019, giải đấu sẽ thi đấu với 3 giai đoạn - giai đoạn vòng bảng, vòng 2 và vòng cuối cùng. Ở giai đoạn vòng bảng, 32 đội tuyển sẽ được chia thành 8 bảng đấu, mỗi bảng 4 đội (A–H), các đội cùng bảng sẽ thi đấu theo thể thức vòng tròn một lượt tính điểm. Hai đội đầu bảng sẽ giành vé vào vòng 2, còn hai đội cuối bảng sẽ phải thi đấu vòng phân hạng để xác định các đội xếp vị trí từ 17 đến 32. Ở vòng 2, sẽ có 4 bảng đấu (I–L) mỗi bảng 4 đội đi tiếp từ giai đoạn vòng bảng, 2 đội cùng bảng ở giai đoạn vòng bảng không gặp nhau ở vòng này, họ sẽ gặp 2 đội tuyển xuất sắc nhất ở bảng đấu khác (ví dụ như 2 đội ở bảng A gặp 2 đội ở bảng B) và gặp nhau một lần. Hai đội đứng đầu mỗi bảng sẽ giành vé tham dự vào vòng cuối cùng. Các đội bị loại ở tứ kết sẽ gặp nhau tại vòng phân hạng để xác định các đội xếp vị trí thứ 5 đến thứ 8.

## Tổ trọng tài
Vào ngày 16 tháng 8 năm 2023, FIBA công bố danh sách 44 trọng tài tham gia điều hành các trận đấu cho giải đấu. Trong số 44 trọng tài, Latvia, Puerto Rico và Hoa Kỳ, mỗi quốc gia đóng góp 3 trọng tài.
Đây cũng là lần đầu tiên trong lịch sử giải đấu, trọng tài nữ sẽ tham gia điều hành trận đấu. Các trọng tài người Hoa Kỳ Amy Bonner, Blanca Burns và Jenna Reneau trở thành những trọng tài nữ đầu tiên tham gia điều hành các trận đấu tại các giải đấu bóng rổ quốc tế dành cho nam. Amy Borner từng tham gia điều hành các trận đấu tại 3 kỳ World Cup nữ liên tiếp vào các năm 2014, 2018 và 2022. Blanca Burns và Jenna Reneau từng tham gia điều hành các trận đấu tại vòng loại khu vực châu Mỹ.
Trọng tài người Pháp Yohan Rosso, một trong ba trọng tài tham gia điều hành trận chung kết giải đấu năm 2019 đã được lựa chọn.

### Danh sách trọng tài
- Juan Fernández
- Leandro Zalazar
- Scott Beker
- Ademir Zurapović
- Guilherme Locatelli
- Martin Horozov
- Matthew Kallio
- Waseem Husainy
- Carlos Vélez
- Martin Vulić
- Carlos Peralta
- Kristian Paez
- Wael Mostafa
- Yohan Rosso
- Georgios Poursanidis
- Péter Praksch
- Manuel Attard
- Manuel Mazzoni
- Ahmed Al-Shuwaili
- Daigo Urushima
- Takaki Kato
- Yevgeniy Mikheyev
- Andris Aunkrogers
- Gatis Saliņš
- Mārtiņš Kozlovskis
- Rabah Noujaim
- Gvidas Gedvilas
- Omar Bermúdez
- Julio Anaya
- Wojciech Liszka
- Johnny Batista
- Jorge Vázquez
- Roberto Vázquez
- Aleksandar Glišić
- Boris Krejič
- Luis Castillo
- Antonio Conde
- Park Kyoung-jin
- Kerem Baki
- Amy Bonner
- Blanca Burns
- Jenna Reneau
- Andrés Bartel
- Daniel García

## Lễ khai mạc

### Philippines

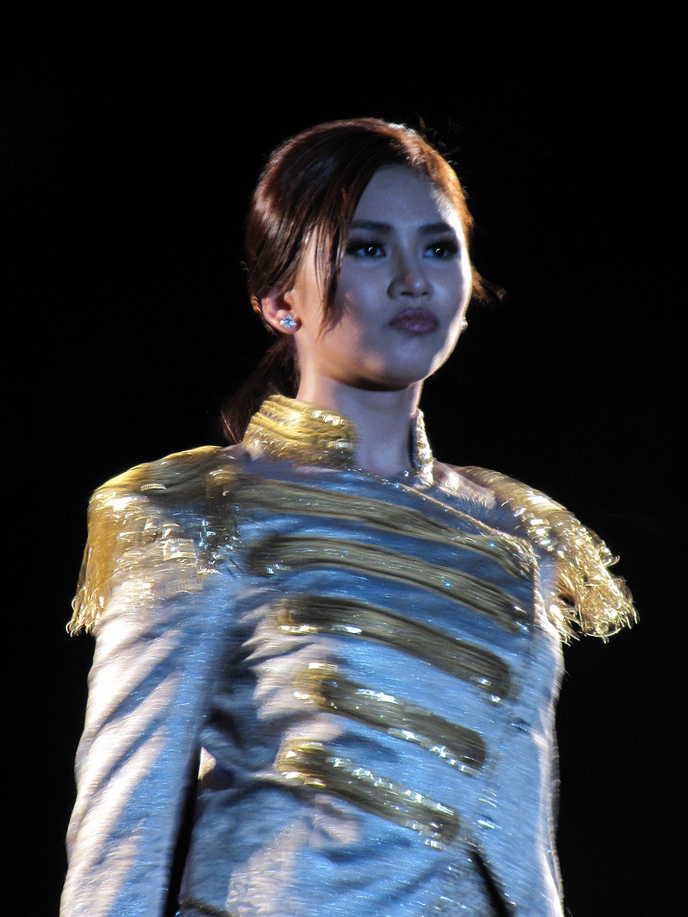
Nữ ca sĩ Sarah Geronimo, một trong số những nghệ sĩ đã có màn trình diễn trong buổi lễ khai mạc giải đấu tại Philippines.

Tại Philippines, lễ khai mạc của giải đấu sẽ diễn ra vào tối ngày 25 tháng 8 năm 2023 tại Philippine Arena, Bocaue, Bulacan, với 2 trận đấu đầu tiên của bảng A (Angola gặp Ý và Cộng hòa Dominica gặp Philippines). Sự kiện này sẽ có màn trình diễn của nữ ca sĩ người Philippines Sarah Geronimo, ban nhạc Philippines The Dawn và Ben&Ben và nhóm nhạc nam Alamat. Tổng thống Philippines Bongbong Marcos ban đầu dự định sẽ thực hiện nghi thức ném bóng tại Bocaue, tuy nhiên ông đã không thể thực hiện được sau khi trễ giờ đến nhà thi đấu.

### Indonesia

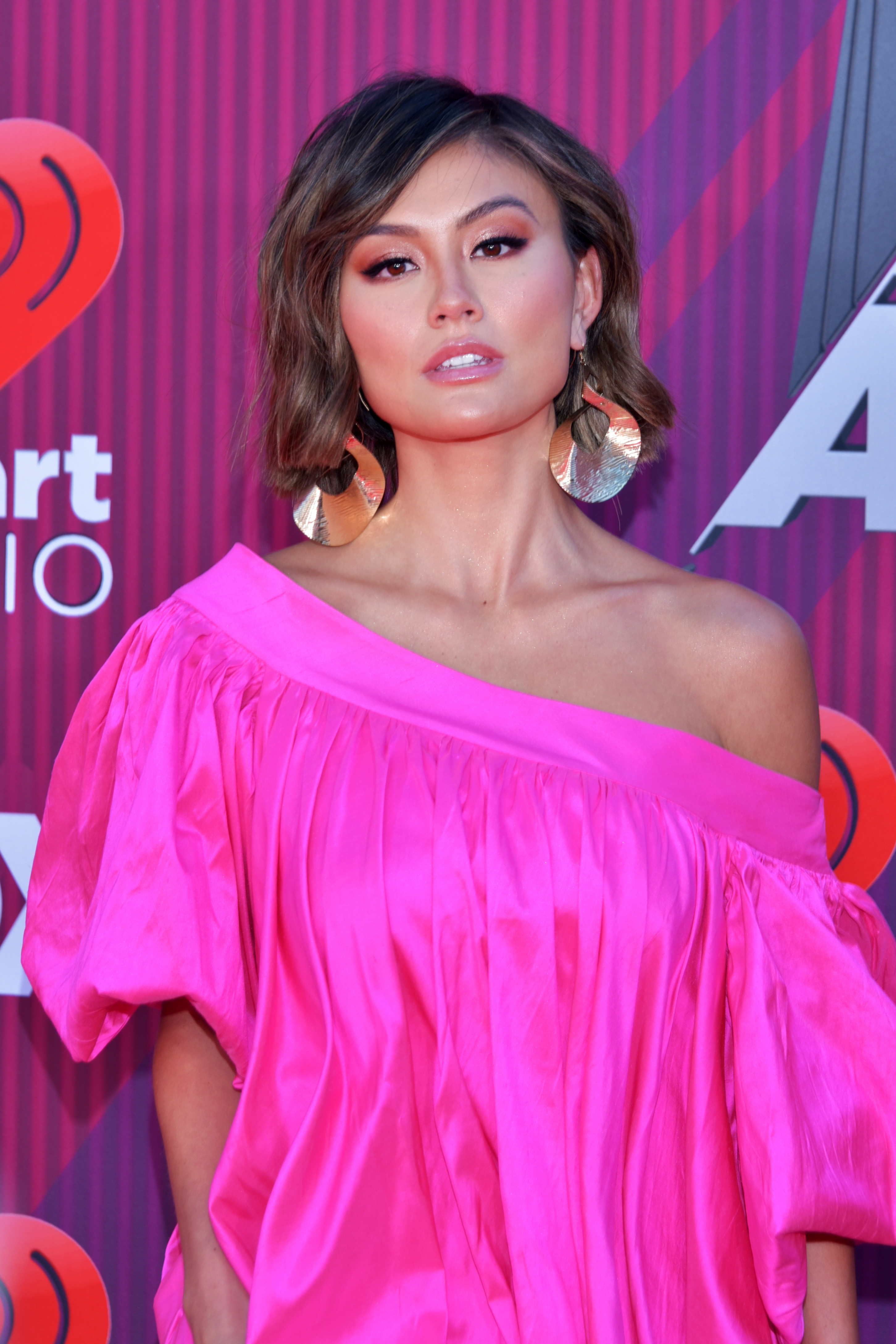
Nữ ca sĩ kiêm diễn viên Agnez Mo, nghệ sĩ đã có màn trình diễn trong buổi lễ khai mạc giải đấu tại Indonesia.

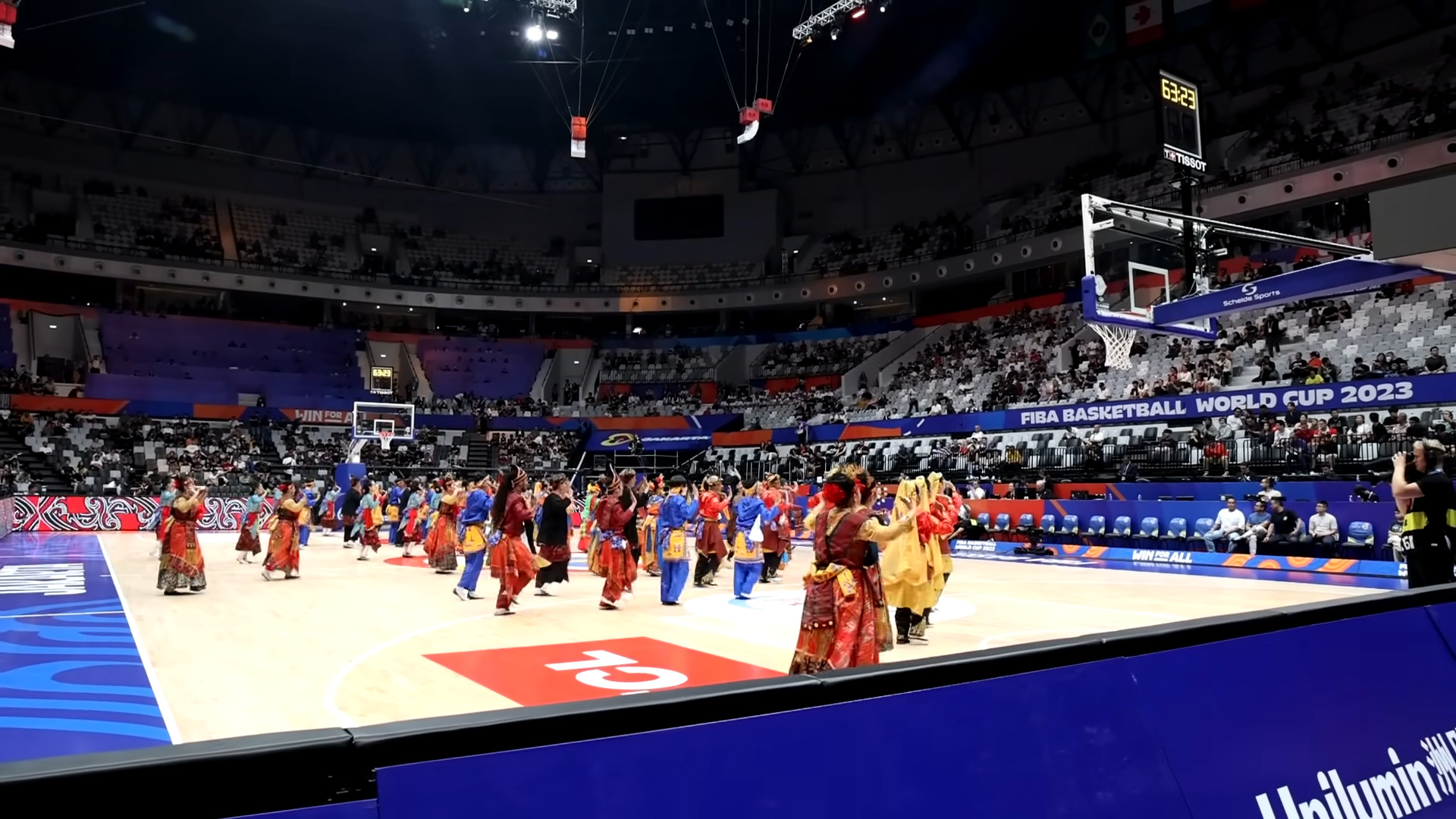
Buổi lễ khai mạc diễn ra tại Nhà thi đấu Indonesia ở Jakarta.

Tại Indonesia, lễ khai mạc của giải đấu sẽ diễn ra vào tối cùng ngày tại Nhà thi đấu Indonesia, Jakarta với trận đấu đầu tiên của bảng H giữa Canada và Pháp. Sự kiện này sẽ có màn trình diễn của nữ ca sĩ kiêm diễn viên người Indonesia Agnez Mo. Tổng thống Indonesia Joko Widodo dự định sẽ tham dự trực tiếp lễ khai mạc, nhưng ông không thể tham dự. Tuy nhiên, ông đã có một bài phát biểu và tuyên bố khai mạc giải đấu qua một đoạn video ngắn.

### Nhật Bản

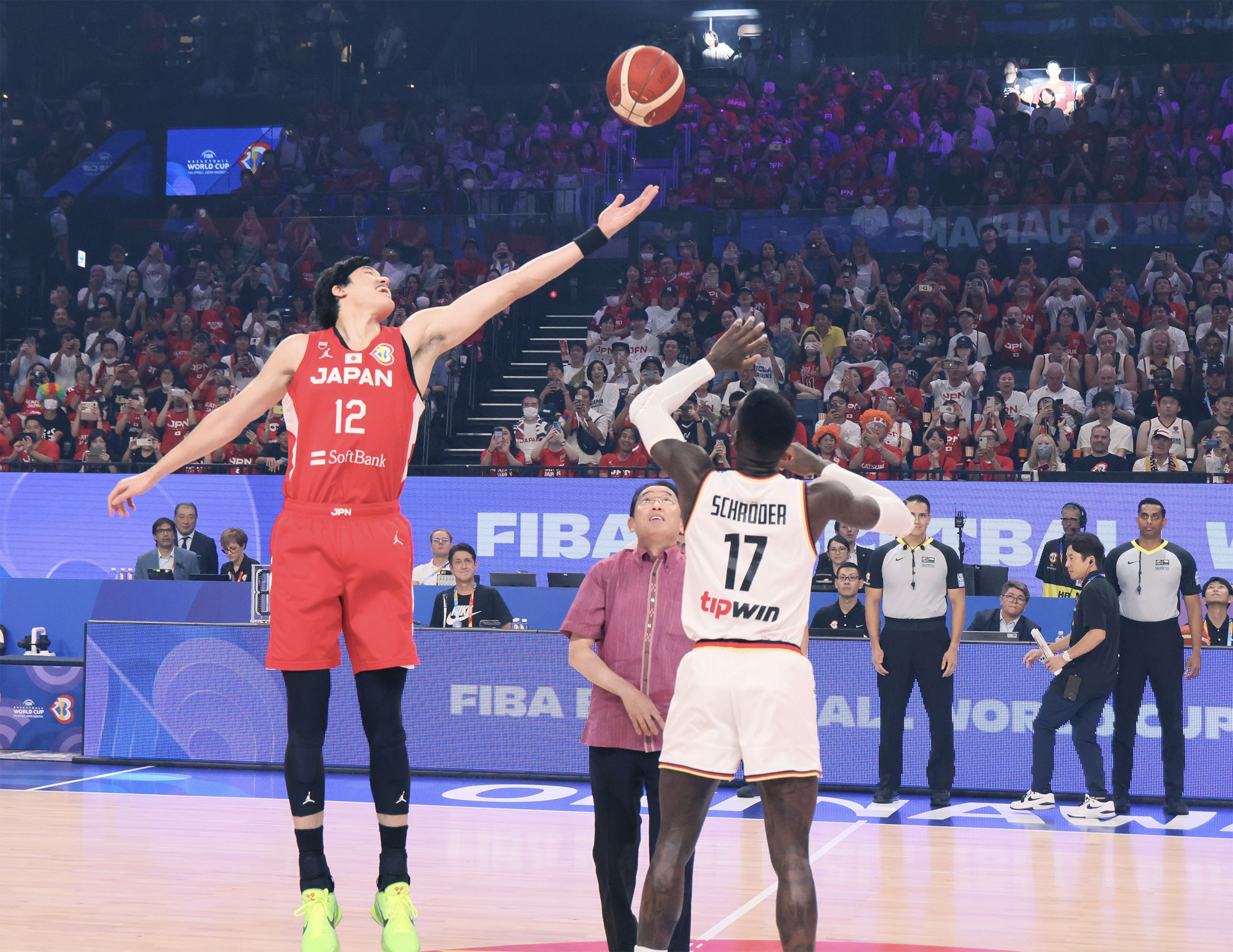
Thủ tướng Nhật Bản Kishida Fumio tiến hành nghi thức ném bóng trong trận đấu giữa Đức và Nhật Bản.

Buổi lễ khai mạc cũng diễn ra tại Nhà thi đấu Okinawa, Nhật Bản đã trình diễn các tiết mục văn hóa đặc sắc của Nhật Bản. Buổi lễ tại Thành phố Okinawa diễn ra trước trận đấu bảng E giữa Đức và Nhật Bản. Thủ tướng Nhật Bản Kishida Fumio đã tiến hành nghi thức ném bóng trong trận đấu giữa Đức và Nhật Bản.

## Giai đoạn vòng bảng

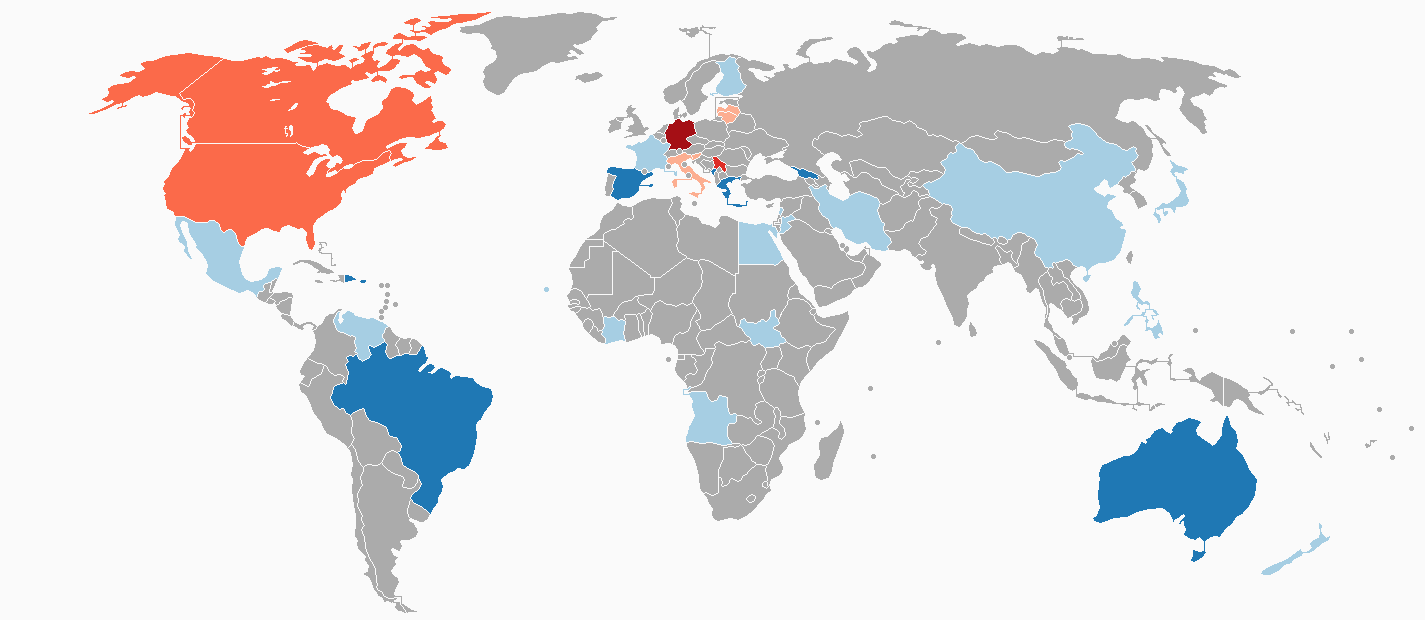
Kết quả của các đội tuyển tham dự Giải vô địch bóng rổ thế giới 2023:
Giai đoạn vòng bảng
Vòng 2
Tứ kết
Bán kết
Á quân
Vô địch

### Tiêu chí xếp hạng
1. Số điểm các đội kiếm được thông qua kết quả các trận đấu:
- Thắng: 2 điểm
- Thua: 1 điểm
- Thua do mặc định: 1 điểm, với tỷ số chung cuộc là 2–0 cho đối thủ của đội mặc định nếu đội sau không vượt lên dẫn trước hoặc nếu tỷ số hòa, hoặc tỷ số trong khoảng thời gian bù giờ nếu họ đang dẫn trước.
- Thua do bị xử thua: 0 điểm, với tỷ số chung cuộc là 20–0 cho đối thủ của đội thua cuộc.

2. Lịch sử đối đầu thông qua hình thức tính điểm ở trên.
3. Sự khác biệt về điểm số trong trận đấu mà hai đội hòa nhau.
4. Điểm số trong các trận đấu mà hai đội hòa nhau.
5. Sự khác biệt về điểm số trong tất cả các trận đấu.
6. Điểm số nhận được trong tất cả các trận đấu.

### Bảng A
Địa điểm:
- Philippine Arena, Bocaue, Bulacan

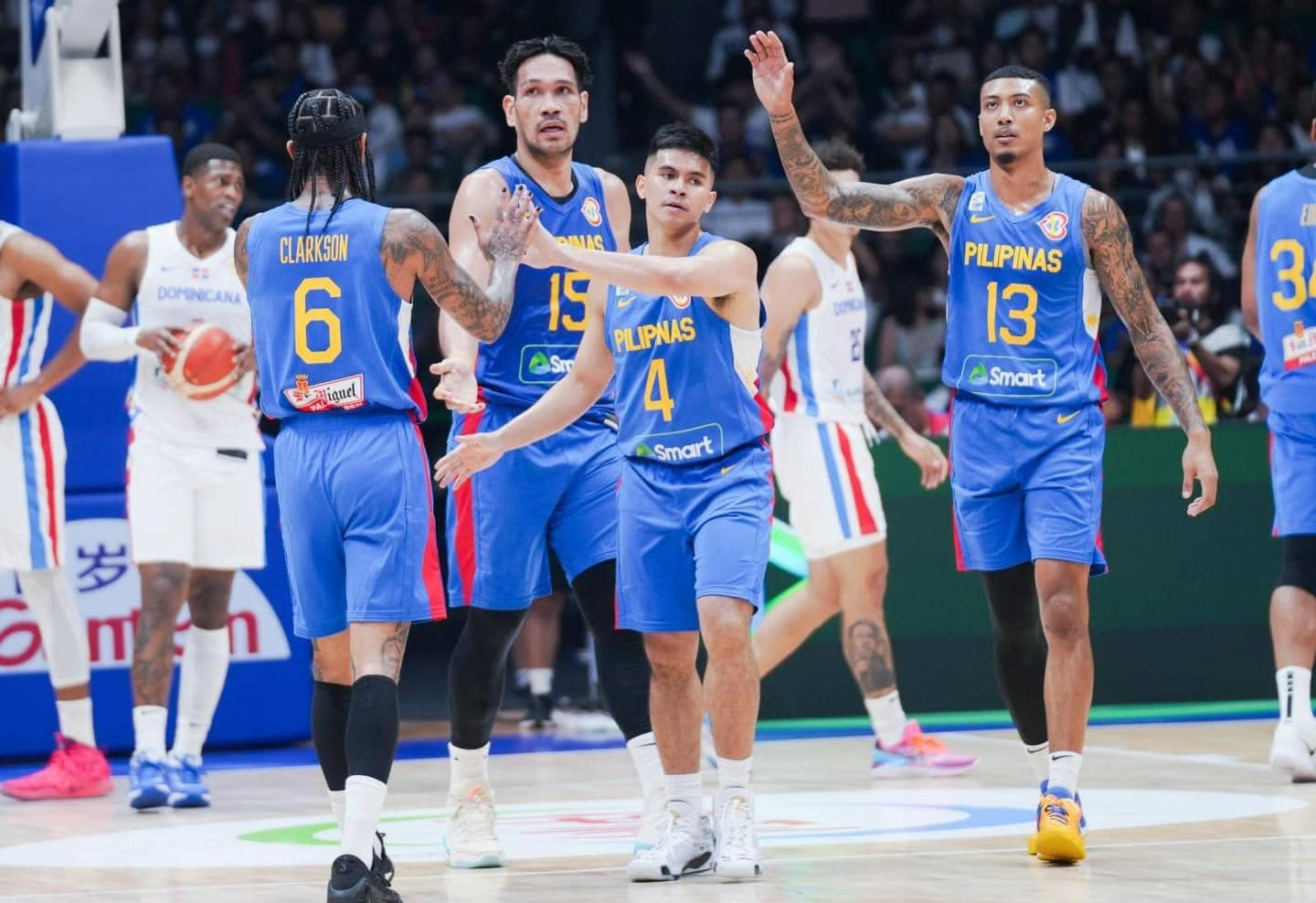
Trận đấu giữa Cộng hòa Dominica và Philippines

- Đấu trường Araneta, Thành phố Quezon

| VT | Đội               | ST | T | B | ĐT  | ĐB  | HS  | Đ | Giành quyền tham dự |
| -- | ----------------- | -- | - | - | --- | --- | --- | - | ------------------- |
| 1  | Cộng hòa Dominica | 3  | 3 | 0 | 249 | 230 | +19 | 6 | Vòng 2              |
| 2  | Ý                 | 3  | 2 | 1 | 253 | 237 | +16 | 5 | Vòng 2              |
| 3  | Angola            | 3  | 1 | 2 | 214 | 226 | −12 | 4 | Phân hạng 17–32     |
| 4  | Philippines (H)   | 3  | 0 | 3 | 234 | 257 | −23 | 3 | Phân hạng 17–32     |

| 25 tháng 8 năm 2023 |  |       |  |                   |  |
| Angola              |  | 67–81 |  | Ý                 |  |
| Cộng hòa Dominica   |  | 87–81 |  | Philippines       |  |
| 27 tháng 8 năm 2023 |  |       |  |                   |  |
| Philippines         |  | 70–80 |  | Angola            |  |
| Ý                   |  | 82–87 |  | Cộng hòa Dominica |  |
| 29 tháng 8 năm 2023 |  |       |  |                   |  |
| Angola              |  | 67–75 |  | Cộng hòa Dominica |  |
| Philippines         |  | 73–80 |  | Ý                 |  |

### Bảng B

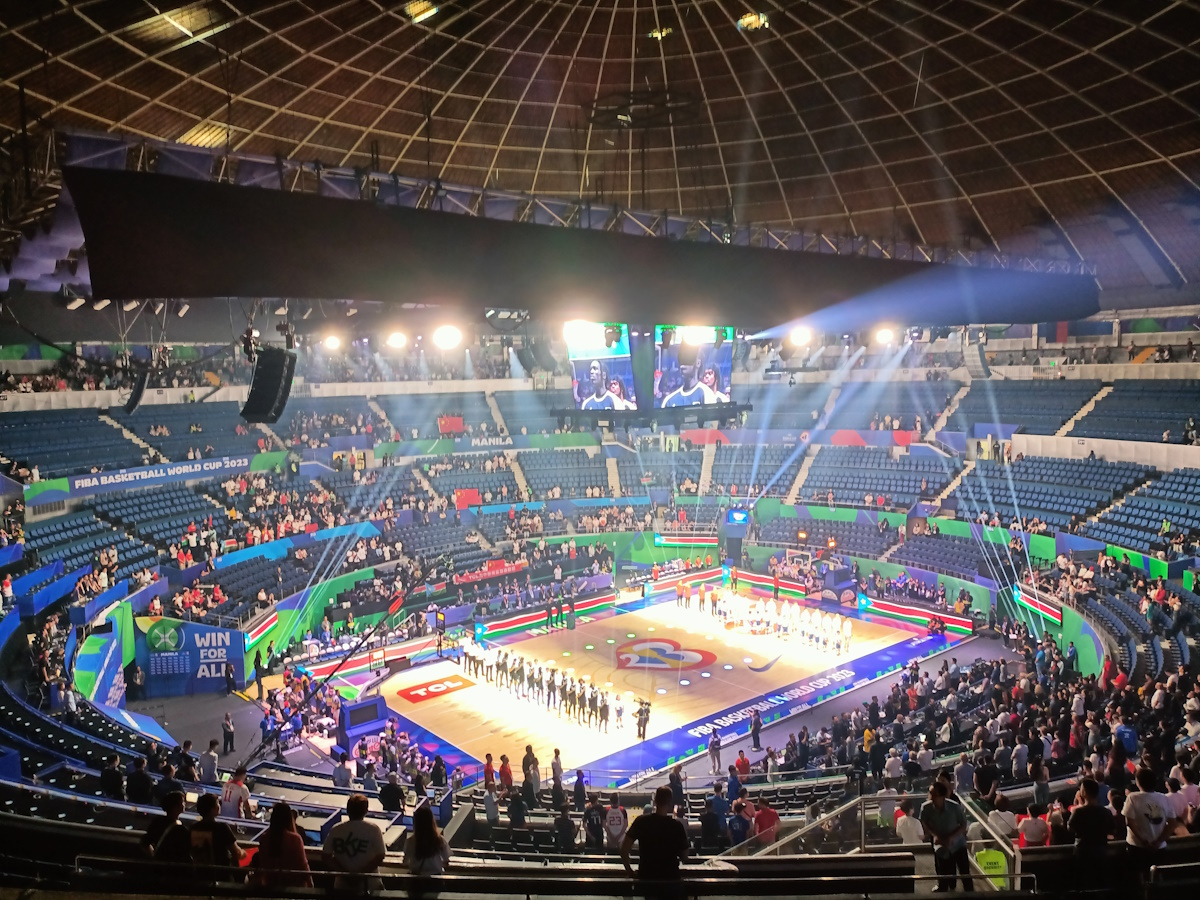
Hình ảnh tại Đấu trường Araneta trước trận đấu giữa Trung Quốc và Nam Sudan.

Địa điểm: Đấu trường Araneta, Thành phố Quezon

| VT | Đội         | ST | T | B | ĐT  | ĐB  | HS  | Đ | Giành quyền tham dự |
| -- | ----------- | -- | - | - | --- | --- | --- | - | ------------------- |
| 1  | Serbia      | 3  | 3 | 0 | 314 | 223 | +91 | 6 | Vòng 2              |
| 2  | Puerto Rico | 3  | 2 | 1 | 285 | 279 | +6  | 5 | Vòng 2              |
| 3  | Nam Sudan   | 3  | 1 | 2 | 268 | 285 | −17 | 4 | Phân hạng 17–32     |
| 4  | Trung Quốc  | 3  | 0 | 3 | 221 | 301 | −80 | 3 | Phân hạng 17–32     |

| 26 tháng 8 năm 2023 |  |             |  |             |  |
| Nam Sudan           |  | 96–101 (OT) |  | Puerto Rico |  |
| Serbia              |  | 105–63      |  | Trung Quốc  |  |
| 28 tháng 8 năm 2023 |  |             |  |             |  |
| Trung Quốc          |  | 69–89       |  | Nam Sudan   |  |
| Puerto Rico         |  | 77–94       |  | Serbia      |  |
| 30 tháng 8 năm 2023 |  |             |  |             |  |
| Nam Sudan           |  | 83–115      |  | Serbia      |  |
| Trung Quốc          |  | 89–107      |  | Puerto Rico |  |

### Bảng C

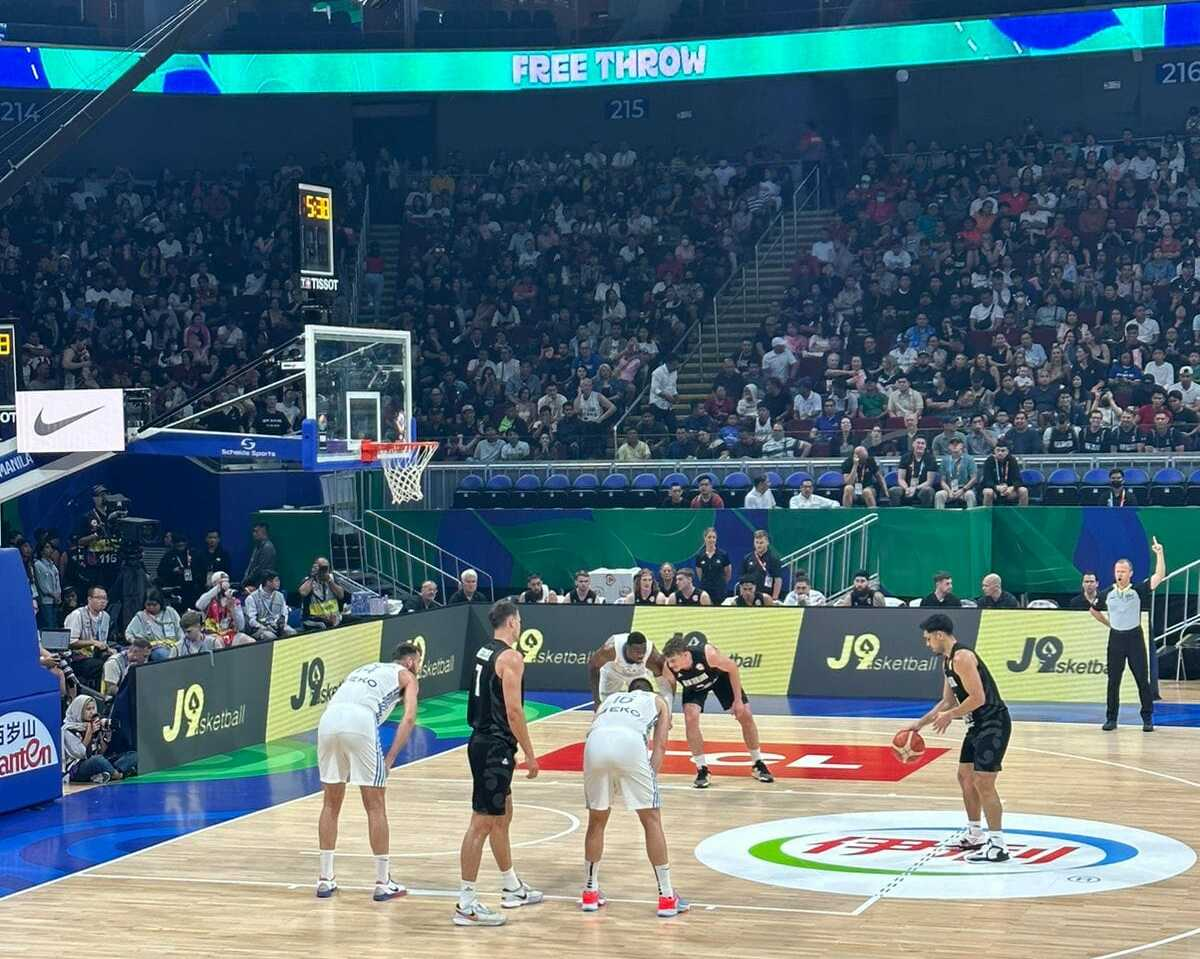
Trận đấu giữa Hy Lạp và New Zealand

Địa điểm: SM Mall of Asia Arena, Pasay

| VT | Đội         | ST | T | B | ĐT  | ĐB  | HS   | Đ | Giành quyền tham dự |
| -- | ----------- | -- | - | - | --- | --- | ---- | - | ------------------- |
| 1  | Hoa Kỳ      | 3  | 3 | 0 | 318 | 215 | +103 | 6 | Vòng 2              |
| 2  | Hy Lạp      | 3  | 2 | 1 | 256 | 254 | +2   | 5 | Vòng 2              |
| 3  | New Zealand | 3  | 1 | 2 | 241 | 269 | −28  | 4 | Phân hạng 17–32     |
| 4  | Jordan      | 3  | 0 | 3 | 220 | 297 | −77  | 3 | Phân hạng 17–32     |

| 26 tháng 8 năm 2023 |  |            |  |             |  |
| Hoa Kỳ              |  | 99–72      |  | New Zealand |  |
| Jordan              |  | 71–92      |  | Hy Lạp      |  |
| 28 tháng 8 năm 2023 |  |            |  |             |  |
| Hy Lạp              |  | 81–109     |  | Hoa Kỳ      |  |
| New Zealand         |  | 85–77 (OT) |  | Jordan      |  |
| 30 tháng 8 năm 2023 |  |            |  |             |  |
| Hoa Kỳ              |  | 110–62     |  | Jordan      |  |
| Hy Lạp              |  | 83–74      |  | New Zealand |  |

### Bảng D
Venue: SM Mall of Asia Arena, Pasay

| VT | Đội        | ST | T | B | ĐT  | ĐB  | HS  | Đ | Giành quyền tham dự |
| -- | ---------- | -- | - | - | --- | --- | --- | - | ------------------- |
| 1  | Litva      | 3  | 3 | 0 | 280 | 204 | +76 | 6 | Vòng 2              |
| 2  | Montenegro | 3  | 2 | 1 | 251 | 236 | +15 | 5 | Vòng 2              |
| 3  | Ai Cập     | 3  | 1 | 2 | 241 | 254 | −13 | 4 | Phân hạng 17–32     |
| 4  | México     | 3  | 0 | 3 | 209 | 287 | −78 | 3 | Phân hạng 17–32     |

| 25 tháng 8 năm 2023 |  |        |  |            |  |
| Ai Cập              |  | 67–93  |  | Litva      |  |
| México              |  | 71–91  |  | Montenegro |  |
| 27 tháng 8 năm 2023 |  |        |  |            |  |
| Montenegro          |  | 89–74  |  | Ai Cập     |  |
| Litva               |  | 96–66  |  | México     |  |
| 29 tháng 8 năm 2023 |  |        |  |            |  |
| Ai Cập              |  | 100–72 |  | México     |  |
| Montenegro          |  | 71–91  |  | Litva      |  |

### Bảng E
Địa điểm: Nhà thi đấu Okinawa, Thành phố Okinawa

| VT | Đội          | ST | T | B | ĐT  | ĐB  | HS  | Đ | Giành quyền tham dự |
| -- | ------------ | -- | - | - | --- | --- | --- | - | ------------------- |
| 1  | Đức          | 3  | 3 | 0 | 267 | 220 | +47 | 6 | Vòng 2              |
| 2  | Úc           | 3  | 2 | 1 | 289 | 246 | +43 | 5 | Vòng 2              |
| 3  | Nhật Bản (H) | 3  | 1 | 2 | 250 | 278 | −28 | 4 | Phân hạng 17–32     |
| 4  | Phần Lan     | 3  | 0 | 3 | 235 | 297 | −62 | 3 | Phân hạng 17–32     |

| 25 tháng 8 năm 2023 |  |        |  |          |  |
| Đức                 |  | 81–63  |  | Nhật Bản |  |
| Phần Lan            |  | 72–98  |  | Úc       |  |
| 27 tháng 8 năm 2023 |  |        |  |          |  |
| Úc                  |  | 82–85  |  | Đức      |  |
| Nhật Bản            |  | 98–88  |  | Phần Lan |  |
| 29 tháng 8 năm 2023 |  |        |  |          |  |
| Đức                 |  | 101–75 |  | Phần Lan |  |
| Úc                  |  | 109–89 |  | Nhật Bản |  |

### Bảng F
Địa điểm: Nhà thi đấu Okinawa, Thành phố Okinawa

| VT | Đội        | ST | T | B | ĐT  | ĐB  | HS  | Đ | Giành quyền tham dự |
| -- | ---------- | -- | - | - | --- | --- | --- | - | ------------------- |
| 1  | Slovenia   | 3  | 3 | 0 | 280 | 229 | +51 | 6 | Vòng 2              |
| 2  | Gruzia     | 3  | 2 | 1 | 222 | 207 | +15 | 5 | Vòng 2              |
| 3  | Cabo Verde | 3  | 1 | 2 | 218 | 252 | −34 | 4 | Phân hạng 17–32     |
| 4  | Venezuela  | 3  | 0 | 3 | 219 | 251 | −32 | 3 | Phân hạng 17–32     |

| 26 tháng 8 năm 2023 |  |        |  |            |  |
| Slovenia            |  | 100–85 |  | Venezuela  |  |
| Cabo Verde          |  | 60–85  |  | Gruzia     |  |
| 28 tháng 8 năm 2023 |  |        |  |            |  |
| Gruzia              |  | 67–88  |  | Slovenia   |  |
| Venezuela           |  | 75–81  |  | Cabo Verde |  |
| 30 tháng 8 năm 2023 |  |        |  |            |  |
| Slovenia            |  | 92–77  |  | Cabo Verde |  |
| Gruzia              |  | 70–59  |  | Venezuela  |  |

### Bảng G
Địa điểm: Nhà thi đấu Indonesia, Jakarta

| VT | Đội         | ST | T | B | ĐT  | ĐB  | HS  | Đ | Giành quyền tham dự |
| -- | ----------- | -- | - | - | --- | --- | --- | - | ------------------- |
| 1  | Tây Ban Nha | 3  | 3 | 0 | 275 | 207 | +68 | 6 | Vòng 2              |
| 2  | Brasil      | 3  | 2 | 1 | 267 | 232 | +35 | 5 | Vòng 2              |
| 3  | Bờ Biển Ngà | 3  | 1 | 2 | 212 | 252 | −40 | 4 | Phân hạng 17–32     |
| 4  | Iran        | 3  | 0 | 3 | 193 | 256 | −63 | 3 | Phân hạng 17–32     |

| 26 tháng 8 năm 2023 |  |        |  |             |  |
| Iran                |  | 59–100 |  | Brasil      |  |
| Tây Ban Nha         |  | 94–64  |  | Bờ Biển Ngà |  |
| 28 tháng 8 năm 2023 |  |        |  |             |  |
| Bờ Biển Ngà         |  | 71–69  |  | Iran        |  |
| Brasil              |  | 78–96  |  | Tây Ban Nha |  |
| 30 tháng 8 năm 2023 |  |        |  |             |  |
| Iran                |  | 65–85  |  | Tây Ban Nha |  |
| Bờ Biển Ngà         |  | 77–89  |  | Brasil      |  |

### Bảng H

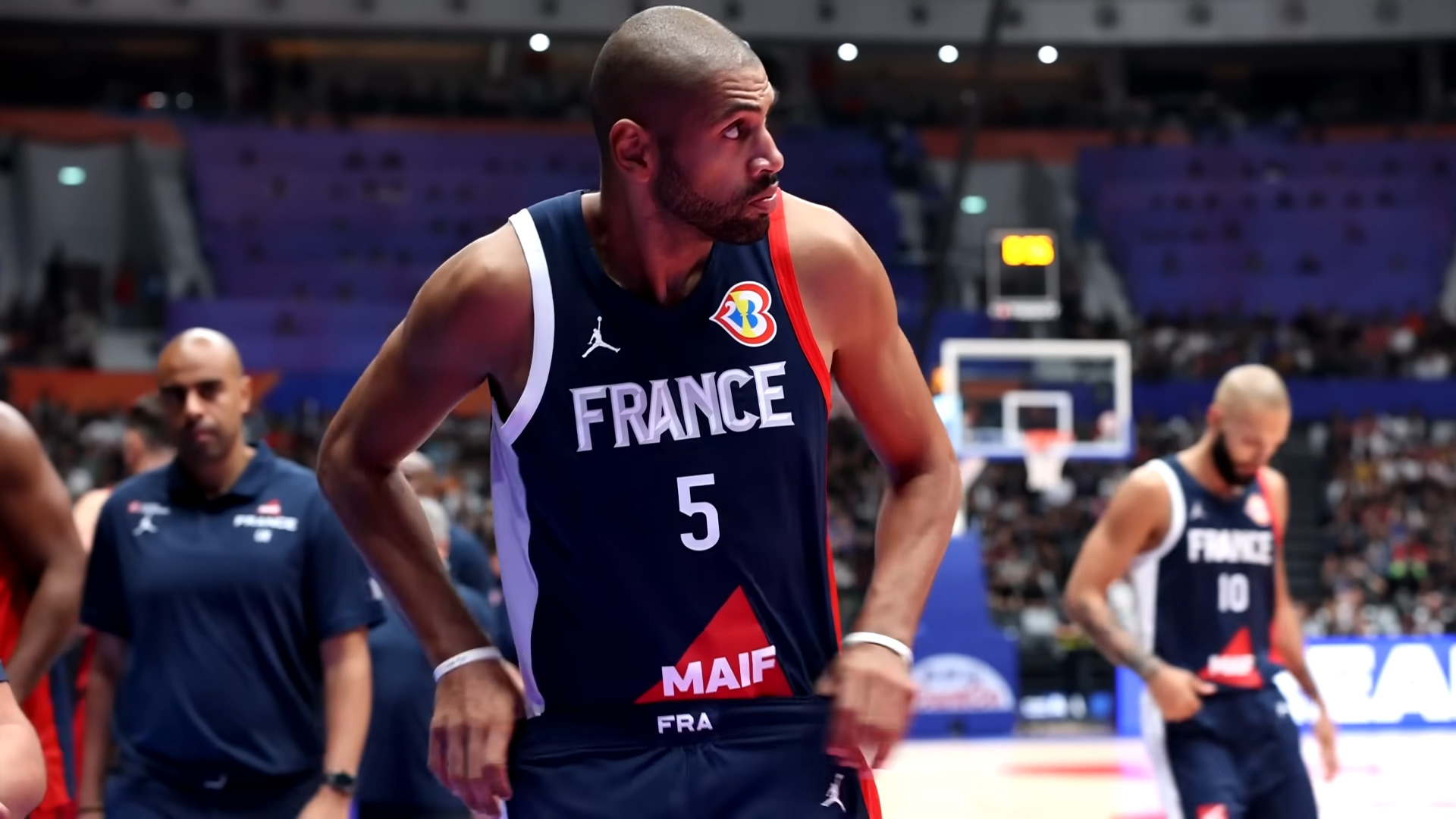
Đội tuyển bóng rổ quốc gia Pháp trong trận đấu với Canada.

Đia điểm: Nhà thi đấu Indonesia, Jakarta

| VT | Đội    | ST | T | B | ĐT  | ĐB  | HS   | Đ | Giành quyền tham dự |
| -- | ------ | -- | - | - | --- | --- | ---- | - | ------------------- |
| 1  | Canada | 3  | 3 | 0 | 324 | 213 | +111 | 6 | Vòng 2              |
| 2  | Latvia | 3  | 2 | 1 | 272 | 257 | +15  | 5 | Vòng 2              |
| 3  | Pháp   | 3  | 1 | 2 | 236 | 262 | −26  | 4 | Phân hạng 17–32     |
| 4  | Liban  | 3  | 0 | 3 | 222 | 322 | −100 | 3 | Phân hạng 17–32     |

| 25 tháng 8 năm 2023 |  |        |  |        |  |
| Canada              |  | 95–65  |  | Pháp   |  |
| Latvia              |  | 109–70 |  | Liban  |  |
| 27 tháng 8 năm 2023 |  |        |  |        |  |
| Liban               |  | 73–128 |  | Canada |  |
| Pháp                |  | 86–88  |  | Latvia |  |
| 29 tháng 8 năm 2023 |  |        |  |        |  |
| Canada              |  | 101–75 |  | Latvia |  |
| Liban               |  | 79–85  |  | Pháp   |  |

## Vòng 2

### Bảng I
Địa điểm: Đấu trường Araneta, Thành phố Quezon

| VT | Đội               | ST | T | B | ĐT  | ĐB  | HS   | Đ | Giành quyền tham dự |
| -- | ----------------- | -- | - | - | --- | --- | ---- | - | ------------------- |
| 1  | Ý                 | 5  | 4 | 1 | 331 | 313 | +18  | 9 | Tứ kết              |
| 2  | Serbia            | 5  | 4 | 1 | 502 | 380 | +122 | 9 | Tứ kết              |
| 3  | Puerto Rico       | 5  | 3 | 2 | 444 | 449 | −5   | 8 |                     |
| 4  | Cộng hòa Dominica | 5  | 3 | 2 | 425 | 444 | −19  | 8 |                     |

1. 1 2  Serbia 76–78 Ý
2. 1 2  Cộng hòa Dominica 97–102 Puerto Rico

| 1 tháng 9 năm 2023 |  |        |  |             |  |
| Cộng hòa Dominica  |  | 97–102 |  | Puerto Rico |  |
| Serbia             |  | 76–78  |  | Ý           |  |
| 3 tháng 9 năm 2023 |  |        |  |             |  |
| Ý                  |  | 73–57  |  | Puerto Rico |  |
| Cộng hòa Dominica  |  | 79–112 |  | Serbia      |  |

### Bảng J
Địa điểm: SM Mall of Asia Arena, Pasay

| VT | Đội        | ST | T | B | ĐT  | ĐB  | HS   | Đ  | Giành quyền tham dự |
| -- | ---------- | -- | - | - | --- | --- | ---- | -- | ------------------- |
| 1  | Litva      | 5  | 5 | 0 | 482 | 375 | +107 | 10 | Tứ kết              |
| 2  | Hoa Kỳ     | 5  | 4 | 1 | 507 | 398 | +109 | 9  | Tứ kết              |
| 3  | Montenegro | 5  | 3 | 2 | 397 | 390 | +7   | 8  |                     |
| 4  | Hy Lạp     | 5  | 2 | 3 | 392 | 419 | −27  | 7  |                     |

| 1 tháng 9 năm 2023 |  |         |  |            |  |
| Hoa Kỳ             |  | 85–73   |  | Montenegro |  |
| Litva              |  | 92–67   |  | Hy Lạp     |  |
| 3 tháng 9 năm 2023 |  |         |  |            |  |
| Hy Lạp             |  | 69–73   |  | Montenegro |  |
| Hoa Kỳ             |  | 104–110 |  | Litva      |  |

### Bảng K
Địa điểm: Nhà thi đấu Okinawa, Thành phố Okinawa

| VT | Đội      | ST | T | B | ĐT  | ĐB  | HS   | Đ  | Giành quyền tham dự |
| -- | -------- | -- | - | - | --- | --- | ---- | -- | ------------------- |
| 1  | Đức      | 5  | 5 | 0 | 467 | 364 | +103 | 10 | Tứ kết              |
| 2  | Slovenia | 5  | 4 | 1 | 442 | 409 | +33  | 9  | Tứ kết              |
| 3  | Úc       | 5  | 3 | 2 | 469 | 421 | +48  | 8  |                     |
| 4  | Gruzia   | 5  | 2 | 3 | 379 | 407 | −28  | 7  |                     |

| 1 tháng 9 năm 2023 |  |        |  |          |  |
| Đức                |  | 100–73 |  | Gruzia   |  |
| Slovenia           |  | 91–80  |  | Úc       |  |
| 3 tháng 9 năm 2023 |  |        |  |          |  |
| Úc                 |  | 100–84 |  | Gruzia   |  |
| Đức                |  | 100–71 |  | Slovenia |  |

### Bảng L

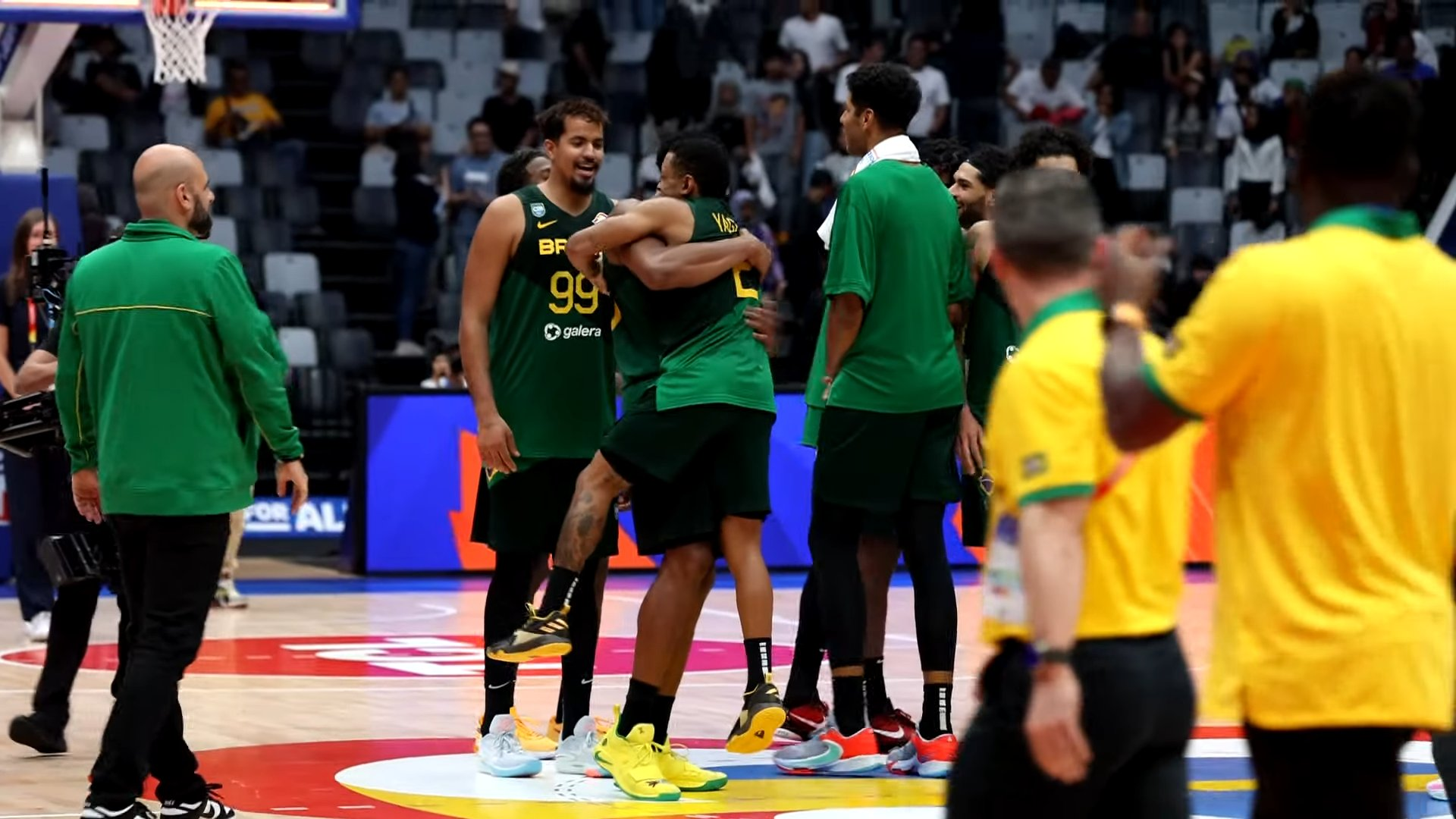
Các cầu thủ đội tuyển quốc gia Brasil ăn mừng trong chiến thắng trước Canada.

Địa điểm: Nhà thi đấu Indonesia, Jakarta

| VT | Đội         | ST | T | B | ĐT  | ĐB  | HS   | Đ | Giành quyền tham dự |
| -- | ----------- | -- | - | - | --- | --- | ---- | - | ------------------- |
| 1  | Canada      | 5  | 4 | 1 | 477 | 367 | +110 | 9 | Tứ kết              |
| 2  | Latvia      | 5  | 4 | 1 | 450 | 410 | +40  | 9 | Tứ kết              |
| 3  | Tây Ban Nha | 5  | 3 | 2 | 429 | 369 | +60  | 8 |                     |
| 4  | Brasil      | 5  | 3 | 2 | 420 | 401 | +19  | 8 |                     |

1. 1 2  Canada 101–75 Latvia
2. 1 2  Brasil 78–96 Tây Ban Nha

| 1 tháng 9 năm 2023 |  |        |  |        |  |
| Tây Ban Nha        |  | 69–74  |  | Latvia |  |
| Canada             |  | 65–69  |  | Brasil |  |
| 3 tháng 9 năm 2023 |  |        |  |        |  |
| Brasil             |  | 84–104 |  | Latvia |  |
| Tây Ban Nha        |  | 85–88  |  | Canada |  |

## Phân hạng 17–32

### Bảng M
Địa điểm: Đấu trường Araneta, Thành phố Quezon

| VT | Đội             | ST | T | B | ĐT  | ĐB  | HS  | Đ |
| -- | --------------- | -- | - | - | --- | --- | --- | - |
| 1  | Nam Sudan       | 5  | 3 | 2 | 456 | 431 | +25 | 8 |
| 2  | Philippines (H) | 5  | 1 | 4 | 398 | 419 | −21 | 6 |
| 3  | Angola          | 5  | 1 | 4 | 368 | 410 | −42 | 6 |
| 4  | Trung Quốc      | 5  | 1 | 4 | 379 | 473 | −94 | 6 |

1. 1 2 3  Hòa theo điểm đổi đầu. Điểm khác biệt về đối đầu giữa các đội: Philippines +11, Angola +3, Trung Quốc −14.

| 31 tháng 8 năm 2023 |  |        |  |             |  |
| Angola              |  | 76–83  |  | Trung Quốc  |  |
| Nam Sudan           |  | 87–68  |  | Philippines |  |
| 2 tháng 9 năm 2023  |  |        |  |             |  |
| Philippines         |  | 96–75  |  | Trung Quốc  |  |
| Angola              |  | 78–101 |  | Nam Sudan   |  |

### Bảng N
Địa điểm: SM Mall of Asia Arena, Pasay

| VT | Đội         | ST | T | B | ĐT  | ĐB  | HS   | Đ |
| -- | ----------- | -- | - | - | --- | --- | ---- | - |
| 1  | Ai Cập      | 5  | 2 | 3 | 412 | 411 | +1   | 7 |
| 2  | New Zealand | 5  | 2 | 3 | 429 | 463 | −34  | 7 |
| 3  | México      | 5  | 2 | 3 | 410 | 467 | −57  | 7 |
| 4  | Jordan      | 5  | 0 | 5 | 369 | 475 | −106 | 5 |

1. 1 2 3  Hòa theo điểm đổi đầu. Điểm khác biệt về đối đầu giữa các đội: Ai Cập +26, New Zealand –6, México −20.

| 31 tháng 8 năm 2023 |  |         |  |        |  |
| New Zealand         |  | 100–108 |  | México |  |
| Ai Cập              |  | 85–69   |  | Jordan |  |
| 2 tháng 9 năm 2023  |  |         |  |        |  |
| Jordan              |  | 80–93   |  | México |  |
| New Zealand         |  | 88–86   |  | Ai Cập |  |

### Bảng O
Địa điểm: Nhà thi đấu Okinawa, Thành phố Okinawa

| VT | Đội          | ST | T | B | ĐT  | ĐB  | HS  | Đ |
| -- | ------------ | -- | - | - | --- | --- | --- | - |
| 1  | Nhật Bản (H) | 5  | 3 | 2 | 416 | 426 | −10 | 8 |
| 2  | Phần Lan     | 5  | 2 | 3 | 425 | 449 | −24 | 7 |
| 3  | Cabo Verde   | 5  | 1 | 4 | 366 | 432 | −66 | 6 |
| 4  | Venezuela    | 5  | 0 | 5 | 371 | 427 | −56 | 5 |

| 31 tháng 8 năm 2023 |  |        |  |            |  |
| Nhật Bản            |  | 86–77  |  | Venezuela  |  |
| Cabo Verde          |  | 77–100 |  | Phần Lan   |  |
| 2 tháng 9 năm 2023  |  |        |  |            |  |
| Phần Lan            |  | 90–75  |  | Venezuela  |  |
| Nhật Bản            |  | 80–71  |  | Cabo Verde |  |

### Bảng P
Địa điểm: Nhà thi đấu Indonesia, Jakarta

| VT | Đội         | ST | T | B | ĐT  | ĐB  | HS  | Đ |
| -- | ----------- | -- | - | - | --- | --- | --- | - |
| 1  | Pháp        | 5  | 3 | 2 | 405 | 394 | +11 | 8 |
| 2  | Liban       | 5  | 2 | 3 | 397 | 479 | −82 | 7 |
| 3  | Bờ Biển Ngà | 5  | 1 | 4 | 373 | 433 | −60 | 6 |
| 4  | Iran        | 5  | 0 | 5 | 321 | 419 | −98 | 5 |

| 31 tháng 8 năm 2023 |  |       |  |       |  |
| Bờ Biển Ngà         |  | 84–94 |  | Liban |  |
| Pháp                |  | 82–55 |  | Iran  |  |
| 2 tháng 9 năm 2023  |  |       |  |       |  |
| Iran                |  | 73–81 |  | Liban |  |
| Bờ Biển Ngà         |  | 77–87 |  | Pháp  |  |

## Vòng cuối cùng

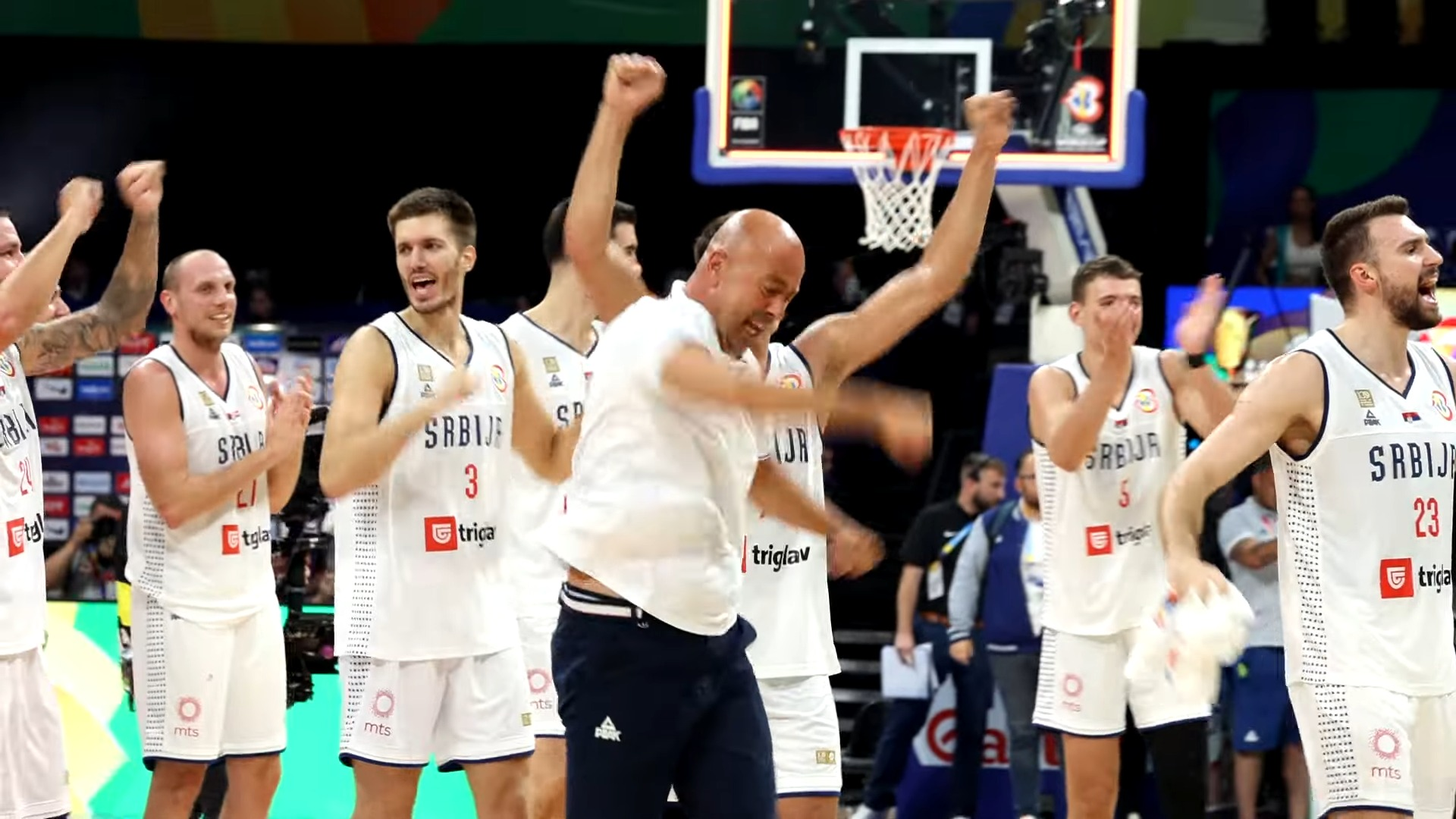
Màn ăn mừng của đội tuyển quốc gia Serbia trong trận thắng trước Canada ở trận bán kết.

Địa điểm: SM Mall of Asia Arena, Pasay
|  | Tứ kết      | Tứ kết    |            |     | Bán kết       | Bán kết       |  |  | Chung kết | Chung kết |
|  |             |           |            |     |               |               |  |  |           |           |
|  | 5 tháng 9   |           |            |     |               |               |  |  |           |           |
|  |             |           |            |     |               |               |  |  |           |           |
|  | Ý           | 63        |            |     |               |               |  |  |           |           |
|  | Ý           | 63        | 8 tháng 9  |     |               |               |  |  |           |           |
|  | Hoa Kỳ      | 100       |            |     |               |               |  |  |           |           |
|  | Hoa Kỳ      | 100       | Hoa Kỳ     | 111 |               |               |  |  |           |           |
|  | 6 tháng 9   |           | Hoa Kỳ     | 111 |               |               |  |  |           |           |
|  |             | Đức       | 113        |     |               |               |  |  |           |           |
|  | Đức         | Đức       | 113        | 81  |               |               |  |  |           |           |
|  | Đức         |           | 10 tháng 9 | 81  |               |               |  |  |           |           |
|  | Latvia      | 79        |            |     |               |               |  |  |           |           |
|  | Latvia      | 79        | Đức        | 83  |               |               |  |  |           |           |
|  | 5 tháng 9   |           | Đức        | 83  |               |               |  |  |           |           |
|  |             | Serbia    | 77         |     |               |               |  |  |           |           |
|  | Litva       | Serbia    | 77         | 68  |               |               |  |  |           |           |
|  | Litva       | 8 tháng 9 |            | 68  |               |               |  |  |           |           |
|  | Serbia      | 87        |            |     |               |               |  |  |           |           |
|  | Serbia      | 87        | Serbia     | 95  |               |               |  |  |           |           |
|  | 6 tháng 9   |           | Serbia     | 95  |               |               |  |  |           |           |
|  |             | Canada    | 86         |     | Tranh hạng ba | Tranh hạng ba |  |  |           |           |
|  | Canada      | Canada    | 86         | 100 | Tranh hạng ba | Tranh hạng ba |  |  |           |           |
|  | Canada      |           | 10 tháng 9 | 100 |               |               |  |  |           |           |
|  | Slovenia    | 89        |            |     |               |               |  |  |           |           |
|  | Slovenia    | 89        | Hoa Kỳ     | 118 |               |               |  |  |           |           |
|  |             |           |            |     |               |               |  |  |           |           |
|  | Canada (OT) | 127       |            |     |               |               |  |  |           |           |
|  | Canada (OT) | 127       |            |     |               |               |  |  |           |           |

### Phân hạng 5–8
|  | Phân hạng 5–8 | Phân hạng 5–8 |              |     | Tranh hạng 5 | Tranh hạng 5 |
|  |               |               |              |     |              |              |
|  | 7 tháng 9     |               |              |     |              |              |
|  |               |               |              |     |              |              |
|  | Ý             | 82            |              |     |              |              |
|  | Ý             | 82            | 9 tháng 9    |     |              |              |
|  | Latvia        | 87            |              |     |              |              |
|  | Latvia        | 87            | Latvia       | 98  |              |              |
|  | 7 tháng 9     |               | Latvia       | 98  |              |              |
|  |               | Litva         | 63           |     |              |              |
|  | Litva         | Litva         | 63           | 100 |              |              |
|  | Litva         |               |              | 100 |              |              |
|  | Slovenia      | 84            |              |     |              |              |
|  | Slovenia      | 84            | Tranh hạng 7 |     |              |              |
|  |               |               |              |     |              |              |
|  | 9 tháng 9     |               |              |     |              |              |
|  |               |               |              |     |              |              |
|  | Ý             | 85            |              |     |              |              |
|  | Ý             | 85            |              |     |              |              |
|  | Slovenia      | 89            |              |     |              |              |

### Tứ kết
| 5 tháng 9 năm 2023 20:40 | Chi tiết | Ý                                                               | 63–100 | Hoa Kỳ                                                                      |  | SM Mall of Asia Arena, Pasay Số khán giả: 9,764 Trọng tài: Julio Anaya (Panama), Ademir Zurapović (Bosna và Hercegovina), Juan Fernández (Argentina) |
| 5 tháng 9 năm 2023 20:40 | Chi tiết | Điểm mỗi set: 14–24, 10–22, 20–37, 19–17                        |        |                                                                             |  | SM Mall of Asia Arena, Pasay Số khán giả: 9,764 Trọng tài: Julio Anaya (Panama), Ademir Zurapović (Bosna và Hercegovina), Juan Fernández (Argentina) |
| 5 tháng 9 năm 2023 20:40 | Chi tiết | Điểm: Fontecchio 18 Chụp bóng bật bảng: Melli 9 Hỗ trợ: Tonut 5 |        | Điểm: Bridges 24 Chụp bóng bật bảng: Bridges, Portis 7 Hỗ trợ: Haliburton 5 |  | SM Mall of Asia Arena, Pasay Số khán giả: 9,764 Trọng tài: Julio Anaya (Panama), Ademir Zurapović (Bosna và Hercegovina), Juan Fernández (Argentina) |

| 5 tháng 9 năm 2023 16:45 | Chi tiết | Litva                                                                       | 68–87 | Serbia                                                               |  | SM Mall of Asia Arena, Pasay Số khán giả: 6,223 Trọng tài: Omar Bermúdez (México), Mārtiņš Kozlovskis (Latvia), Johnny Batista (Puerto Rico) |
| 5 tháng 9 năm 2023 16:45 | Chi tiết | Điểm mỗi set: 25–24, 13–25, 17–24, 13–14                                    |       |                                                                      |  | SM Mall of Asia Arena, Pasay Số khán giả: 6,223 Trọng tài: Omar Bermúdez (México), Mārtiņš Kozlovskis (Latvia), Johnny Batista (Puerto Rico) |
| 5 tháng 9 năm 2023 16:45 | Chi tiết | Điểm: Sedekerskis 14 Chụp bóng bật bảng: Sedekerskis 9 Hỗ trợ: Jokubaitis 9 |       | Điểm: Bogdanović 21 Chụp bóng bật bảng: Petrušev 6 Hỗ trợ: Gudurić 6 |  | SM Mall of Asia Arena, Pasay Số khán giả: 6,223 Trọng tài: Omar Bermúdez (México), Mārtiņš Kozlovskis (Latvia), Johnny Batista (Puerto Rico) |

| 6 tháng 9 năm 2023 16:45 | Chi tiết | Đức                                                                          | 81–79 | Latvia                                                         |  | SM Mall of Asia Arena, Pasay Số khán giả: 7,584 Trọng tài: Antonio Conde (Tây Ban Nha), Yohan Rosso (Pháp), Martin Vulić (Croatia) |
| 6 tháng 9 năm 2023 16:45 | Chi tiết | Điểm mỗi set: 13–16, 23–18, 26–25, 19–20                                     |       |                                                                |  | SM Mall of Asia Arena, Pasay Số khán giả: 7,584 Trọng tài: Antonio Conde (Tây Ban Nha), Yohan Rosso (Pháp), Martin Vulić (Croatia) |
| 6 tháng 9 năm 2023 16:45 | Chi tiết | Điểm: F. Wagner 16 Chụp bóng bật bảng: Theis, F. Wagner 8 Hỗ trợ: Schröder 4 |       | Điểm: Žagars 24 Chụp bóng bật bảng: Kurucs 10 Hỗ trợ: Žagars 8 |  | SM Mall of Asia Arena, Pasay Số khán giả: 7,584 Trọng tài: Antonio Conde (Tây Ban Nha), Yohan Rosso (Pháp), Martin Vulić (Croatia) |

| 6 tháng 9 năm 2023 20:40 | Chi tiết | Canada | 100–89 | Slovenia                                                     |  | SM Mall of Asia Arena, Pasay Số khán giả: 11,710 Trọng tài: Roberto Vázquez (Puerto Rico), Manuel Mazzoni (Ý), Gatis Saliņš (Latvia) |
| 6 tháng 9 năm 2023 20:40 | Chi tiết | Điểm mỗi set: 26–24, 24–26, 30–21, 20–18                                                                   |        |                                                              |  | SM Mall of Asia Arena, Pasay Số khán giả: 11,710 Trọng tài: Roberto Vázquez (Puerto Rico), Manuel Mazzoni (Ý), Gatis Saliņš (Latvia) |
| 6 tháng 9 năm 2023 20:40 | Chi tiết | Điểm: Gilgeous-Alexander 31 Chụp bóng bật bảng: Gilgeous-Alexander 10 Hỗ trợ: Gilgeous-Alexander, Olynyk 4 |        | Điểm: Dončić 26 Chụp bóng bật bảng: Tobey 6 Hỗ trợ: Dončić 5 |  | SM Mall of Asia Arena, Pasay Số khán giả: 11,710 Trọng tài: Roberto Vázquez (Puerto Rico), Manuel Mazzoni (Ý), Gatis Saliņš (Latvia) |

### Phân hạng 5–8
| 7 tháng 9 năm 2023 16:45 | Chi tiết | Ý                                                            | 82–87 | Latvia                                                           |  | SM Mall of Asia Arena, Pasay Số khán giả: 4,579 Trọng tài: Ademir Zurapović (Bosna và Hercegovina), Kato Takaki (Nhật Bản), Blanca Burns (Hoa Kỳ) |
| 7 tháng 9 năm 2023 16:45 | Chi tiết | Điểm mỗi set: 26–18, 16–28, 18–21, 22–20                     |       |                                                                  |  | SM Mall of Asia Arena, Pasay Số khán giả: 4,579 Trọng tài: Ademir Zurapović (Bosna và Hercegovina), Kato Takaki (Nhật Bản), Blanca Burns (Hoa Kỳ) |
| 7 tháng 9 năm 2023 16:45 | Chi tiết | Điểm: Datome 20 Chụp bóng bật bảng: Melli 9 Hỗ trợ: Spissu 7 |       | Điểm: Gražulis 28 Chụp bóng bật bảng: Gražulis 6 Hỗ trợ: Šķēle 9 |  | SM Mall of Asia Arena, Pasay Số khán giả: 4,579 Trọng tài: Ademir Zurapović (Bosna và Hercegovina), Kato Takaki (Nhật Bản), Blanca Burns (Hoa Kỳ) |

| 7 tháng 9 năm 2023 20:30 | Chi tiết | Litva                                                                           | 100–84 | Slovenia                                                     |  | SM Mall of Asia Arena, Pasay Số khán giả: 11,003 Trọng tài: Matthew Kallio (Canada), Omar Bermúdez (México), Johnny Batista (Puerto Rico) |
| 7 tháng 9 năm 2023 20:30 | Chi tiết | Điểm mỗi set: 33–21, 20–22, 22–20, 25–21                                        |        |                                                              |  | SM Mall of Asia Arena, Pasay Số khán giả: 11,003 Trọng tài: Matthew Kallio (Canada), Omar Bermúdez (México), Johnny Batista (Puerto Rico) |
| 7 tháng 9 năm 2023 20:30 | Chi tiết | Điểm: Valančiūnas 24 Chụp bóng bật bảng: Valančiūnas 12 Hỗ trợ: Kariniauskas 10 |        | Điểm: Dončić 29 Chụp bóng bật bảng: Tobey 9 Hỗ trợ: Dragić 3 |  | SM Mall of Asia Arena, Pasay Số khán giả: 11,003 Trọng tài: Matthew Kallio (Canada), Omar Bermúdez (México), Johnny Batista (Puerto Rico) |

### Bán kết
| 8 tháng 9 năm 2023 20:40 | Chi tiết | Hoa Kỳ                                                              | 111–113 | Đức                                                                     |  | SM Mall of Asia Arena, Pasay Số khán giả: 11,011 Trọng tài: Antonio Conde (Tây Ban Nha), Boris Krejič (Slovenia), Gatis Saliņš (Latvia) |
| 8 tháng 9 năm 2023 20:40 | Chi tiết | Điểm mỗi set: 31–33, 29–26, 24–35, 27–19                            |         |                                                                         |  | SM Mall of Asia Arena, Pasay Số khán giả: 11,011 Trọng tài: Antonio Conde (Tây Ban Nha), Boris Krejič (Slovenia), Gatis Saliņš (Latvia) |
| 8 tháng 9 năm 2023 20:40 | Chi tiết | Điểm: Edwards 23 Chụp bóng bật bảng: Edwards 8 Hỗ trợ: Haliburton 8 |         | Điểm: Obst 24 Chụp bóng bật bảng: Theis, Voigtmann 7 Hỗ trợ: Schröder 9 |  | SM Mall of Asia Arena, Pasay Số khán giả: 11,011 Trọng tài: Antonio Conde (Tây Ban Nha), Boris Krejič (Slovenia), Gatis Saliņš (Latvia) |

| 8 tháng 9 năm 2023 16:45 | Chi tiết | Serbia                                                                  | 95–86 | Canada                                                                        |  | SM Mall of Asia Arena, Pasay Số khán giả: 8,630 Trọng tài: Yohan Rosso (Pháp), Julio Anaya (Panama), Manuel Mazzoni (Ý) |
| 8 tháng 9 năm 2023 16:45 | Chi tiết | Điểm mỗi set: 23–15, 29–24, 23–24, 20–23                                |       |                                                                               |  | SM Mall of Asia Arena, Pasay Số khán giả: 8,630 Trọng tài: Yohan Rosso (Pháp), Julio Anaya (Panama), Manuel Mazzoni (Ý) |
| 8 tháng 9 năm 2023 16:45 | Chi tiết | Điểm: Bogdanović 23 Chụp bóng bật bảng: Milutinov 10 Hỗ trợ: S. Jović 5 |       | Điểm: Barrett 23 Chụp bóng bật bảng: 5 cầu thủ 3 Hỗ trợ: Gilgeous-Alexander 9 |  | SM Mall of Asia Arena, Pasay Số khán giả: 8,630 Trọng tài: Yohan Rosso (Pháp), Julio Anaya (Panama), Manuel Mazzoni (Ý) |

### Tranh hạng 7
| 9 tháng 9 năm 2023 16:45 | Chi tiết | Ý                                                              | 85–89 | Slovenia                                                       |  | SM Mall of Asia Arena, Pasay Số khán giả: 10,075 Trọng tài: Ademir Zurapović (Bosna và Hercegovina), Mārtiņš Kozlovskis (Latvia), Martin Vulić (Croatia) |
| 9 tháng 9 năm 2023 16:45 | Chi tiết | Điểm mỗi set: 18–15, 23–27, 19–28, 25–19                       |       |                                                                |  | SM Mall of Asia Arena, Pasay Số khán giả: 10,075 Trọng tài: Ademir Zurapović (Bosna và Hercegovina), Mārtiņš Kozlovskis (Latvia), Martin Vulić (Croatia) |
| 9 tháng 9 năm 2023 16:45 | Chi tiết | Điểm: Spissu 22 Chụp bóng bật bảng: Polonara 7 Hỗ trợ: Melli 5 |       | Điểm: Dončić 29 Chụp bóng bật bảng: Dončić 10 Hỗ trợ: Dončić 8 |  | SM Mall of Asia Arena, Pasay Số khán giả: 10,075 Trọng tài: Ademir Zurapović (Bosna và Hercegovina), Mārtiņš Kozlovskis (Latvia), Martin Vulić (Croatia) |

### Tranh hạng 5
| 9 tháng 9 năm 2023 20:30 | Chi tiết | Latvia                                                               | 98–63 | Litva                                                                       |  | SM Mall of Asia Arena, Pasay Số khán giả: 9,440 Trọng tài: Manuel Mazzoni (Ý), Blanca Burns (Hoa Kỳ), Johnny Batista (Puerto Rico) |
| 9 tháng 9 năm 2023 20:30 | Chi tiết | Điểm mỗi set: 28–20, 21–18, 28–9, 21–16                              |       |                                                                             |  | SM Mall of Asia Arena, Pasay Số khán giả: 9,440 Trọng tài: Manuel Mazzoni (Ý), Blanca Burns (Hoa Kỳ), Johnny Batista (Puerto Rico) |
| 9 tháng 9 năm 2023 20:30 | Chi tiết | Điểm: A. Kurucs 20 Chụp bóng bật bảng: 4 cầu thủ 6 Hỗ trợ: Žagars 17 |       | Điểm: Jokubaitis 16 Chụp bóng bật bảng: Sedekerskis 10 Hỗ trợ: Brazdeikis 3 |  | SM Mall of Asia Arena, Pasay Số khán giả: 9,440 Trọng tài: Manuel Mazzoni (Ý), Blanca Burns (Hoa Kỳ), Johnny Batista (Puerto Rico) |

### Tranh hạng 3
| 10 tháng 9 năm 2023 16:45 | Chi tiết | Hoa Kỳ                                                             | 118–127 | Canada                                                                              | OT | SM Mall of Asia Arena, Pasay Số khán giả: 10,666 Trọng tài: Yohan Rosso (Pháp), Julio Anaya (Panama), Kato Takaki (Nhật Bản) |
| 10 tháng 9 năm 2023 16:45 | Chi tiết | Điểm mỗi set: 25–34, 31–24, 26–33, 29–20, OT: 7–16                 |         |                                                                                     | OT | SM Mall of Asia Arena, Pasay Số khán giả: 10,666 Trọng tài: Yohan Rosso (Pháp), Julio Anaya (Panama), Kato Takaki (Nhật Bản) |
| 10 tháng 9 năm 2023 16:45 | Chi tiết | Điểm: Edwards 24 Chụp bóng bật bảng: 3 cầu thủ 5 Hỗ trợ: Bridges 9 |         | Điểm: Brooks 39 Chụp bóng bật bảng: Barrett, Powell 7 Hỗ trợ: Gilgeous-Alexander 12 | OT | SM Mall of Asia Arena, Pasay Số khán giả: 10,666 Trọng tài: Yohan Rosso (Pháp), Julio Anaya (Panama), Kato Takaki (Nhật Bản) |

### Chung kết

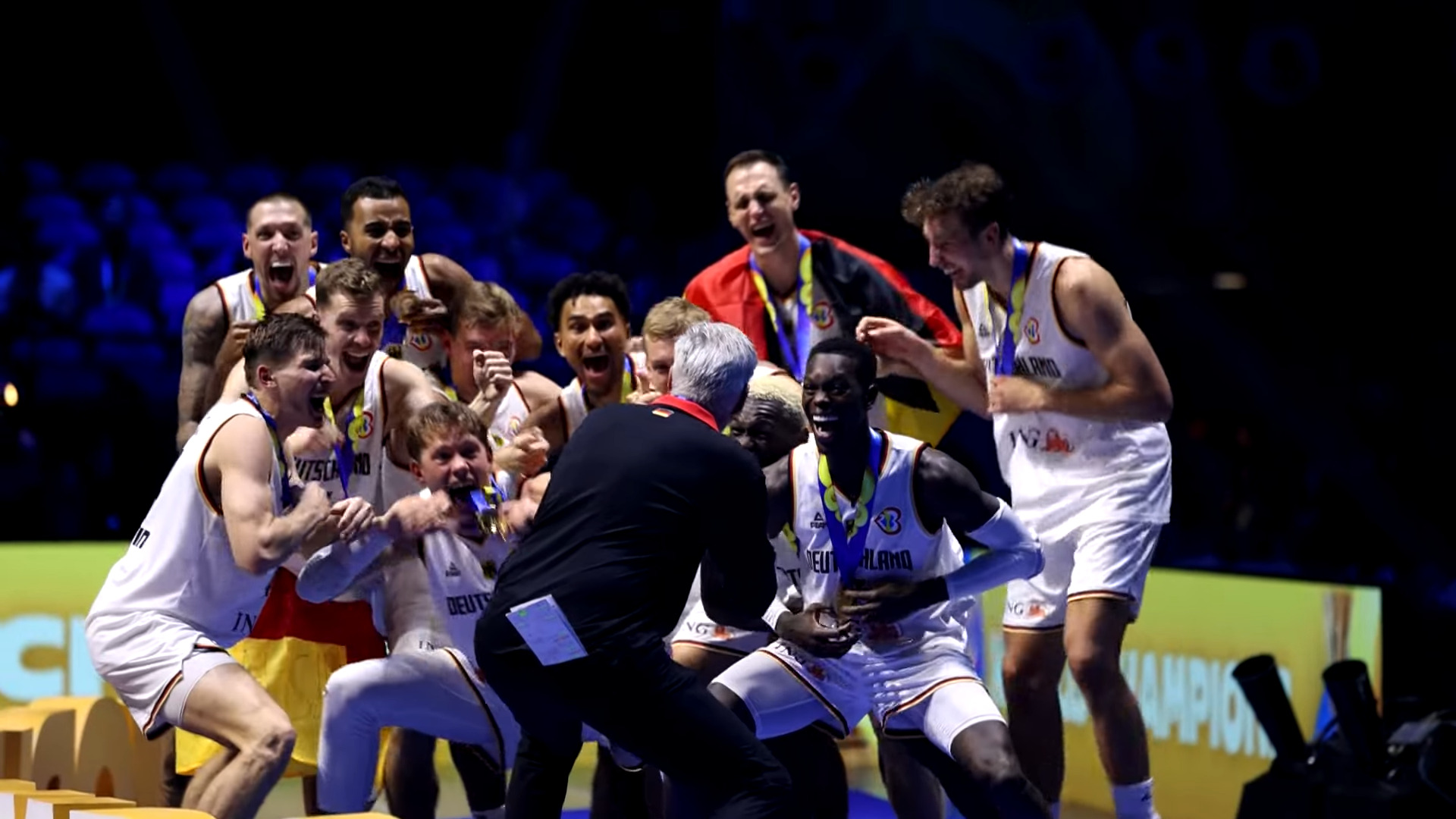
Đội tuyển quốc gia Đức ăn mừng chức vô địch đầu tiên trong lịch sử.

| 10 tháng 9 năm 2023 20:30 | Chi tiết | Đức                                                                   | 83–77 | Serbia                                            |  | SM Mall of Asia Arena, Pasay Số khán giả: 12,022 Trọng tài: Roberto Vázquez (Puerto Rico), Omar Bermúdez (México), Gatis Saliņš (Latvia) |
| 10 tháng 9 năm 2023 20:30 | Chi tiết | Điểm mỗi set: 23–26, 24–21, 22–10, 14–20                              |       |                                                   |  | SM Mall of Asia Arena, Pasay Số khán giả: 12,022 Trọng tài: Roberto Vázquez (Puerto Rico), Omar Bermúdez (México), Gatis Saliņš (Latvia) |
| 10 tháng 9 năm 2023 20:30 | Chi tiết | Điểm: Schröder 28 Chụp bóng bật bảng: Voigtmann 8 Hỗ trợ: Voigtmann 3 |       | Điểm: Avramović 21 Chụp bóng bật bảng: N. Jović 8 |  | SM Mall of Asia Arena, Pasay Số khán giả: 12,022 Trọng tài: Roberto Vázquez (Puerto Rico), Omar Bermúdez (México), Gatis Saliņš (Latvia) |

## Bảng xếp hạng giải đấu
| VT | Khu vực        | Đội               | ST | T | B | ĐT  | ĐB  | HS   | Đ  | Giành quyền tham dự                                                       |
| -- | -------------- | ----------------- | -- | - | - | --- | --- | ---- | -- | ------------------------------------------------------------------------- |
| 1  | Châu Âu        | Đức               | 8  | 8 | 0 | 744 | 631 | +113 | 16 | Giành quyền tham dự Thế vận hội Mùa hè 2024                               |
| 2  | Châu Âu        | Serbia            | 8  | 6 | 2 | 761 | 617 | +144 | 14 | Giành quyền tham dự Thế vận hội Mùa hè 2024                               |
| 3  | Châu Mỹ        | Canada            | 8  | 6 | 2 | 790 | 669 | +121 | 14 | Giành quyền tham dự Thế vận hội Mùa hè 2024                               |
| 4  | Châu Mỹ        | Hoa Kỳ            | 8  | 5 | 3 | 836 | 701 | +135 | 13 | Giành quyền tham dự Thế vận hội Mùa hè 2024                               |
|    |                |                   |    |   |   |     |     |      |    |                                                                           |
| 5  | Châu Âu        | Latvia            | 8  | 6 | 2 | 714 | 636 | +78  | 14 | Giành quyền tham dự vòng loại môn bóng rổ nam tại Thế vận hội Mùa hè 2024 |
| 6  | Châu Âu        | Litva             | 8  | 6 | 2 | 713 | 644 | +69  | 14 | Giành quyền tham dự vòng loại môn bóng rổ nam tại Thế vận hội Mùa hè 2024 |
| 7  | Châu Âu        | Slovenia          | 8  | 5 | 3 | 704 | 694 | +10  | 13 | Giành quyền tham dự vòng loại môn bóng rổ nam tại Thế vận hội Mùa hè 2024 |
| 8  | Châu Âu        | Ý                 | 8  | 4 | 4 | 634 | 646 | −12  | 12 | Giành quyền tham dự vòng loại môn bóng rổ nam tại Thế vận hội Mùa hè 2024 |
|    |                |                   |    |   |   |     |     |      |    |                                                                           |
| 9  | Châu Âu        | Tây Ban Nha       | 5  | 3 | 2 | 429 | 369 | +60  | 8  | Giành quyền tham dự vòng loại môn bóng rổ nam tại Thế vận hội Mùa hè 2024 |
| 10 | Châu Đại Dương | Úc                | 5  | 3 | 2 | 469 | 421 | +48  | 8  | Giành quyền tham dự Thế vận hội Mùa hè 2024                               |
| 11 | Châu Âu        | Montenegro        | 5  | 3 | 2 | 397 | 390 | +7   | 8  | Giành quyền tham dự vòng loại môn bóng rổ nam tại Thế vận hội Mùa hè 2024 |
| 12 | Châu Mỹ        | Puerto Rico       | 5  | 3 | 2 | 444 | 449 | −5   | 8  | Giành quyền tham dự vòng loại môn bóng rổ nam tại Thế vận hội Mùa hè 2024 |
|    |                |                   |    |   |   |     |     |      |    |                                                                           |
| 13 | Châu Mỹ        | Brasil            | 5  | 3 | 2 | 420 | 401 | +19  | 8  | Giành quyền tham dự vòng loại môn bóng rổ nam tại Thế vận hội Mùa hè 2024 |
| 14 | Châu Mỹ        | Cộng hòa Dominica | 5  | 3 | 2 | 425 | 444 | −19  | 8  | Giành quyền tham dự vòng loại môn bóng rổ nam tại Thế vận hội Mùa hè 2024 |
| 15 | Châu Âu        | Hy Lạp            | 5  | 2 | 3 | 392 | 419 | −27  | 7  | Giành quyền tham dự vòng loại môn bóng rổ nam tại Thế vận hội Mùa hè 2024 |
| 16 | Châu Âu        | Gruzia            | 5  | 2 | 3 | 379 | 407 | −28  | 7  | Giành quyền tham dự vòng loại môn bóng rổ nam tại Thế vận hội Mùa hè 2024 |
|    |                |                   |    |   |   |     |     |      |    |                                                                           |
| 17 | Châu Phi       | Nam Sudan         | 5  | 3 | 2 | 456 | 431 | +25  | 8  | Giành quyền tham dự Thế vận hội Mùa hè 2024                               |
| 18 | Châu Âu        | Pháp              | 5  | 3 | 2 | 405 | 394 | +11  | 8  | Giành quyền tham dự Thế vận hội Mùa hè 2024 với tư cách là nước chủ nhà   |
| 19 | Châu Á         | Nhật Bản (H)      | 5  | 3 | 2 | 416 | 426 | −10  | 8  | Giành quyền tham dự Thế vận hội Mùa hè 2024                               |
| 20 | Châu Phi       | Ai Cập            | 5  | 2 | 3 | 412 | 411 | +1   | 7  | Giành quyền tham dự vòng loại môn bóng rổ nam tại Thế vận hội Mùa hè 2024 |
|    |                |                   |    |   |   |     |     |      |    |                                                                           |
| 21 | Châu Âu        | Phần Lan          | 5  | 2 | 3 | 425 | 449 | −24  | 7  | Giành quyền tham dự vòng loại môn bóng rổ nam tại Thế vận hội Mùa hè 2024 |
| 22 | Châu Đại Dương | New Zealand       | 5  | 2 | 3 | 429 | 463 | −34  | 7  | Giành quyền tham dự vòng loại môn bóng rổ nam tại Thế vận hội Mùa hè 2024 |
| 23 | Châu Á         | Liban             | 5  | 2 | 3 | 397 | 479 | −82  | 7  | Giành quyền tham dự vòng loại môn bóng rổ nam tại Thế vận hội Mùa hè 2024 |
| 24 | Châu Mỹ        | México            | 5  | 2 | 3 | 410 | 467 | −57  | 7  | Giành quyền tham dự vòng loại môn bóng rổ nam tại Thế vận hội Mùa hè 2024 |
|    |                |                   |    |   |   |     |     |      |    |                                                                           |
| 25 | Châu Á         | Philippines (H)   | 5  | 1 | 4 | 398 | 419 | −21  | 6  | Giành quyền tham dự vòng loại môn bóng rổ nam tại Thế vận hội Mùa hè 2024 |
| 26 | Châu Phi       | Angola            | 5  | 1 | 4 | 368 | 410 | −42  | 6  | Giành quyền tham dự vòng loại môn bóng rổ nam tại Thế vận hội Mùa hè 2024 |
| 27 | Châu Phi       | Bờ Biển Ngà       | 5  | 1 | 4 | 373 | 433 | −60  | 6  | Giành quyền tham dự vòng loại môn bóng rổ nam tại Thế vận hội Mùa hè 2024 |
| 28 | Châu Phi       | Cabo Verde        | 5  | 1 | 4 | 366 | 432 | −66  | 6  |                                                                           |
|    |                |                   |    |   |   |     |     |      |    |                                                                           |
| 29 | Châu Á         | Trung Quốc        | 5  | 1 | 4 | 379 | 473 | −94  | 6  |                                                                           |
| 30 | Châu Mỹ        | Venezuela         | 5  | 0 | 5 | 371 | 427 | −56  | 5  |                                                                           |
| 31 | Châu Á         | Iran              | 5  | 0 | 5 | 321 | 419 | −98  | 5  |                                                                           |
| 32 | Châu Á         | Jordan            | 5  | 0 | 5 | 369 | 475 | −106 | 5  |                                                                           |

1. 1 2  Đức và Serbia tham dự Thế vận hội Mùa hè với tư cách là hai đội tuyển có thành tích xuất sắc nhất của châu Âu.
2. 1 2  Canada và Hoa Kỳ tham dự Thế vận hội Mùa hè với tư cách là hai đội tuyển có thành tích xuất sắc nhất của châu Âu.
3. ↑  Úc tham dự Thế vận hội Mùa hè với tư cách là đội tuyển có thành tích xuất sắc nhất của châu Đại Dương.
4. ↑  Puerto Rico tham dự vòng loại Thế vận hội Mùa hè với tư cách là đội tuyển thứ hai có thành tích xuất sắc của châu Mỹ.
5. ↑  Nam Sudan tham dự Thế vận hội Mùa hè với tư cách là đội tuyển có thành tích xuất sắc nhất của châu Phi.
6. ↑  Pháp tham dự Thế vận hội Mùa hè với tư cách là đội chủ nhà.
7. ↑  Nhật Bản tham dự Thế vận hội Mùa hè với tư cách là đội tuyển có thành tích xuất sắc nhất của châu Á.
8. ↑  Ai Cập tham dự vòng loại Thế vận hội Mùa hè với tư cách là đội tuyển thứ hai có thành tích xuất sắc của châu Phi.
9. ↑  New Zealand tham dự vòng loại Thế vận hội Mùa hè với tư cách là đội tuyển thứ hai có thành tích xuất sắc của châu Đại Dương.

## Các giải thưởng
Đội hình tiêu biểu và cầu thủ xuất sắc nhất giải đấu được công bố vào ngày 10 tháng 9 năm 2023.
| Nhà vô địch Giải vô địch bóng rổ thé giới 2023 |
| ---------------------------------------------- |
| · Đức · Lần đầu tiên                           |

### Đội hình tiêu biểu

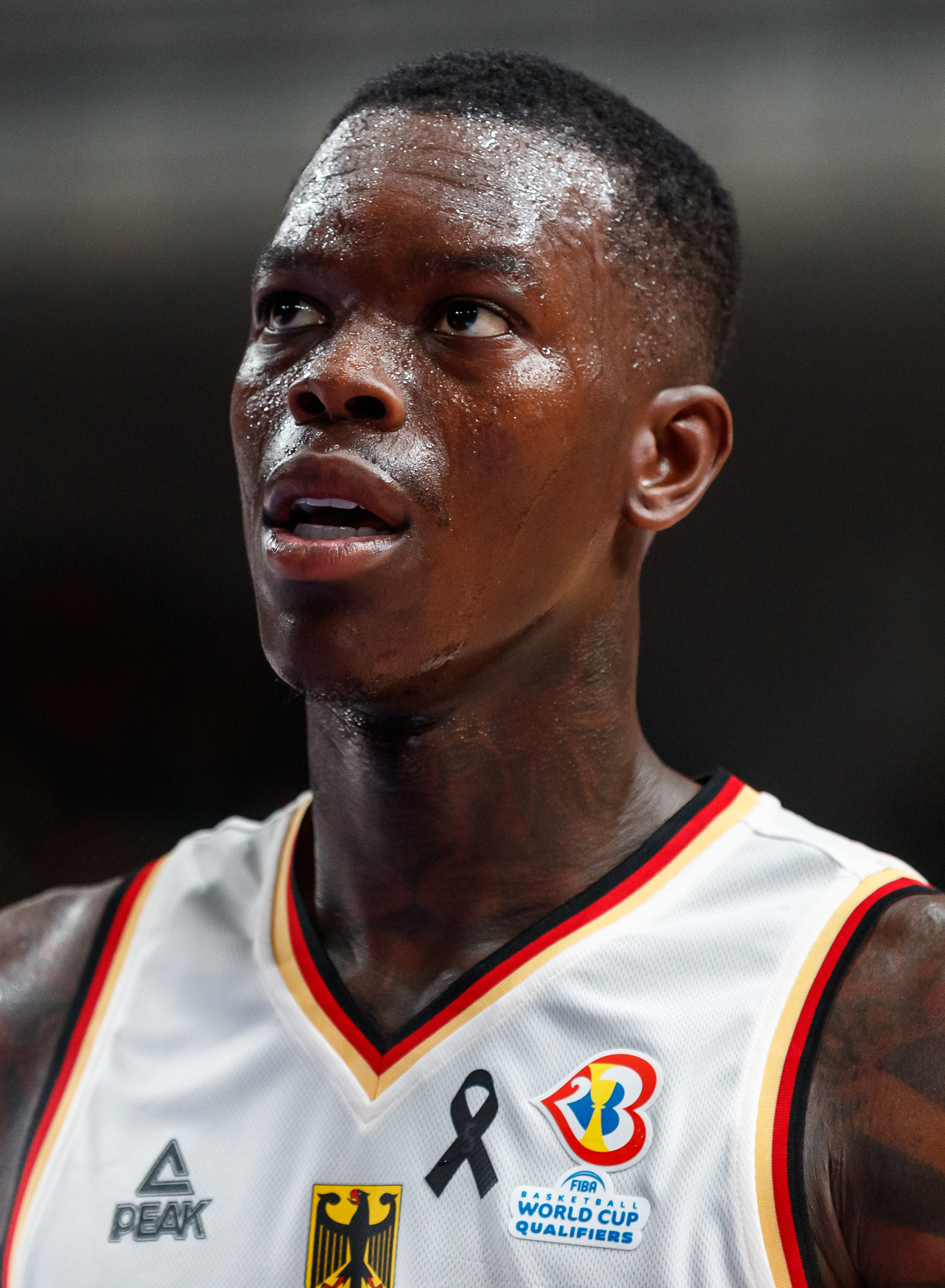
Dennis Schröder (Đức), cầu thủ xuất sắc nhất giải đấu.

| Đội hình tiêu biểu                                                                    | Đội hình tiêu biểu | Đội hình tiêu biểu | Đội hình tiêu biểu | Đội hình tiêu biểu |
| ------------------------------------------------------------------------------------- | ------------------ | ------------------ | ------------------ | ------------------ |
| Dennis Schröder Shai Gilgeous-Alexander Anthony Edwards Bogdan Bogdanović Luka Dončić |                    |                    |                    |                    |
| Đội hình thứ hai                                                                      |                    |                    |                    |                    |
| Artūrs Žagars Simone Fontecchio Jonas Valančiūnas Nikola Milutinov Franz Wagner       |                    |                    |                    |                    |
| MVP: Dennis Schröder                                                                  |                    |                    |                    |                    |
| Ngôi sao mới nổi: Josh Giddey                                                         |                    |                    |                    |                    |
| Phòng vệ xuất sắc nhất: Dillon Brooks                                                 |                    |                    |                    |                    |
| Huấn luyện viên xuất sắc nhất: / Luca Banchi                                          |                    |                    |                    |                    |

## Thống kê

### Số liệu trung bình của các cầu thủ trong giải đấu

#### Điểm

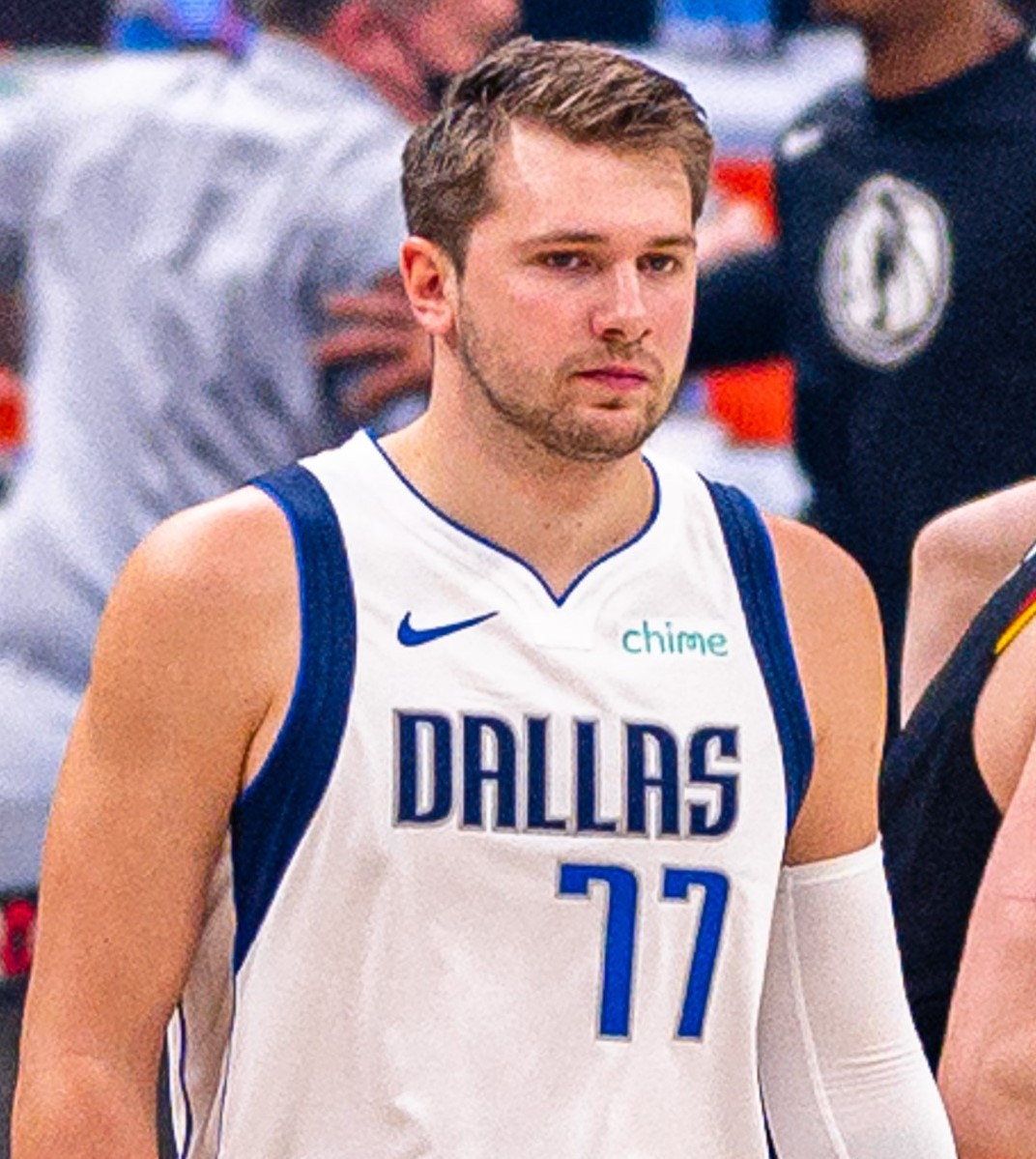
Luka Dončić (Slovenia), cầu thủ ghi nhiều điểm nhất giải đấu.

| #  | Cầu thủ                 | Số trận đấu | Số điểm | Số điểm trên một trận |
| -- | ----------------------- | ----------- | ------- | --------------------- |
| 1  | Luka Dončić             | 8           | 216     | 27.0                  |
| 2  | Jordan Clarkson         | 5           | 130     | 26.0                  |
| 3  | Lauri Markkanen         | 5           | 124     | 24.8                  |
| 4  | Shai Gilgeous-Alexander | 8           | 196     | 24.5                  |
| 5  | Karl-Anthony Towns      | 5           | 122     | 24.4                  |
| 6  | Rondae Hollis-Jefferson | 5           | 118     | 23.6                  |
| 7  | Josh Hawkinson          | 5           | 105     | 21.0                  |
| 8  | Carlik Jones            | 5           | 102     | 20.4                  |
| 9  | Tremont Waters          | 5           | 100     | 20.0                  |
| 10 | Nikola Vučević          | 5           | 99      | 19.8                  |

#### Chụp bóng bật bảng

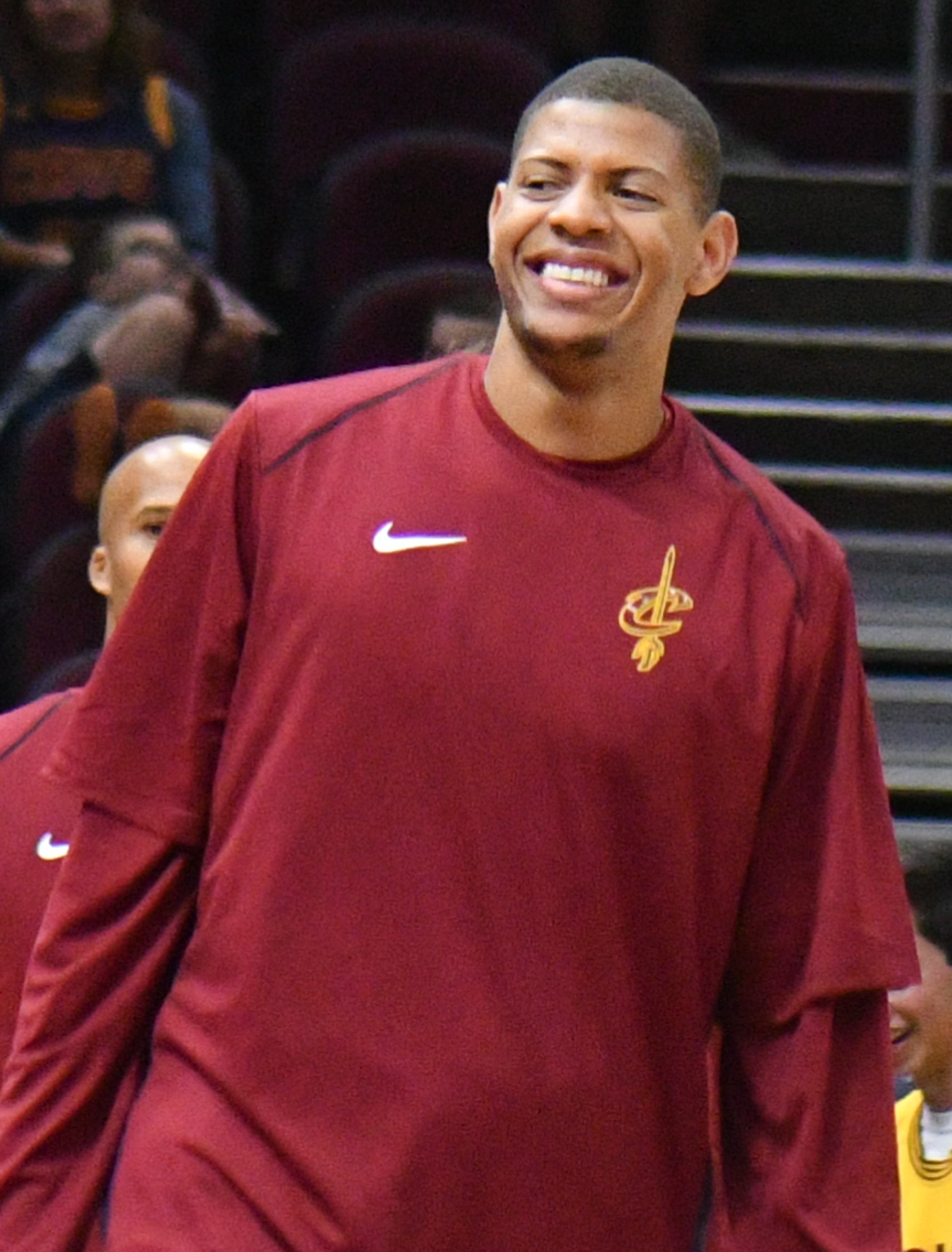
Edy Tavares (Cabo Verde), cầu thủ có pha chụp bóng bật bảng nhất giải đấu.

| #  | Cầu thủ           | Số trận đấu | Số pha chụp bóng bật bảng | Số pha chụp bóng bật bảng trên một trận |
| -- | ----------------- | ----------- | ------------------------- | --------------------------------------- |
| 1  | Edy Tavares       | 5           | 62                        | 12.4                                    |
| 2  | Josh Hawkinson    | 5           | 54                        | 10.8                                    |
| 3  | Bruno Caboclo     | 5           | 46                        | 9.2                                     |
| 4  | Ahmad Dwairi      | 5           | 45                        | 9.0                                     |
| 5  | Nikola Vučević    | 5           | 44                        | 8.8                                     |
| 6  | Jonas Valančiūnas | 8           | 70                        | 8.8                                     |
| 7  | A. J. Edu         | 5           | 43                        | 8.6                                     |
| 8  | Fabián Jaimes     | 5           | 42                        | 8.4                                     |
| 9  | Nikola Milutinov  | 8           | 67                        | 8.4                                     |
| 10 | Rudy Gobert       | 4           | 33                        | 8.3                                     |

#### Hỗ trợ

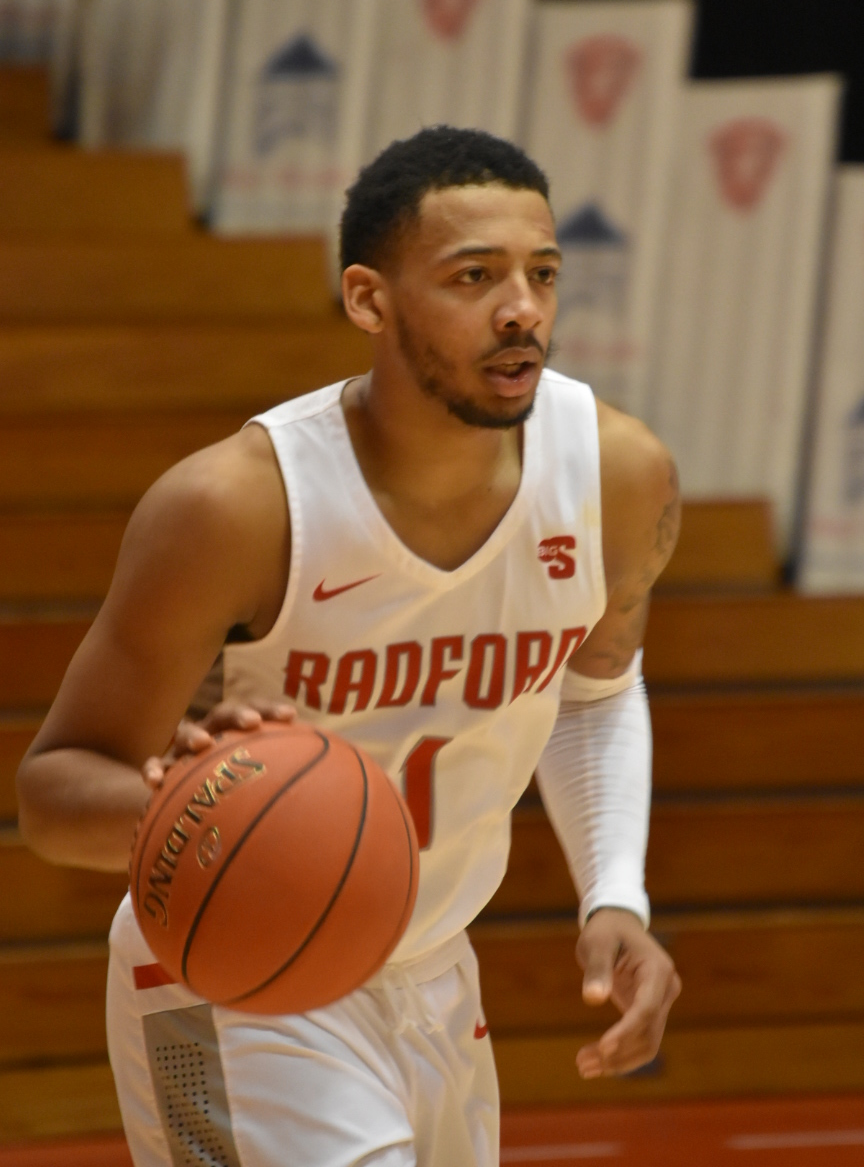
Carlik Jones (Nam Sudan), cầu thủ có nhiều pha hỗ trợ nhất giải đấu.

| #  | Cầu thủ                 | Số trận đấu | Số pha hỗ trợ | Số pha hỗ trợ trên một trận |
| -- | ----------------------- | ----------- | ------------- | --------------------------- |
| 1  | Carlik Jones            | 5           | 52            | 10.4                        |
| 2  | Tremont Waters          | 5           | 46            | 9.2                         |
| 3  | Shea Ili                | 5           | 38            | 7.6                         |
| 3  | Kawamura Yuki           | 5           | 38            | 7.6                         |
| 5  | Artūrs Žagars           | 8           | 59            | 7.4                         |
| 6  | Yago dos Santos         | 5           | 36            | 7.2                         |
| 6  | Paul Stoll              | 5           | 36            | 7.2                         |
| 6  | Thomas Walkup           | 5           | 36            | 7.2                         |
| 9  | Heissler Guillent       | 5           | 33            | 6.6                         |
| 10 | Shai Gilgeous-Alexander | 8           | 51            | 6.4                         |

#### Cướp bóng
| #  | Cầu thủ           | Số trận đấu | Số pha cướp bóng | Số pha cướp bóng trên một trận |
| -- | ----------------- | ----------- | ---------------- | ------------------------------ |
| 1  | Ehab Amin         | 5           | 13               | 2.6                            |
| 1  | Tremont Waters    | 5           | 13               | 2.6                            |
| 3  | Luka Dončić       | 8           | 20               | 2.5                            |
| 4  | Paul Stoll        | 5           | 12               | 2.4                            |
| 5  | Izayah Le'afa     | 5           | 11               | 2.2                            |
| 6  | Bogdan Bogdanović | 8           | 17               | 2.1                            |
| 7  | Arsalan Kazemi    | 5           | 10               | 2.0                            |
| 7  | Víctor Liz        | 5           | 10               | 2.0                            |
| 7  | Freddy Ibrahim    | 4           | 8                | 2.0                            |
| 10 | Cédric Bah        | 5           | 9                | 1.8                            |

#### Chắn bóng
| # | Cầu thủ              | Số trận đấu | Số pha chắn bóng | Số pha chắn bóng trên một trận |
| - | -------------------- | ----------- | ---------------- | ------------------------------ |
| 1 | Wenyen Gabriel       | 5           | 13               | 2.6                            |
| 2 | Anas Mahmoud         | 5           | 11               | 2.2                            |
| 3 | Georgios Papagiannis | 5           | 9                | 1.8                            |
| 3 | Edy Tavares          | 5           | 9                | 1.8                            |
| 3 | Yuta Watanabe        | 5           | 9                | 1.8                            |
| 6 | Rudy Gobert          | 4           | 7                | 1.8                            |
| 7 | Nicolas Batum        | 5           | 8                | 1.6                            |
| 7 | George Conditt IV    | 5           | 8                | 1.6                            |
| 7 | Ahmad Dwairi         | 5           | 8                | 1.6                            |
| 7 | Nikola Vučević       | 5           | 8                | 1.6                            |

#### Số phút thi đấu
| #  | Cầu thủ                 | Số trận đấu | Số phút thi đấu | Số phút trên một trận |
| -- | ----------------------- | ----------- | --------------- | --------------------- |
| 1  | Rondae Hollis-Jefferson | 5           | 192             | 38.6                  |
| 2  | Jordan Clarkson         | 5           | 179             | 35.9                  |
| 3  | Tremont Waters          | 5           | 175             | 35.1                  |
| 4  | Watanabe Yuta           | 5           | 175             | 35.0                  |
| 5  | Ehab Amin               | 5           | 175             | 35.0                  |
| 6  | Josh Hawkinson          | 5           | 174             | 34.9                  |
| 7  | Freddy Ibrahim          | 4           | 134             | 33.6                  |
| 8  | Ahmad Dwairi            | 5           | 166             | 33.4                  |
| 9  | Wael Arakji             | 4           | 128             | 32.2                  |
| 10 | Luka Dončić             | 8           | 257             | 32.1                  |

#### Tỷ lệ ném phạt
| #  | Cầu thủ            | Số pha ném phạt chính xác | Số pha ném phạt | Tỷ lệ chính xác |
| -- | ------------------ | ------------------------- | --------------- | --------------- |
| 1  | Bazoumana Koné     | 13                        | 13              | 100.0           |
| 2  | Austin Reaves      | 37                        | 39              | 94.9            |
| 3  | Nikola Vučević     | 17                        | 18              | 94.4            |
| 4  | Hamed Haddadi      | 16                        | 17              | 94.1            |
| 5  | Santi Aldama       | 15                        | 16              | 93.8            |
| 6  | Karl-Anthony Towns | 39                        | 42              | 92.9            |
| 7  | Shea Ili           | 25                        | 27              | 92.6            |
| 7  | Kelly Olynyk       | 25                        | 27              | 92.6            |
| 9  | Lauri Markkanen    | 34                        | 38              | 89.5            |
| 10 | Josh Hawkinson     | 40                        | 45              | 88.9            |
| 10 | Tremont Waters     | 16                        | 18              | 88.9            |

#### Tỷ lệ ném trúng mục tiêu
| #  | Cầu thủ           | Số cú ném trúng mục tiêu | Số cú ném | Tỷ lệ chính xác |
| -- | ----------------- | ------------------------ | --------- | --------------- |
| 1  | Anas Mahmoud      | 31                       | 43        | 72.1            |
| 2  | Andrés Feliz      | 28                       | 41        | 68.3            |
| 3  | Andrejs Gražulis  | 48                       | 76        | 63.5            |
| 4  | Jonas Valančiūnas | 45                       | 72        | 62.5            |
| 4  | Mike Tobey        | 40                       | 64        | 62.5            |
| 4  | Ismael Romero     | 25                       | 40        | 62.5            |
| 7  | Dillon Brooks     | 41                       | 69        | 59.4            |
| 8  | Daniel Theis      | 38                       | 64        | 59.4            |
| 9  | Josh Hawkinson    | 30                       | 51        | 58.8            |
| 10 | Willy Hernangómez | 31                       | 53        | 58.5            |

#### Tỷ lệ ném 3 điểm
| #  | Cầu thủ          | Số pha ném 3 điểm chính xác | Số pha ném 3 điểm | Tỷ lệ chính xác |
| -- | ---------------- | --------------------------- | ----------------- | --------------- |
| 1  | Andrés Feliz     | 15                          | 23                | 65.2            |
| 2  | Tim Soares       | 9                           | 15                | 60.0            |
| 3  | Dillon Brooks    | 20                          | 34                | 58.8            |
| 3  | Mike Tobey       | 10                          | 17                | 58.8            |
| 5  | Peter Jok        | 14                          | 24                | 58.3            |
| 6  | Hiejima Makoto   | 8                           | 14                | 57.1            |
| 7  | Karim Zeinoun    | 9                           | 16                | 56.3            |
| 8  | Mikal Bridges    | 15                          | 27                | 55.6            |
| 8  | Andrejs Gražulis | 10                          | 18                | 55.6            |
| 10 | Rokas Jokubaitis | 11                          | 20                | 55.0            |

#### Tranh chấp tay đôi
| # | Cầu thủ                 | Số trận đấu | Số pha tranh chấp tay đôi | Tỷ lệ chiến thắng |
| - | ----------------------- | ----------- | ------------------------- | ----------------- |
| 1 | Nikola Milutinov        | 8           | 4                         | 50.0              |
| 2 | Shai Gilgeous-Alexander | 8           | 3                         | 37.5              |
| 2 | Carlik Jones            | 5           | 3                         | 60.0              |
| 2 | Karl-Anthony Towns      | 5           | 3                         | 60.0              |
| 2 | Jonas Valančiūnas       | 8           | 3                         | 37.5              |
| 6 | Goga Bitadze            | 5           | 2                         | 40.0              |
| 6 | Bruno Caboclo           | 5           | 2                         | 40.0              |
| 6 | Luka Dončić             | 8           | 2                         | 25.0              |
| 6 | Ahmad Dwairi            | 5           | 2                         | 40.0              |
| 6 | Wenyen Gabriel          | 5           | 2                         | 40.0              |
| 6 | Shea Ili                | 5           | 2                         | 40.0              |
| 6 | Fabián Jaimes           | 5           | 2                         | 40.0              |
| 6 | Assem Marei             | 5           | 2                         | 40.0              |
| 6 | Ismael Romero           | 5           | 2                         | 40.0              |
| 6 | Edy Tavares             | 5           | 2                         | 40.0              |
| 6 | Nikola Vučević          | 5           | 2                         | 40.0              |
| 6 | Tremont Waters          | 5           | 2                         | 40.0              |

#### Hiệu suất trong các pha tấn công
| # | Cầu thủ                 | Số trận đấu | Số điểm ghi được | Số điểm ghi được trên một trận | Hiệu suất | Hiệu suất trên một trận |
| - | ----------------------- | ----------- | ---------------- | ------------------------------ | --------- | ----------------------- |
| 1 | Shai Gilgeous-Alexander | 8           | 32.1             | 24.5                           | 243       | 30.4                    |
| 2 | Josh Hawkinson          | 5           | 34.9             | 21.0                           | 143       | 28.6                    |
| 3 | Luka Dončić             | 8           | 32.1             | 27.0                           | 208       | 26.0                    |
| 3 | Carlik Jones            | 5           | 30.3             | 20.4                           | 130       | 26.0                    |
| 5 | Lauri Markkanen         | 5           | 26.7             | 24.8                           | 120       | 24.0                    |
| 5 | Nikola Vučević          | 5           | 26.7             | 19.8                           | 120       | 24.0                    |
| 7 | Karl-Anthony Towns      | 5           | 29.6             | 24.4                           | 115       | 23.0                    |
| 8 | Rondae Hollis-Jefferson | 5           | 38.6             | 23.6                           | 113       | 22.6                    |
| 9 | Bruno Caboclo           | 5           | 28.1             | 16.4                           | 110       | 22.0                    |
| 9 | Andrés Feliz            | 5           | 27.3             | 16.0                           | 110       | 22.0                    |

### Số liệu trung bình của các đội trong giải đấu

#### Điểm
| #  | Đội tuyển   | Số trận đấu | Số điểm | Số điểm trên một trận |
| -- | ----------- | ----------- | ------- | --------------------- |
| 1  | Hoa Kỳ      | 8           | 836     | 104.5                 |
| 2  | Canada      | 8           | 790     | 98.8                  |
| 3  | Serbia      | 8           | 761     | 95.1                  |
| 4  | Úc          | 5           | 469     | 93.8                  |
| 5  | Đức         | 8           | 744     | 93.0                  |
| 6  | Nam Sudan   | 5           | 456     | 91.2                  |
| 7  | Latvia      | 8           | 714     | 89.3                  |
| 8  | Litva       | 8           | 713     | 89.1                  |
| 9  | Puerto Rico | 5           | 444     | 88.8                  |
| 10 | Slovenia    | 8           | 704     | 88.0                  |

#### Chụp bóng bật bảng
| # | Đội tuyển   | Số trận đấu | Số pha chụp bóng bật bảng | Số pha trên một trận |
| - | ----------- | ----------- | ------------------------- | -------------------- |
| 1 | Angola      | 5           | 212                       | 42.4                 |
| 2 | Philippines | 5           | 207                       | 41.4                 |
| 3 | Brasil      | 5           | 202                       | 40.4                 |
| 4 | Litva       | 8           | 318                       | 39.8                 |
| 5 | Hoa Kỳ      | 8           | 317                       | 39.6                 |
| 6 | Ai Cập      | 5           | 196                       | 39.2                 |
| 7 | Montenegro  | 5           | 193                       | 38.6                 |
| 7 | Tây Ban Nha | 5           | 193                       | 38.6                 |
| 9 | Gruzia      | 5           | 192                       | 38.4                 |
| 9 | Puerto Rico | 5           | 192                       | 38.4                 |

#### Hỗ trợ
| #  | Đội tuyển   | Số trận đấu | Số pha hỗ trợ | Số pha trên một trận |
| -- | ----------- | ----------- | ------------- | -------------------- |
| 1  | Tây Ban Nha | 5           | 139           | 27.8                 |
| 2  | Phần Lan    | 5           | 123           | 24.6                 |
| 3  | Latvia      | 8           | 195           | 24.4                 |
| 4  | Hoa Kỳ      | 8           | 191           | 23.9                 |
| 5  | Serbia      | 8           | 189           | 23.6                 |
| 6  | Úc          | 5           | 116           | 23.2                 |
| 7  | Nam Sudan   | 5           | 113           | 22.6                 |
| 8  | Đức         | 8           | 180           | 22.5                 |
| 9  | Canada      | 8           | 178           | 22.3                 |
| 10 | México      | 5           | 111           | 22.2                 |

#### Chắn bóng
| # | Đội tuyển   | Số trận đấu | Số pha chắn bóng | Số pha trên một trận |
| - | ----------- | ----------- | ---------------- | -------------------- |
| 1 | Hoa Kỳ      | 8           | 43               | 5.4                  |
| 2 | Pháp        | 5           | 24               | 4.8                  |
| 3 | Nam Sudan   | 5           | 22               | 4.4                  |
| 4 | Philippines | 5           | 21               | 4.2                  |
| 5 | Úc          | 5           | 19               | 3.8                  |
| 5 | Ai Cập      | 5           | 19               | 3.8                  |
| 5 | Tây Ban Nha | 5           | 19               | 3.8                  |
| 8 | Litva       | 8           | 30               | 3.8                  |
| 9 | Phần Lan    | 5           | 17               | 3.4                  |
| 9 | Nhật Bản    | 5           | 17               | 3.4                  |

#### Cướp bóng
| #  | Đội tuyển   | Số trận đấu | Số pha cướp bóng | Số pha trên một trận |
| -- | ----------- | ----------- | ---------------- | -------------------- |
| 1  | Bờ Biển Ngà | 5           | 50               | 10.0                 |
| 2  | Serbia      | 8           | 73               | 9.1                  |
| 3  | Hoa Kỳ      | 8           | 72               | 9.0                  |
| 3  | Montenegro  | 5           | 45               | 9.0                  |
| 5  | Ai Cập      | 5           | 43               | 8.6                  |
| 6  | Jordan      | 5           | 42               | 8.4                  |
| 7  | Angola      | 5           | 41               | 8.2                  |
| 8  | Đức         | 8           | 65               | 8.1                  |
| 9  | Pháp        | 5           | 40               | 8.0                  |
| 10 | Puerto Rico | 5           | 39               | 7.8                  |

#### Ném phạt
| #  | Đội tuyển   | Số trận đấu | Số pha ném phạt | Hiệu suất |
| -- | ----------- | ----------- | --------------- | --------- |
| 1  | Bờ Biển Ngà | 5           | 72/83           | 86.7      |
| 2  | Brasil      | 5           | 85/102          | 83.3      |
| 3  | Phần Lan    | 5           | 64/77           | 83.1      |
| 4  | Nhật Bản    | 5           | 79/98           | 80.6      |
| 5  | Gruzia      | 5           | 80/100          | 80.0      |
| 6  | Ý           | 8           | 103/129         | 79.8      |
| 7  | Hoa Kỳ      | 8           | 166/209         | 79.4      |
| 8  | Đức         | 8           | 117/148         | 79.1      |
| 9  | Serbia      | 8           | 141/180         | 78.3      |
| 10 | Úc          | 5           | 72/92           | 78.3      |

#### Số pha ném trúng mục tiêu
| #  | Đội tuyển   | Số trận đấu | Số lượt ném trúng mục tiêu | Hiệu suất |
| -- | ----------- | ----------- | -------------------------- | --------- |
| 1  | Serbia      | 8           | 270/498                    | 54.2      |
| 2  | Hoa Kỳ      | 8           | 294/549                    | 53.6      |
| 3  | Latvia      | 8           | 264/513                    | 51.5      |
| 4  | Đức         | 8           | 268/524                    | 51.1      |
| 5  | Úc          | 5           | 175/344                    | 50.9      |
| 6  | Litva       | 8           | 262/516                    | 50.8      |
| 7  | Canada      | 8           | 269/538                    | 50.0      |
| 8  | Pháp        | 5           | 146/293                    | 49.8      |
| 9  | Tây Ban Nha | 5           | 151/308                    | 49.0      |
| 10 | Nam Sudan   | 5           | 157/329                    | 47.7      |

#### Số pha ném 3 điểm
| #  | Đội tuyển   | Số trận đấu | Số pha ném 3 điểm | Hiệu suất |
| -- | ----------- | ----------- | ----------------- | --------- |
| 1  | Litva       | 8           | 86/204            | 42.2      |
| 2  | Latvia      | 8           | 110/261           | 42.1      |
| 3  | Nam Sudan   | 5           | 59/145            | 40.7      |
| 4  | Canada      | 8           | 102/253           | 40.3      |
| 5  | Hoa Kỳ      | 8           | 82/205            | 40.0      |
| 6  | New Zealand | 5           | 57/144            | 39.6      |
| 7  | Liban       | 5           | 46/118            | 39.0      |
| 8  | Puerto Rico | 5           | 58/152            | 38.2      |
| 9  | Đức         | 8           | 91/239            | 38.1      |
| 10 | México      | 5           | 45/119            | 37.8      |

### Trận đấu có cầu thủ ghi nhiều nhất
| Thể loại           | Cầu thủ                 | Đội tuyển         | Đối thủ     | Tổng |
| ------------------ | ----------------------- | ----------------- | ----------- | ---- |
| Điểm               | Dillon Brooks           | Canada            | Hoa Kỳ      | 39   |
| Điểm               | Rondae Hollis-Jefferson | Jordan            | New Zealand | 39   |
| Điểm               | Karl-Anthony Towns      | Cộng hòa Dominica | Puerto Rico | 39   |
| Chụp bóng bật bảng | Josh Hawkinson          | Nhật Bản          | Phần Lan    | 19   |
| Hỗ trợ             | Artūrs Žagars           | Latvia            | Litva       | 17   |
| Cướp bóng          | Nicolò Melli            | Ý                 | Slovenia    | 5    |
| Cướp bóng          | Stephen Thompson Jr.    | Puerto Rico       | Nam Sudan   | 5    |
| Cướp bóng          | Raul Neto               | Brasil            | Iran        | 5    |
| Chắn bóng          | Wenyen Gabriel          | Nam Sudan         | Angola      | 6    |
| Hiệu suất          | Josh Hawkinson          | Nhật Bản          | Phần Lan    | 44   |

### Đội tuyển có điểm cao nhất trong trận đấu
| Thể loại           | Đội tuyển  | Đối thủ | Tổng |
| ------------------ | ---------- | ------- | ---- |
| Điểm               | Canada     | Liban   | 128  |
| Chụp bóng bật bảng | Hoa Kỳ     | Jordan  | 56   |
| Hỗ trợ             | Canada     | Liban   | 44   |
| Cướp bóng          | Montenegro | Ai Cập  | 15   |
| Chắn bóng          | Nam Sudan  | Angola  | 9    |
| Cách biệt lớn nhất | Canada     | Liban   | 55   |

## Tiếp thị

### Biểu trưng
Logo chính thức của giải đấu được công bố vào ngày 4 tháng 12 năm 2020. Ý tưởng của logo bao gồm 3 ý tưởng chính: Trái tim tượng trưng cho niềm đam mê với bóng rổ, chiếc cúp Naismith tượng trưng cho giải thưởng được trao cho đội vô địch, và số "23" được biểu hiện là năm diễn ra giải đấu. Logo của giải đấu đã được thống nhất rằng thời hạn sớm nhất là vào tháng 7 năm 2019 và chờ được FIBA phê duyệt vào thời điểm đó. Logo được Công ty VMLY&R của Hoa Kỳ thiết kế. Vào ngày 28 tháng 11 năm 2020, FIBA đã phát động chiến dịch "Don't Miss a Beat" (tạm dịch là: Đừng bỏ lỡ một nhịp nào) trước khi ra mắt logo.  Buổi lễ ra mắt logo chính là sự kiện có ảnh hưởng lớn nhất trong lịch sử hình thành và phát triển của FIBA.
Ngoài ra, còn có logo cho các thành phố chủ nhà là Manila (Philippines), Okinawa (Nhật Bản) và Jakarta (Indonesia). Biểu trưng giải đấu tại Manila chính là hình xe Jeepney, một loại phương tiện giao thông công cộng phổ biến nhất ở Philippines. Còn tại Okinawa và Jakarta chính là hình của một số địa danh – Thành Shuri và Đài Tưởng niệm Quốc gia, một di tích lịch sử quốc gia của Indonesia, nằm ở Jakarta.

### Khẩu hiệu
Vào ngày 31 tháng 8 năm 2021, trong buổi lễ bốc thăm vòng loại, FIBA đã đưa ra khẩu hiệu cho giải đấu là: "Win For All" (tạm dịch là: Chiến thắng cho tất cả).

### Linh vật

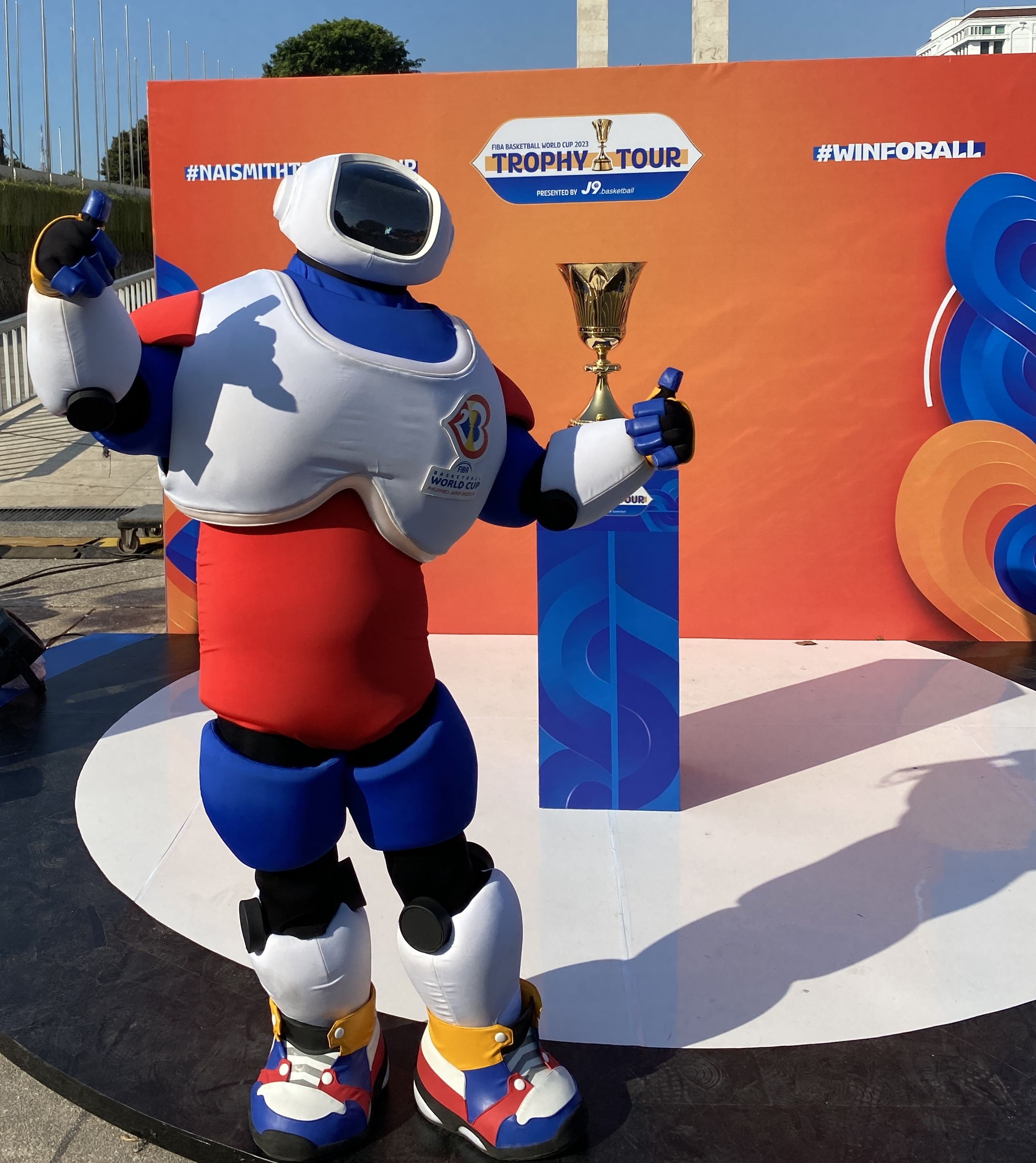
JIP trong buổi lễ ra mắt chiếc cúp Naismith ở Jakarta.

Vào ngày 9 tháng 6 năm 2022, FIBA chính thức công bố linh vật chính thức của giải đấu. Theo tiểu sử hư cấu, linh vật này không được đặt tên, được sáng tạo dựa theo ý tưởng của 3 cổ động viên bao gồm Caloy (Philippines), Kota (Nhật Bản) và Dewi (Indonesia) để tạo ra "thứ gì đó tuyệt vời để giúp cho mọi người đoàn kết và đại diện cho tất cả". Linh vật của giải đấu là một chú robot có mặt gắn đèn LED cho phép chú robot này kết nối và tương tác với mọi người thông qua các biểu cảm với nhau. Ngoài ra, linh vật còn có một vòng bóng rổ được gắn sau lưng như một lời tuyên truyền cho tầm quan trọng của sự tái chế. Các màu đỏ, xanh và vàng của linh vật tượng trưng cho quốc kỳ của 3 nước chủ nhà. Một cuộc thi đặt tên trực tuyến đã được tổ chức vào ngày 28 tháng 7 năm 2022, theo đó, linh vật này được đặt tên là "JIP", với chữ cái đầu tiên của 3 nước chủ nhà – Philippines, Nhật Bản (Japan) và Indonesia.

### Quả bóng chính thức
Quả bóng chính thức được sử dụng cho giải đấu được FIBA công bố vào ngày 29 tháng 4 năm 2023 trong buổi lễ bốc thăm diễn ra tại Thành phố toàn cầu Bonifacio, Taguig. Tương tự như giải đấu năm 2019, quả Molten BG5000 của Tập đoàn Molten (Nhật Bản) tiếp tục được sử dụng cho giải đấu nhưng được thiết kế mới, lấy cảm hứng từ sóng, vàng và trái tim. Với biệt danh "The Passion Wave" (tạm dịch là: "Làn sóng đam mê"), quả bóng tượng trưng cho nhịp tim sinh ra từ niềm đam mê với bóng rổ vang dội trên khắp thế giới.

### Điểm dừng chân của chiếc cúp

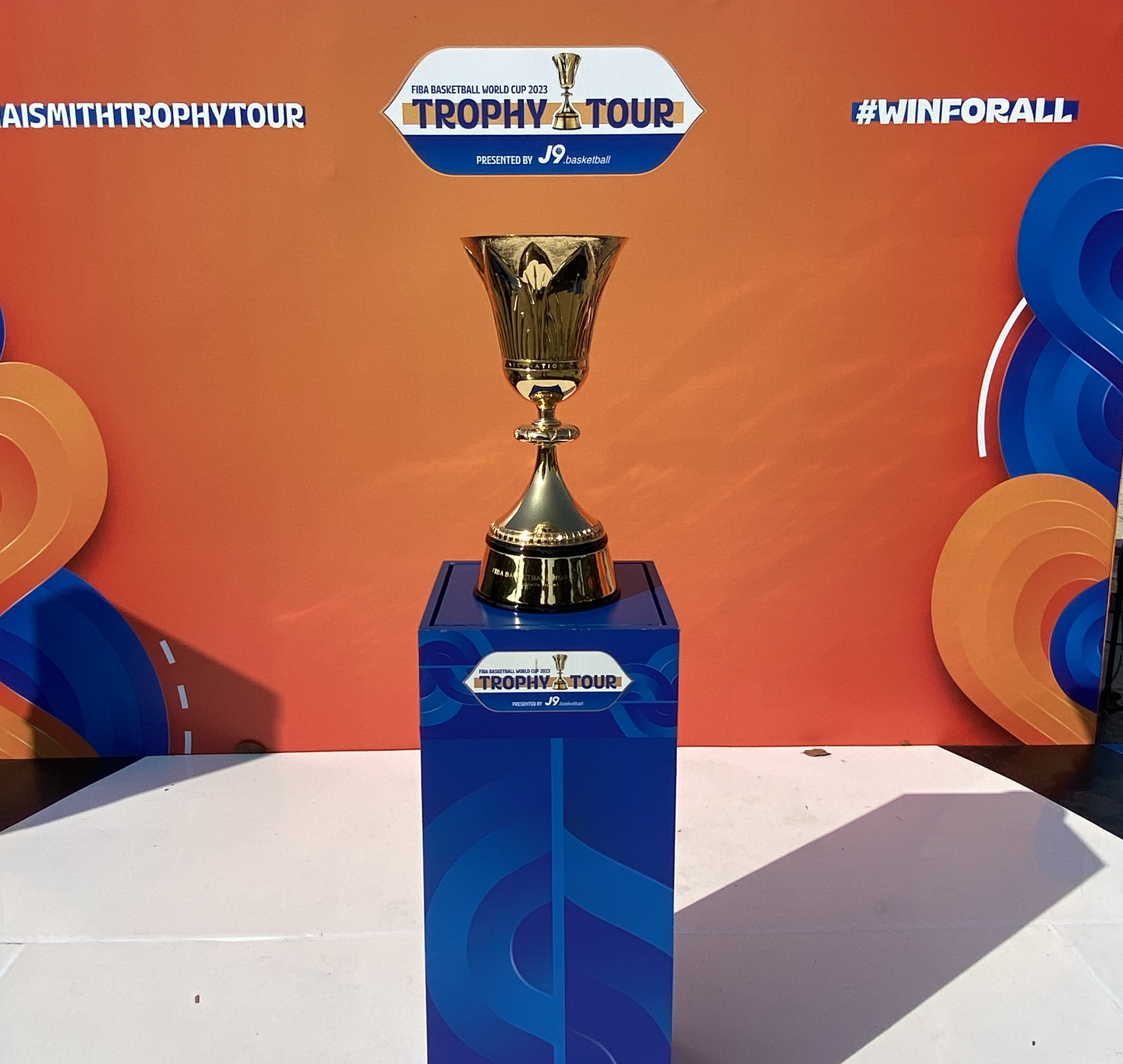
Chiếc cúp Naismith tại điểm dừng chân ở Jakarta, Indonesia vào tháng 8 năm 2023

Vài tháng trước khi giải đấu diễn ra, chiếc cúp Naismith đã bắt đầu cuộc hành trình đi qua 30 quốc gia tham dự giải đấu và 3 nước chủ nhà (Philippines, Nhật Bản, Indonesia). Điểm dừng chân của chiếc cúp đã được triển khai tại Thành phố toàn cầu Bonifacio ở Taguig, Vùng đô thị Manila, Philippines trong tuần lễ bốc thăm vòng bảng của giải đấu. Trước khi ra mắt, chiếc cúp Naismith đã được truyền đi khắp các phương tiện thông tin đại chúng trước khi đến thăm Chung cư Fort Bonifacio tại Taguig một ngày trước buổi lễ bốc thăm. Vào ngày 1 tháng 5 năm 2023, chiếc cúp sẽ có điểm dừng chân quốc tế đầu tiên tại Bắc Kinh, Trung Quốc và sẽ kết thúc vào ngày 24 tháng 8 năm 2023, một ngày trước giải đấu.
| - Vùng đô thị Manila, Philippines (26–30 tháng 4) - Trung Quốc (1–4 tháng 5) - Bắc Kinh (1 và 3–4 tháng 5) - Thượng Hải/Tô Châu (2 tháng 5) - Nam Ninh (3 tháng 5) - Liban (5–7 tháng 5) - Beirut (5 và 7 tháng 5) - Hazmieh (7 tháng 5) - Batroun/Adma (5 tháng 5) - Zahlé/Dbayeh (6 tháng 5) - Sidon (7 tháng 5) - Auckland, New Zealand (9–10 tháng 5) - Māngere East (10 tháng 5) - Iran (12–14 tháng 5) - Tehran (12–13 tháng 5) - Isfahan (14 tháng 5) - Bờ Biển Ngà (14–16 tháng 5) - Yamoussoukro (14 tháng 5) - Abidjan (15–16 tháng 5) - Cabo Verde (17–19 tháng 5) - Ribeira Bote, Mindelo (17 tháng 5) - Praia (19 tháng 5) - Ai Cập (20–21 tháng 5) - Alexandria (20 tháng 5) - Giza/Gezira, Cairo (21 tháng 5) - Luanda, Angola (22–24 tháng 5) - São Paulo, Brasil (25–26 tháng 5) - Juba, Nam Sudan (29–30 tháng 5) - Litva (2–3 tháng 6) - Vilnius/Trakai (2 tháng 6) - Kaunas (3 tháng 6) - Montenegro (6–7 tháng 6) - Rijeka Crnojevića/Boka/ Sveti Stefan/Cetinje (6 tháng 6) - Podgorica (7 tháng 6) - Serbia (9–10 tháng 6) - Belgrade (9 tháng 6) - Stari Banovci (10 tháng 6) - Helsinki, Phần Lan (11 tháng 6) - Ý (11–13 tháng 6) - Milan (11–12 tháng 6) - Bologna (13 tháng 6) - Jordan (15–16 tháng 6) - Jerash/Umm Qais/Amman (15 tháng 6) - Petra (16 tháng 6) - Berlin, Đức (17–18 tháng 6) - Gruzia (22–24 tháng 6) - Tbilisi (22–24 tháng 6) - Mtskheta/Tsalka (24 tháng 6) - Slovenia (25–27 tháng 6) - Ljubljana (25–27 tháng 6) - Bled (26 tháng 7) - Postojna (27 tháng 7) - Paris, Pháp (28 tháng 6) - Latvia (29–30 tháng 6) - Riga (29–30 tháng 6) - Sigulda (30 tháng 6) - Turaida (30 tháng 6) - Saulkrasti (30 tháng 6) - Puerto Rico (30 tháng 6 – 2 tháng 7) - Guaynabo (30 tháng 6 – 1 tháng 7) - San Juan (1–2 tháng 7) - Caracas, Venezuela (3–5 tháng 7) - Thành phố México, México (7–8 tháng 7) - Santo Domingo, Cộng hòa Dominica (9 tháng 7) - Las Vegas, Hoa Kỳ (10–11 tháng 7) - Toronto, Canada (13–14 tháng 7) - Nhật Bản (15–27 tháng 7) - Sapporo (15 tháng 7) - Sendai (17 tháng 7) - Niigata (18 tháng 7) - Toyama/Fukui (19 tháng 7) - Aichi (20 tháng 7) - Osaka (21 tháng 7) - Tokyo (22–23 tháng 7) - Kagawa (24 tháng 7) - Hiroshima (25 tháng 7) - Fukuoka (26 tháng 7) - Nakagami, Okinawa (27 tháng 7) - Indonesia (29 tháng 7–6 tháng 8) - Surakarta (29–30 tháng 7) - Bali (31 tháng 7 – 1 tháng 8) - Surabaya (2–3 tháng 8) - Jakarta (4–6 tháng 8) - Hy Lạp (9–10 tháng 8) - Málaga, Tây Ban Nha (10–11 tháng 8) - Melbourne, Úc (13–14 tháng 8) - Philippines - Cebu (15 tháng 8) - Thành phố Davao (16–18 tháng 8) - Khu vực Đại đô thị Manila (19–20 tháng 8) - Bocaue - Pasay - Thành phố Quezon - Ilocos Norte (21–23 tháng 8) - Burgos - Pasay |

### Đại sứ

#### Đại sứ toàn cầu của giải đấu
Cựu tuyển thủ người Argentina và từng giúp Argentina 2 lần giành vị trí á quân thế giới Luis Scola trở thành Đại sứ toàn cầu của giải đấu vào ngày 14 tháng 12 năm 2022.
Người từng 2 lần vô địch NBA và vô địch giải đấu năm 2006 Pau Gasol (Tây Ban Nha) cùng với Luis Scola trở thành Đại sứ toàn cầu của giải đấu vào ngày 6 tháng 2 năm 2023. Pau Gasol cũng từng là Đại sứ của Giải vô địch bóng rổ nữ thế giới 2023 tại Úc. Người đã từng 10 lần vô địch NBA và 3 lần giành Huy chương vàng Olympic Carmelo Antony (người Hoa Kỳ) cũng trở thành Đại sứ toàn cầu của giải đấu vào ngày 24 tháng 2 năm 2023.

#### Đại sứ của giải đấu tại 3 quốc gia đồng chủ nhà (Philippines, Nhật Bản và Indonesia)
Vào tháng 8 năm 2022, nam diễn viên người Indonesia Raffi Ahmad và Hoa hậu Hoàn vũ 2018 người Philippines Catriona Gray lần lượt được công bố là đại sứ của giải đấu tại Indonesia và Philippines. Các cựu tuyển thủ người Philippines Lewis Alfred Vasquez Tenorio, Larry Fonancier và Gary David cũng trở thành đại sứ của giải đấu tại Philippines. B.League được công bố là đại sứ của giải đấu tại Nhật Bản. Cựu thành viên của đội tuyển quốc gia Nhật Bản và chủ tịch Câu lạc bộ bóng rổ Levanga Hokkaido Orimo Takehiro được công bố là đại sứ của giải đấu tại Nhật Bản vài tuần trước buổi lễ bốc thăm. Nữ diễn viên Indonesia gốc Đức Cinta Laura trở thành đại sứ của giải đấu tại Indonesia vào ngày 11 tháng 7 năm 2023.

### Bán vé

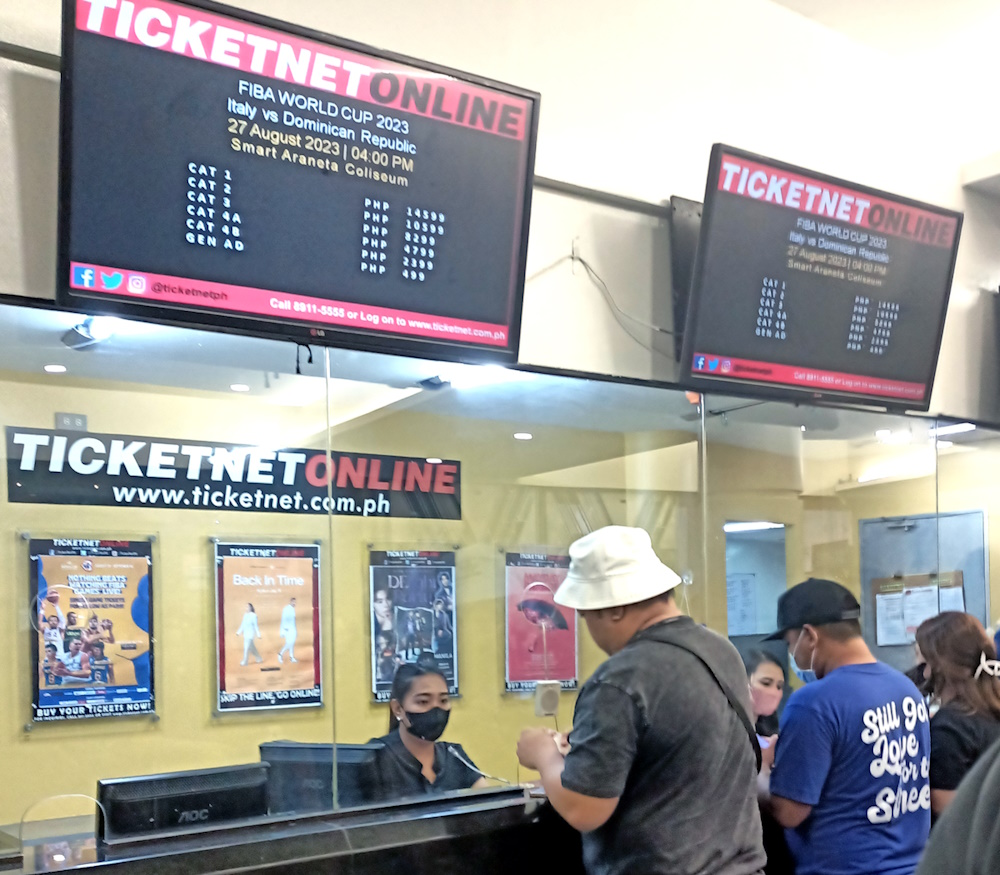
Điểm bán vé tại Đấu trường Araneta ở Thành phố Quezon, Philippines.

Giá vé xem tất cả các trận đấu của giải đấu do Ban Tổ chức giải đấu của 3 nước chủ nhà (Philippines, Nhật Bản và Indonesia) quyết định và đã được FIBA xem xét.
Các gói vé hoặc các vé bao gồm nhiều trận đấu diễn ra trong một ngày đã được cung cấp sớm nhất vào tháng 3 năm 2022. Vé một trận đấu đã được bán ra vào tháng 7 năm 2023.
Ở thành phố Okinawa, mục tiêu bán vé được đưa ra với mức giá 1 tỷ Yên Nhật (tương đương với khoảng 6,8 triệu đô la Mỹ) do Ban Tổ chức giải đấu tại Nhật Bản đặt ra đã đạt được những kết quả nhất định.
Vào ngày bế mạc của giải đấu (ngày 10 tháng 9 năm 2023), FIBA đã kết luận rằng số lượng khán giả đến sân theo dõi các trận đấu thấp hơn dự kiến do giá vé ở mức cao, đặc biệt là các vé hạng trung.

### Đồng hồ đếm ngược

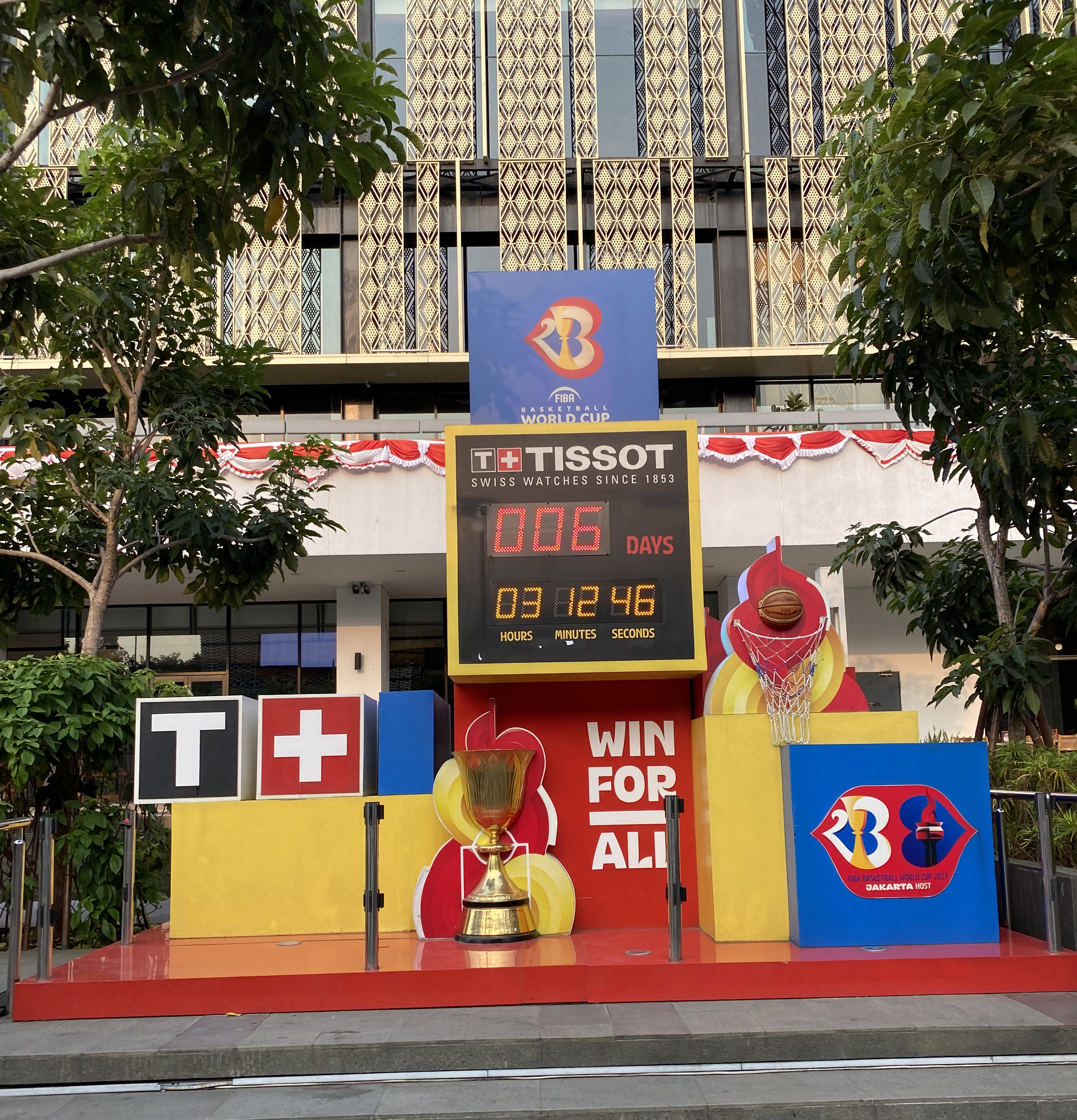
Đồng hồ đếm ngược cho Giải vô địch bóng rổ thế giới 2023 ở Cửa hàng bách hóa Sarinah, Jakarta.

3 chiếc đồng hồ đếm ngược được ra mắt từ ngày 25 đến ngày 28 tháng 8 năm 2022 tại Philippines, Nhật Bản và Indonesia để đánh dấu còn 1 năm nữa giải đấu sẽ diễn ra. Những chiếc đồng hồ này đặt tại Tòa nhà Tenbusu Naha ở Naha, Thành phố Okinawa; Tượng đài Selamat Datang ở Jakarta và Khu mua sắm SM Mall of Asia tại Pasay. Đồng hồ đếm ngược ở Indonesia sau đó được chuyển đến Cửa hàng bách hóa Sarinah sau buổi lễ công bố.

## Tài trợ
| - Ganten - J9.com - Tập đoàn Molten - Nike - Smart Communications - TCL Corporation - Tencent - Tissot - Tập đoàn Vạn Đạt - Yili Group |

| - Ngân hàng Mandiri - Gojek - Pertamina - Công ty Điện lực Nhà nước - Bukit Asam - Kahf |

| - SoftBank |

| - Toyota Motor Philippines - San Miguel Corporation - Unilab/Alaxan - Gatorade Philippines - ArenaPlus - Cignal - Banco de Oro - Dunkin' Donuts Philippines - Jollibee - Rexona Philippines |

| - Hyperice - Junckers - Schelde Sports - TicketSocket - Unilumin Sports |

| - IMG |

## Một số vấn đề liên quan đến công tác tổ chức giải đấu

### Vấn đề về giao thông ở Manila
Một số người đã dự đoán rằng các phương tiện giao thông đông đúc ở Vùng đô thị Manila sẽ ảnh hưởng đến việc tổ chức các trận đấu ở Philippines. Là một phần trong quá trình chuẩn bị cho giải đấu, chính vì vậy, ban tổ chức giải đấu tại Philippines đã tiến hành mô phỏng việc vận chuyển các cầu thủ và ban huấn luyện từ khách sạn đến địa điểm thi đấu. Hội đồng Phát triển Vùng thủ đô Manila cũng có kế hoạch phân luồng giao thông trong suốt thời gian diễn ra giải đấu.
Philippine Arena đã bị tước quyền đăng cai tổ chức vòng cuối cùng do "những lo ngại nghiêm trọng về vấn đề giao thông vận tải". Ngoài ra, khả năng tiếp cận địa điểm ở tỉnh Bulacan gần Vùng đô thị Manila là một vấn đề cấp bách cần được giải quyết lâu dài. Không giống như hai nhà thi đấu khác ở Khu vực Đại đô thị Manila, các khán giả đến Philippine Arena không thể thông qua các phương tiện giao thông công cộng để đến địa điểm thi đấu.

### Vấn đề về số lượng khán giả tại Okinawa
Các dãy ghế bị bỏ trống trong trận mở màn của đội tuyển quốc gia Nhật Bản gặp đội tuyển Đức tại Nhà thi đấu Okinawa có sức chứa lên đến 8.500 chỗ ngồi. Các cầu thủ Nhật Bản đã khiếu nại khiến FIBA phải can thiệp. FIBA đã bán lại vé cho các trận đấu ở Okinawa cho khán giả trong các trận đấu tiếp theo, giúp tăng số lượng khán giả đến sân theo dõi, bao gồm tất cả các trận đấu không có sự góp mặt của Nhật Bản.

### Ca phẫu thuật của cầu thủ đội tuyển quốc gia Serbia
Boriša Simanić, cầu thủ của đội tuyển quốc gia Serbia đã gặp phải chấn thương kinh hoàng sau khi bị Nuni Omot, cầu thủ của đội tuyển quốc gia Nam Sudan thúc cùi chỏ khi trận đấu chỉ còn hai phút. Simanić đã phải trải qua một cuộc phẫu thuật tại Trung tâm Y tế Makati, Thành phố Makati, Vùng đô thị Manila, Philippines. Tuy nhiên do biến chứng quá nặng, nên anh đã phải trải qua ca phẫu thuật thứ hai để cắt bỏ đi một quả thận. Thậm chí, anh còn phải đi truyền máu.